# Jordin Sparks
Jordin Sparks (født 22. december 1989) er en amerikansk sanger, der blev kendt, da hun vandt den sjette udgave af programmet American Idol 2007.
I vinteren 2008 udgav hun sin første cd, Jordin Sparks, som indeholde hitsangene Tattoo, One Step At a Time og duetten No Air med Chris Brown.
Albummet Jordin Sparks fik Platin efter at have solgt 2 millioner eksemplarer på verdensplan, og modtog en American Music Award og en Grammy nomination i 2008.
Hun efterfulgte succesen fra det første album, med sit andet album Battlefield, som blev udgivet 21. juli 2009. 
Udover alt dette er har hun også været kæreste med den store popsanger Jason Derulo, men de slog op efter mange rygter og manglende tid hjemme.

## Tidligt Liv
Jordin blev født i Phoenix, Arizona til forældrene Jodi Weidmann-Sparks og den forhenværende NFL spiller Phillippi Sparks. Hun har en yngre bror PJ (Phillippi Sparks, Jr.) der også spiller football. Hun boede kortvarigt i Ridgewood, New Jersey og gik i Orchard Elementary School. Efter at have boet i new Jersey, gik Jordin på Northwest Community Christian School i Phoenix, Arizona til og med ottende klasse. Jordin gik på Sandra Day O’Conner High School indtil 2006, hvorefter hun blev hjemmeundervist for bedre at kunne koncentrere sig om sin sang.
Jordin er evangelisk kristen og går i Calavary Community Church i Phoenix, Arizona. I sin American Idol biografi takkede hun sine forældre og Gud for sin sejr.  Hun går med en Purity Ring, som symboliserer hendes ønske om at forblive jomfru indtil hun er gift. Hun var også med på forsiden af World, et evangelisk nyheds blad. Hun vandt en pris for at være årets bedste unge artist i Arizona i tre år.

### FørIdol
Før hun var med i American Idol, var Jordin med i og vandt talentkonkurrencer som Sprite Risin Star, Gospel Musik Association GMA Academy, The Proof Is In The Pudding Contest, NBC/PAX America’s Most Talented Kids, Colgate Country Showdown og 2007 Drug Free AZ Superstar Search.
I 2006 var Jordin en af de seks vindere, som vandt Phoenix Torrid søgning efter den ”Næste Plus Størrelse Model”. Hun blev fløjet til Californien, hvor hun blev brugt til nogle af Torrids reklamer og promoveringer. En fuldsides reklame for Torrid med Jordin blev vist i december 2006 udgaven af Seventeen bladet.

## American Idol
I sommeren 2006, gik Jordin til audition to gange til American Idol, en gang i Los Angeles, Californien (kun for producerne) og den anden gang i Seattle, Washington efter hun havde vundet KSAZ Fox 10s Arizona Idol. Seattle additionen er den der blev vist 27. januar 2007, hvor hun fik en gylden billet og retten til at optræde i Hollywood runden. American Idol dommeren Randy Jackson lavede en henkastet forudsigelse om at, ”Krøllet hår vil vinde dette år”(”Curly hair will win this year”) Mens hun var med i showet fik Jordin en loyal fan base kendt som ”Sparkplugs” (som endda har sin egen officielle hjemmeside). Den 23. maj, 2007, blev Jordin kronet som vinderen af den sjette sæson af American Idol efter aldrig, at have været blandt de tre dårligste. Hun er forblevet den yngste vinder i American Idols historie. Jordin var den fjerde vinder, der aldrig blev stemt blandt de tre dårligste (efter Kelly Clarkson, Carrie Underwood og Taylor Hicks) ; Cowell sagde “Jordin var den, der forbedrede sig mest gennem hele sæsonen – startede ikke som den bedste, men halvvejs igennem var dette den pige der pludselig fik momentum,” han supplerede ”Ung pige, sympatisk, og sangeren der vandt entertaineren over [Lewis].” ("Jordin was the most improved over the whole season -- didn't start the best, but midway through this was the girl who suddenly got momentum," "Young girl, likeable, and the singer won over the entertainer [Lewis].")
Jordin optrådte to gange i den syvende sæson af American Idol, en gang på Idol Gives Back resultat showet, med sin duet med Chris Brown, og igen med "One Step at a Time" 21. maj, 20008, til American Idol finale. Hun optrådte også 13. maj 2009 i sæson otte a American Idol.

### Optrædener og resultater
| Uge #               | Uge #               | Uge #               | Uge #               | Uge #               | Uge #               | Uge #               | Uge #               | Uge #               | Uge #               | Uge #               | Uge #               | Uge #               | Uge #               | Uge #               | Uge #               | Uge #               | Uge #               | Uge #               | Uge #               | Uge #               | Uge #               | Uge #               | Uge #               | Uge #               | Uge #               | Uge #               | Uge #               | Uge #               | Uge #               | Uge #               | Uge #               | Uge #               | Uge #               | Uge #               | Uge #               | Uge #               | Uge #               | Uge #               | Uge #               | Uge #               | Uge #               | Uge #               | Uge #               | Uge #               | Uge #               | Uge #               | Uge #               | Uge #               | Uge #               | Uge #               | Uge #               | Uge #               | Uge #               | Uge #               | Uge #               | Uge #               | Uge #               | Uge #               | Uge #               | Uge #               | Uge #               | Uge #               | Uge #               | Uge #               | Uge #               | Uge #               | Uge #               | Uge #               | Uge #               | Uge #               | Uge #               | Uge #               | Uge #               | Uge #               | Uge #               | Uge #               | Uge #               | Uge #               | Uge #               | Uge #               | Uge #               | Uge #               | Uge #               | Uge #               | Uge #               | Uge #               | Uge #               | Uge #               | Uge #               | Uge #               | Uge #               | Uge #               | Uge #               | Uge #               | Uge #               | Uge #               | Uge #               | Uge #               | Uge #               | Tema                                                            | Tema                                                            | Tema                                                            | Tema                                                            | Tema                                                            | Tema                                                            | Tema                                                            | Tema                                                            | Tema                                                            | Tema                                                            | Tema                                                            | Tema                                                            | Tema                                                            | Tema                                                            | Tema                                                            | Tema                                                            | Tema                                                            | Tema                                                            | Tema                                                            | Tema                                                            | Tema                                                            | Tema                                                            | Tema                                                            | Tema                                                            | Tema                                                            | Tema                                                            | Tema                                                            | Tema                                                            | Tema                                                            | Tema                                                            | Tema                                                            | Tema                                                            | Tema                                                            | Tema                                                            | Tema                                                            | Tema                                                            | Tema                                                            | Tema                                                            | Tema                                                            | Tema                                                            | Tema                                                            | Tema                                                            | Tema                                                            | Tema                                                            | Tema                                                            | Tema                                                            | Tema                                                            | Tema                                                            | Tema                                                            | Tema                                                            | Tema                                                            | Tema                                                            | Tema                                                            | Tema                                                            | Tema                                                            | Tema                                                            | Tema                                                            | Tema                                                            | Tema                                                            | Tema                                                            | Tema                                                            | Tema                                                            | Tema                                                            | Tema                                                            | Tema                                                            | Tema                                                            | Tema                                                            | Tema                                                            | Tema                                                            | Tema                                                            | Tema                                                            | Tema                                                            | Tema                                                            | Tema                                                            | Tema                                                            | Tema                                                            | Tema                                                            | Tema                                                            | Tema                                                            | Tema                                                            | Tema                                                            | Tema                                                            | Tema                                                            | Tema                                                            | Tema                                                            | Tema                                                            | Tema                                                            | Tema                                                            | Tema                                                            | Tema                                                            | Tema                                                            | Tema                                                            | Tema                                                            | Tema                                                            | Tema                                                            | Tema                                                            | Tema                                                            | Tema                                                            | Tema                                                            | Tema                                                            | Sang Valg                                                                 | Sang Valg                                                                 | Sang Valg                                                                 | Sang Valg                                                                 | Sang Valg                                                                 | Sang Valg                                                                 | Sang Valg                                                                 | Sang Valg                                                                 | Sang Valg                                                                 | Sang Valg                                                                 | Sang Valg                                                                 | Sang Valg                                                                 | Sang Valg                                                                 | Sang Valg                                                                 | Sang Valg                                                                 | Sang Valg                                                                 | Sang Valg                                                                 | Sang Valg                                                                 | Sang Valg                                                                 | Sang Valg                                                                 | Sang Valg                                                                 | Sang Valg                                                                 | Sang Valg                                                                 | Sang Valg                                                                 | Sang Valg                                                                 | Sang Valg                                                                 | Sang Valg                                                                 | Sang Valg                                                                 | Sang Valg                                                                 | Sang Valg                                                                 | Sang Valg                                                                 | Sang Valg                                                                 | Sang Valg                                                                 | Sang Valg                                                                 | Sang Valg                                                                 | Sang Valg                                                                 | Sang Valg                                                                 | Sang Valg                                                                 | Sang Valg                                                                 | Sang Valg                                                                 | Sang Valg                                                                 | Sang Valg                                                                 | Sang Valg                                                                 | Sang Valg                                                                 | Sang Valg                                                                 | Sang Valg                                                                 | Sang Valg                                                                 | Sang Valg                                                                 | Sang Valg                                                                 | Sang Valg                                                                 | Sang Valg                                                                 | Sang Valg                                                                 | Sang Valg                                                                 | Sang Valg                                                                 | Sang Valg                                                                 | Sang Valg                                                                 | Sang Valg                                                                 | Sang Valg                                                                 | Sang Valg                                                                 | Sang Valg                                                                 | Sang Valg                                                                 | Sang Valg                                                                 | Sang Valg                                                                 | Sang Valg                                                                 | Sang Valg                                                                 | Sang Valg                                                                 | Sang Valg                                                                 | Sang Valg                                                                 | Sang Valg                                                                 | Sang Valg                                                                 | Sang Valg                                                                 | Sang Valg                                                                 | Sang Valg                                                                 | Sang Valg                                                                 | Sang Valg                                                                 | Sang Valg                                                                 | Sang Valg                                                                 | Sang Valg                                                                 | Sang Valg                                                                 | Sang Valg                                                                 | Sang Valg                                                                 | Sang Valg                                                                 | Sang Valg                                                                 | Sang Valg                                                                 | Sang Valg                                                                 | Sang Valg                                                                 | Sang Valg                                                                 | Sang Valg                                                                 | Sang Valg                                                                 | Sang Valg                                                                 | Sang Valg                                                                 | Sang Valg                                                                 | Sang Valg                                                                 | Sang Valg                                                                 | Sang Valg                                                                 | Sang Valg                                                                 | Sang Valg                                                                 | Sang Valg                                                                 | Sang Valg                                                                 | Sang Valg                                                                 | Oprindelig artist                                | Oprindelig artist                                | Oprindelig artist                                | Oprindelig artist                                | Oprindelig artist                                | Oprindelig artist                                | Oprindelig artist                                | Oprindelig artist                                | Oprindelig artist                                | Oprindelig artist                                | Oprindelig artist                                | Oprindelig artist                                | Oprindelig artist                                | Oprindelig artist                                | Oprindelig artist                                | Oprindelig artist                                | Oprindelig artist                                | Oprindelig artist                                | Oprindelig artist                                | Oprindelig artist                                | Oprindelig artist                                | Oprindelig artist                                | Oprindelig artist                                | Oprindelig artist                                | Oprindelig artist                                | Oprindelig artist                                | Oprindelig artist                                | Oprindelig artist                                | Oprindelig artist                                | Oprindelig artist                                | Oprindelig artist                                | Oprindelig artist                                | Oprindelig artist                                | Oprindelig artist                                | Oprindelig artist                                | Oprindelig artist                                | Oprindelig artist                                | Oprindelig artist                                | Oprindelig artist                                | Oprindelig artist                                | Oprindelig artist                                | Oprindelig artist                                | Oprindelig artist                                | Oprindelig artist                                | Oprindelig artist                                | Oprindelig artist                                | Oprindelig artist                                | Oprindelig artist                                | Oprindelig artist                                | Oprindelig artist                                | Oprindelig artist                                | Oprindelig artist                                | Oprindelig artist                                | Oprindelig artist                                | Oprindelig artist                                | Oprindelig artist                                | Oprindelig artist                                | Oprindelig artist                                | Oprindelig artist                                | Oprindelig artist                                | Oprindelig artist                                | Oprindelig artist                                | Oprindelig artist                                | Oprindelig artist                                | Oprindelig artist                                | Oprindelig artist                                | Oprindelig artist                                | Oprindelig artist                                | Oprindelig artist                                | Oprindelig artist                                | Oprindelig artist                                | Oprindelig artist                                | Oprindelig artist                                | Oprindelig artist                                | Oprindelig artist                                | Oprindelig artist                                | Oprindelig artist                                | Oprindelig artist                                | Oprindelig artist                                | Oprindelig artist                                | Oprindelig artist                                | Oprindelig artist                                | Oprindelig artist                                | Oprindelig artist                                | Oprindelig artist                                | Oprindelig artist                                | Oprindelig artist                                | Oprindelig artist                                | Oprindelig artist                                | Oprindelig artist                                | Oprindelig artist                                | Oprindelig artist                                | Oprindelig artist                                | Oprindelig artist                                | Oprindelig artist                                | Oprindelig artist                                | Oprindelig artist                                | Oprindelig artist                                | Oprindelig artist                                | Oprindelig artist                                | Rækkefølge # | Rækkefølge # | Rækkefølge # | Rækkefølge # | Rækkefølge # | Rækkefølge # | Rækkefølge # | Rækkefølge # | Rækkefølge # | Rækkefølge # | Rækkefølge # | Rækkefølge # | Rækkefølge # | Rækkefølge # | Rækkefølge # | Rækkefølge # | Rækkefølge # | Rækkefølge # | Rækkefølge # | Rækkefølge # | Rækkefølge # | Rækkefølge # | Rækkefølge # | Rækkefølge # | Rækkefølge # | Rækkefølge # | Rækkefølge # | Rækkefølge # | Rækkefølge # | Rækkefølge # | Rækkefølge # | Rækkefølge # | Rækkefølge # | Rækkefølge # | Rækkefølge # | Rækkefølge # | Rækkefølge # | Rækkefølge # | Rækkefølge # | Rækkefølge # | Rækkefølge # | Rækkefølge # | Rækkefølge # | Rækkefølge # | Rækkefølge # | Rækkefølge # | Rækkefølge # | Rækkefølge # | Rækkefølge # | Rækkefølge # | Rækkefølge # | Rækkefølge # | Rækkefølge # | Rækkefølge # | Rækkefølge # | Rækkefølge # | Rækkefølge # | Rækkefølge # | Rækkefølge # | Rækkefølge # | Rækkefølge # | Rækkefølge # | Rækkefølge # | Rækkefølge # | Rækkefølge # | Rækkefølge # | Rækkefølge # | Rækkefølge # | Rækkefølge # | Rækkefølge # | Rækkefølge # | Rækkefølge # | Rækkefølge # | Rækkefølge # | Rækkefølge # | Rækkefølge # | Rækkefølge # | Rækkefølge # | Rækkefølge # | Rækkefølge # | Rækkefølge # | Rækkefølge # | Rækkefølge # | Rækkefølge # | Rækkefølge # | Rækkefølge # | Rækkefølge # | Rækkefølge # | Rækkefølge # | Rækkefølge # | Rækkefølge # | Rækkefølge # | Rækkefølge # | Rækkefølge # | Rækkefølge # | Rækkefølge # | Rækkefølge # | Rækkefølge # | Rækkefølge # | Rækkefølge # | Resultat                      | Resultat                      | Resultat                      | Resultat                      | Resultat                      | Resultat                      | Resultat                      | Resultat                      | Resultat                      | Resultat                      | Resultat                      | Resultat                      | Resultat                      | Resultat                      | Resultat                      | Resultat                      | Resultat                      | Resultat                      | Resultat                      | Resultat                      | Resultat                      | Resultat                      | Resultat                      | Resultat                      | Resultat                      | Resultat                      | Resultat                      | Resultat                      | Resultat                      | Resultat                      | Resultat                      | Resultat                      | Resultat                      | Resultat                      | Resultat                      | Resultat                      | Resultat                      | Resultat                      | Resultat                      | Resultat                      | Resultat                      | Resultat                      | Resultat                      | Resultat                      | Resultat                      | Resultat                      | Resultat                      | Resultat                      | Resultat                      | Resultat                      | Resultat                      | Resultat                      | Resultat                      | Resultat                      | Resultat                      | Resultat                      | Resultat                      | Resultat                      | Resultat                      | Resultat                      | Resultat                      | Resultat                      | Resultat                      | Resultat                      | Resultat                      | Resultat                      | Resultat                      | Resultat                      | Resultat                      | Resultat                      | Resultat                      | Resultat                      | Resultat                      | Resultat                      | Resultat                      | Resultat                      | Resultat                      | Resultat                      | Resultat                      | Resultat                      | Resultat                      | Resultat                      | Resultat                      | Resultat                      | Resultat                      | Resultat                      | Resultat                      | Resultat                      | Resultat                      | Resultat                      | Resultat                      | Resultat                      | Resultat                      | Resultat                      | Resultat                      | Resultat                      | Resultat                      | Resultat                      | Resultat                      | Resultat                      |
| Audition            | Audition            | Audition            | Audition            | Audition            | Audition            | Audition            | Audition            | Audition            | Audition            | Audition            | Audition            | Audition            | Audition            | Audition            | Audition            | Audition            | Audition            | Audition            | Audition            | Audition            | Audition            | Audition            | Audition            | Audition            | Audition            | Audition            | Audition            | Audition            | Audition            | Audition            | Audition            | Audition            | Audition            | Audition            | Audition            | Audition            | Audition            | Audition            | Audition            | Audition            | Audition            | Audition            | Audition            | Audition            | Audition            | Audition            | Audition            | Audition            | Audition            | Audition            | Audition            | Audition            | Audition            | Audition            | Audition            | Audition            | Audition            | Audition            | Audition            | Audition            | Audition            | Audition            | Audition            | Audition            | Audition            | Audition            | Audition            | Audition            | Audition            | Audition            | Audition            | Audition            | Audition            | Audition            | Audition            | Audition            | Audition            | Audition            | Audition            | Audition            | Audition            | Audition            | Audition            | Audition            | Audition            | Audition            | Audition            | Audition            | Audition            | Audition            | Audition            | Audition            | Audition            | Audition            | Audition            | Audition            | Audition            | Audition            | Audition            |                                                                 |                                                                 |                                                                 |                                                                 |                                                                 |                                                                 |                                                                 |                                                                 |                                                                 |                                                                 |                                                                 |                                                                 |                                                                 |                                                                 |                                                                 |                                                                 |                                                                 |                                                                 |                                                                 |                                                                 |                                                                 |                                                                 |                                                                 |                                                                 |                                                                 |                                                                 |                                                                 |                                                                 |                                                                 |                                                                 |                                                                 |                                                                 |                                                                 |                                                                 |                                                                 |                                                                 |                                                                 |                                                                 |                                                                 |                                                                 |                                                                 |                                                                 |                                                                 |                                                                 |                                                                 |                                                                 |                                                                 |                                                                 |                                                                 |                                                                 |                                                                 |                                                                 |                                                                 |                                                                 |                                                                 |                                                                 |                                                                 |                                                                 |                                                                 |                                                                 |                                                                 |                                                                 |                                                                 |                                                                 |                                                                 |                                                                 |                                                                 |                                                                 |                                                                 |                                                                 |                                                                 |                                                                 |                                                                 |                                                                 |                                                                 |                                                                 |                                                                 |                                                                 |                                                                 |                                                                 |                                                                 |                                                                 |                                                                 |                                                                 |                                                                 |                                                                 |                                                                 |                                                                 |                                                                 |                                                                 |                                                                 |                                                                 |                                                                 |                                                                 |                                                                 |                                                                 |                                                                 |                                                                 |                                                                 |                                                                 | "Because You Loved Me"                                                    | "Because You Loved Me"                                                    | "Because You Loved Me"                                                    | "Because You Loved Me"                                                    | "Because You Loved Me"                                                    | "Because You Loved Me"                                                    | "Because You Loved Me"                                                    | "Because You Loved Me"                                                    | "Because You Loved Me"                                                    | "Because You Loved Me"                                                    | "Because You Loved Me"                                                    | "Because You Loved Me"                                                    | "Because You Loved Me"                                                    | "Because You Loved Me"                                                    | "Because You Loved Me"                                                    | "Because You Loved Me"                                                    | "Because You Loved Me"                                                    | "Because You Loved Me"                                                    | "Because You Loved Me"                                                    | "Because You Loved Me"                                                    | "Because You Loved Me"                                                    | "Because You Loved Me"                                                    | "Because You Loved Me"                                                    | "Because You Loved Me"                                                    | "Because You Loved Me"                                                    | "Because You Loved Me"                                                    | "Because You Loved Me"                                                    | "Because You Loved Me"                                                    | "Because You Loved Me"                                                    | "Because You Loved Me"                                                    | "Because You Loved Me"                                                    | "Because You Loved Me"                                                    | "Because You Loved Me"                                                    | "Because You Loved Me"                                                    | "Because You Loved Me"                                                    | "Because You Loved Me"                                                    | "Because You Loved Me"                                                    | "Because You Loved Me"                                                    | "Because You Loved Me"                                                    | "Because You Loved Me"                                                    | "Because You Loved Me"                                                    | "Because You Loved Me"                                                    | "Because You Loved Me"                                                    | "Because You Loved Me"                                                    | "Because You Loved Me"                                                    | "Because You Loved Me"                                                    | "Because You Loved Me"                                                    | "Because You Loved Me"                                                    | "Because You Loved Me"                                                    | "Because You Loved Me"                                                    | "Because You Loved Me"                                                    | "Because You Loved Me"                                                    | "Because You Loved Me"                                                    | "Because You Loved Me"                                                    | "Because You Loved Me"                                                    | "Because You Loved Me"                                                    | "Because You Loved Me"                                                    | "Because You Loved Me"                                                    | "Because You Loved Me"                                                    | "Because You Loved Me"                                                    | "Because You Loved Me"                                                    | "Because You Loved Me"                                                    | "Because You Loved Me"                                                    | "Because You Loved Me"                                                    | "Because You Loved Me"                                                    | "Because You Loved Me"                                                    | "Because You Loved Me"                                                    | "Because You Loved Me"                                                    | "Because You Loved Me"                                                    | "Because You Loved Me"                                                    | "Because You Loved Me"                                                    | "Because You Loved Me"                                                    | "Because You Loved Me"                                                    | "Because You Loved Me"                                                    | "Because You Loved Me"                                                    | "Because You Loved Me"                                                    | "Because You Loved Me"                                                    | "Because You Loved Me"                                                    | "Because You Loved Me"                                                    | "Because You Loved Me"                                                    | "Because You Loved Me"                                                    | "Because You Loved Me"                                                    | "Because You Loved Me"                                                    | "Because You Loved Me"                                                    | "Because You Loved Me"                                                    | "Because You Loved Me"                                                    | "Because You Loved Me"                                                    | "Because You Loved Me"                                                    | "Because You Loved Me"                                                    | "Because You Loved Me"                                                    | "Because You Loved Me"                                                    | "Because You Loved Me"                                                    | "Because You Loved Me"                                                    | "Because You Loved Me"                                                    | "Because You Loved Me"                                                    | "Because You Loved Me"                                                    | "Because You Loved Me"                                                    | "Because You Loved Me"                                                    | "Because You Loved Me"                                                    | "Because You Loved Me"                                                    | Celine Dion                                      | Celine Dion                                      | Celine Dion                                      | Celine Dion                                      | Celine Dion                                      | Celine Dion                                      | Celine Dion                                      | Celine Dion                                      | Celine Dion                                      | Celine Dion                                      | Celine Dion                                      | Celine Dion                                      | Celine Dion                                      | Celine Dion                                      | Celine Dion                                      | Celine Dion                                      | Celine Dion                                      | Celine Dion                                      | Celine Dion                                      | Celine Dion                                      | Celine Dion                                      | Celine Dion                                      | Celine Dion                                      | Celine Dion                                      | Celine Dion                                      | Celine Dion                                      | Celine Dion                                      | Celine Dion                                      | Celine Dion                                      | Celine Dion                                      | Celine Dion                                      | Celine Dion                                      | Celine Dion                                      | Celine Dion                                      | Celine Dion                                      | Celine Dion                                      | Celine Dion                                      | Celine Dion                                      | Celine Dion                                      | Celine Dion                                      | Celine Dion                                      | Celine Dion                                      | Celine Dion                                      | Celine Dion                                      | Celine Dion                                      | Celine Dion                                      | Celine Dion                                      | Celine Dion                                      | Celine Dion                                      | Celine Dion                                      | Celine Dion                                      | Celine Dion                                      | Celine Dion                                      | Celine Dion                                      | Celine Dion                                      | Celine Dion                                      | Celine Dion                                      | Celine Dion                                      | Celine Dion                                      | Celine Dion                                      | Celine Dion                                      | Celine Dion                                      | Celine Dion                                      | Celine Dion                                      | Celine Dion                                      | Celine Dion                                      | Celine Dion                                      | Celine Dion                                      | Celine Dion                                      | Celine Dion                                      | Celine Dion                                      | Celine Dion                                      | Celine Dion                                      | Celine Dion                                      | Celine Dion                                      | Celine Dion                                      | Celine Dion                                      | Celine Dion                                      | Celine Dion                                      | Celine Dion                                      | Celine Dion                                      | Celine Dion                                      | Celine Dion                                      | Celine Dion                                      | Celine Dion                                      | Celine Dion                                      | Celine Dion                                      | Celine Dion                                      | Celine Dion                                      | Celine Dion                                      | Celine Dion                                      | Celine Dion                                      | Celine Dion                                      | Celine Dion                                      | Celine Dion                                      | Celine Dion                                      | Celine Dion                                      | Celine Dion                                      | Celine Dion                                      | Celine Dion                                      |              |              |              |              |              |              |              |              |              |              |              |              |              |              |              |              |              |              |              |              |              |              |              |              |              |              |              |              |              |              |              |              |              |              |              |              |              |              |              |              |              |              |              |              |              |              |              |              |              |              |              |              |              |              |              |              |              |              |              |              |              |              |              |              |              |              |              |              |              |              |              |              |              |              |              |              |              |              |              |              |              |              |              |              |              |              |              |              |              |              |              |              |              |              |              |              |              |              |              |              | Videre                        | Videre                        | Videre                        | Videre                        | Videre                        | Videre                        | Videre                        | Videre                        | Videre                        | Videre                        | Videre                        | Videre                        | Videre                        | Videre                        | Videre                        | Videre                        | Videre                        | Videre                        | Videre                        | Videre                        | Videre                        | Videre                        | Videre                        | Videre                        | Videre                        | Videre                        | Videre                        | Videre                        | Videre                        | Videre                        | Videre                        | Videre                        | Videre                        | Videre                        | Videre                        | Videre                        | Videre                        | Videre                        | Videre                        | Videre                        | Videre                        | Videre                        | Videre                        | Videre                        | Videre                        | Videre                        | Videre                        | Videre                        | Videre                        | Videre                        | Videre                        | Videre                        | Videre                        | Videre                        | Videre                        | Videre                        | Videre                        | Videre                        | Videre                        | Videre                        | Videre                        | Videre                        | Videre                        | Videre                        | Videre                        | Videre                        | Videre                        | Videre                        | Videre                        | Videre                        | Videre                        | Videre                        | Videre                        | Videre                        | Videre                        | Videre                        | Videre                        | Videre                        | Videre                        | Videre                        | Videre                        | Videre                        | Videre                        | Videre                        | Videre                        | Videre                        | Videre                        | Videre                        | Videre                        | Videre                        | Videre                        | Videre                        | Videre                        | Videre                        | Videre                        | Videre                        | Videre                        | Videre                        | Videre                        | Videre                        |
| Hollywood           | Hollywood           | Hollywood           | Hollywood           | Hollywood           | Hollywood           | Hollywood           | Hollywood           | Hollywood           | Hollywood           | Hollywood           | Hollywood           | Hollywood           | Hollywood           | Hollywood           | Hollywood           | Hollywood           | Hollywood           | Hollywood           | Hollywood           | Hollywood           | Hollywood           | Hollywood           | Hollywood           | Hollywood           | Hollywood           | Hollywood           | Hollywood           | Hollywood           | Hollywood           | Hollywood           | Hollywood           | Hollywood           | Hollywood           | Hollywood           | Hollywood           | Hollywood           | Hollywood           | Hollywood           | Hollywood           | Hollywood           | Hollywood           | Hollywood           | Hollywood           | Hollywood           | Hollywood           | Hollywood           | Hollywood           | Hollywood           | Hollywood           | Hollywood           | Hollywood           | Hollywood           | Hollywood           | Hollywood           | Hollywood           | Hollywood           | Hollywood           | Hollywood           | Hollywood           | Hollywood           | Hollywood           | Hollywood           | Hollywood           | Hollywood           | Hollywood           | Hollywood           | Hollywood           | Hollywood           | Hollywood           | Hollywood           | Hollywood           | Hollywood           | Hollywood           | Hollywood           | Hollywood           | Hollywood           | Hollywood           | Hollywood           | Hollywood           | Hollywood           | Hollywood           | Hollywood           | Hollywood           | Hollywood           | Hollywood           | Hollywood           | Hollywood           | Hollywood           | Hollywood           | Hollywood           | Hollywood           | Hollywood           | Hollywood           | Hollywood           | Hollywood           | Hollywood           | Hollywood           | Hollywood           | Hollywood           |                                                                 |                                                                 |                                                                 |                                                                 |                                                                 |                                                                 |                                                                 |                                                                 |                                                                 |                                                                 |                                                                 |                                                                 |                                                                 |                                                                 |                                                                 |                                                                 |                                                                 |                                                                 |                                                                 |                                                                 |                                                                 |                                                                 |                                                                 |                                                                 |                                                                 |                                                                 |                                                                 |                                                                 |                                                                 |                                                                 |                                                                 |                                                                 |                                                                 |                                                                 |                                                                 |                                                                 |                                                                 |                                                                 |                                                                 |                                                                 |                                                                 |                                                                 |                                                                 |                                                                 |                                                                 |                                                                 |                                                                 |                                                                 |                                                                 |                                                                 |                                                                 |                                                                 |                                                                 |                                                                 |                                                                 |                                                                 |                                                                 |                                                                 |                                                                 |                                                                 |                                                                 |                                                                 |                                                                 |                                                                 |                                                                 |                                                                 |                                                                 |                                                                 |                                                                 |                                                                 |                                                                 |                                                                 |                                                                 |                                                                 |                                                                 |                                                                 |                                                                 |                                                                 |                                                                 |                                                                 |                                                                 |                                                                 |                                                                 |                                                                 |                                                                 |                                                                 |                                                                 |                                                                 |                                                                 |                                                                 |                                                                 |                                                                 |                                                                 |                                                                 |                                                                 |                                                                 |                                                                 |                                                                 |                                                                 |                                                                 | " Some Kind of Wonderful"                                                 | " Some Kind of Wonderful"                                                 | " Some Kind of Wonderful"                                                 | " Some Kind of Wonderful"                                                 | " Some Kind of Wonderful"                                                 | " Some Kind of Wonderful"                                                 | " Some Kind of Wonderful"                                                 | " Some Kind of Wonderful"                                                 | " Some Kind of Wonderful"                                                 | " Some Kind of Wonderful"                                                 | " Some Kind of Wonderful"                                                 | " Some Kind of Wonderful"                                                 | " Some Kind of Wonderful"                                                 | " Some Kind of Wonderful"                                                 | " Some Kind of Wonderful"                                                 | " Some Kind of Wonderful"                                                 | " Some Kind of Wonderful"                                                 | " Some Kind of Wonderful"                                                 | " Some Kind of Wonderful"                                                 | " Some Kind of Wonderful"                                                 | " Some Kind of Wonderful"                                                 | " Some Kind of Wonderful"                                                 | " Some Kind of Wonderful"                                                 | " Some Kind of Wonderful"                                                 | " Some Kind of Wonderful"                                                 | " Some Kind of Wonderful"                                                 | " Some Kind of Wonderful"                                                 | " Some Kind of Wonderful"                                                 | " Some Kind of Wonderful"                                                 | " Some Kind of Wonderful"                                                 | " Some Kind of Wonderful"                                                 | " Some Kind of Wonderful"                                                 | " Some Kind of Wonderful"                                                 | " Some Kind of Wonderful"                                                 | " Some Kind of Wonderful"                                                 | " Some Kind of Wonderful"                                                 | " Some Kind of Wonderful"                                                 | " Some Kind of Wonderful"                                                 | " Some Kind of Wonderful"                                                 | " Some Kind of Wonderful"                                                 | " Some Kind of Wonderful"                                                 | " Some Kind of Wonderful"                                                 | " Some Kind of Wonderful"                                                 | " Some Kind of Wonderful"                                                 | " Some Kind of Wonderful"                                                 | " Some Kind of Wonderful"                                                 | " Some Kind of Wonderful"                                                 | " Some Kind of Wonderful"                                                 | " Some Kind of Wonderful"                                                 | " Some Kind of Wonderful"                                                 | " Some Kind of Wonderful"                                                 | " Some Kind of Wonderful"                                                 | " Some Kind of Wonderful"                                                 | " Some Kind of Wonderful"                                                 | " Some Kind of Wonderful"                                                 | " Some Kind of Wonderful"                                                 | " Some Kind of Wonderful"                                                 | " Some Kind of Wonderful"                                                 | " Some Kind of Wonderful"                                                 | " Some Kind of Wonderful"                                                 | " Some Kind of Wonderful"                                                 | " Some Kind of Wonderful"                                                 | " Some Kind of Wonderful"                                                 | " Some Kind of Wonderful"                                                 | " Some Kind of Wonderful"                                                 | " Some Kind of Wonderful"                                                 | " Some Kind of Wonderful"                                                 | " Some Kind of Wonderful"                                                 | " Some Kind of Wonderful"                                                 | " Some Kind of Wonderful"                                                 | " Some Kind of Wonderful"                                                 | " Some Kind of Wonderful"                                                 | " Some Kind of Wonderful"                                                 | " Some Kind of Wonderful"                                                 | " Some Kind of Wonderful"                                                 | " Some Kind of Wonderful"                                                 | " Some Kind of Wonderful"                                                 | " Some Kind of Wonderful"                                                 | " Some Kind of Wonderful"                                                 | " Some Kind of Wonderful"                                                 | " Some Kind of Wonderful"                                                 | " Some Kind of Wonderful"                                                 | " Some Kind of Wonderful"                                                 | " Some Kind of Wonderful"                                                 | " Some Kind of Wonderful"                                                 | " Some Kind of Wonderful"                                                 | " Some Kind of Wonderful"                                                 | " Some Kind of Wonderful"                                                 | " Some Kind of Wonderful"                                                 | " Some Kind of Wonderful"                                                 | " Some Kind of Wonderful"                                                 | " Some Kind of Wonderful"                                                 | " Some Kind of Wonderful"                                                 | " Some Kind of Wonderful"                                                 | " Some Kind of Wonderful"                                                 | " Some Kind of Wonderful"                                                 | " Some Kind of Wonderful"                                                 | " Some Kind of Wonderful"                                                 | " Some Kind of Wonderful"                                                 | " Some Kind of Wonderful"                                                 | Soul Brothers Six                                | Soul Brothers Six                                | Soul Brothers Six                                | Soul Brothers Six                                | Soul Brothers Six                                | Soul Brothers Six                                | Soul Brothers Six                                | Soul Brothers Six                                | Soul Brothers Six                                | Soul Brothers Six                                | Soul Brothers Six                                | Soul Brothers Six                                | Soul Brothers Six                                | Soul Brothers Six                                | Soul Brothers Six                                | Soul Brothers Six                                | Soul Brothers Six                                | Soul Brothers Six                                | Soul Brothers Six                                | Soul Brothers Six                                | Soul Brothers Six                                | Soul Brothers Six                                | Soul Brothers Six                                | Soul Brothers Six                                | Soul Brothers Six                                | Soul Brothers Six                                | Soul Brothers Six                                | Soul Brothers Six                                | Soul Brothers Six                                | Soul Brothers Six                                | Soul Brothers Six                                | Soul Brothers Six                                | Soul Brothers Six                                | Soul Brothers Six                                | Soul Brothers Six                                | Soul Brothers Six                                | Soul Brothers Six                                | Soul Brothers Six                                | Soul Brothers Six                                | Soul Brothers Six                                | Soul Brothers Six                                | Soul Brothers Six                                | Soul Brothers Six                                | Soul Brothers Six                                | Soul Brothers Six                                | Soul Brothers Six                                | Soul Brothers Six                                | Soul Brothers Six                                | Soul Brothers Six                                | Soul Brothers Six                                | Soul Brothers Six                                | Soul Brothers Six                                | Soul Brothers Six                                | Soul Brothers Six                                | Soul Brothers Six                                | Soul Brothers Six                                | Soul Brothers Six                                | Soul Brothers Six                                | Soul Brothers Six                                | Soul Brothers Six                                | Soul Brothers Six                                | Soul Brothers Six                                | Soul Brothers Six                                | Soul Brothers Six                                | Soul Brothers Six                                | Soul Brothers Six                                | Soul Brothers Six                                | Soul Brothers Six                                | Soul Brothers Six                                | Soul Brothers Six                                | Soul Brothers Six                                | Soul Brothers Six                                | Soul Brothers Six                                | Soul Brothers Six                                | Soul Brothers Six                                | Soul Brothers Six                                | Soul Brothers Six                                | Soul Brothers Six                                | Soul Brothers Six                                | Soul Brothers Six                                | Soul Brothers Six                                | Soul Brothers Six                                | Soul Brothers Six                                | Soul Brothers Six                                | Soul Brothers Six                                | Soul Brothers Six                                | Soul Brothers Six                                | Soul Brothers Six                                | Soul Brothers Six                                | Soul Brothers Six                                | Soul Brothers Six                                | Soul Brothers Six                                | Soul Brothers Six                                | Soul Brothers Six                                | Soul Brothers Six                                | Soul Brothers Six                                | Soul Brothers Six                                | Soul Brothers Six                                | Soul Brothers Six                                | Soul Brothers Six                                |              |              |              |              |              |              |              |              |              |              |              |              |              |              |              |              |              |              |              |              |              |              |              |              |              |              |              |              |              |              |              |              |              |              |              |              |              |              |              |              |              |              |              |              |              |              |              |              |              |              |              |              |              |              |              |              |              |              |              |              |              |              |              |              |              |              |              |              |              |              |              |              |              |              |              |              |              |              |              |              |              |              |              |              |              |              |              |              |              |              |              |              |              |              |              |              |              |              |              |              | Videre                        | Videre                        | Videre                        | Videre                        | Videre                        | Videre                        | Videre                        | Videre                        | Videre                        | Videre                        | Videre                        | Videre                        | Videre                        | Videre                        | Videre                        | Videre                        | Videre                        | Videre                        | Videre                        | Videre                        | Videre                        | Videre                        | Videre                        | Videre                        | Videre                        | Videre                        | Videre                        | Videre                        | Videre                        | Videre                        | Videre                        | Videre                        | Videre                        | Videre                        | Videre                        | Videre                        | Videre                        | Videre                        | Videre                        | Videre                        | Videre                        | Videre                        | Videre                        | Videre                        | Videre                        | Videre                        | Videre                        | Videre                        | Videre                        | Videre                        | Videre                        | Videre                        | Videre                        | Videre                        | Videre                        | Videre                        | Videre                        | Videre                        | Videre                        | Videre                        | Videre                        | Videre                        | Videre                        | Videre                        | Videre                        | Videre                        | Videre                        | Videre                        | Videre                        | Videre                        | Videre                        | Videre                        | Videre                        | Videre                        | Videre                        | Videre                        | Videre                        | Videre                        | Videre                        | Videre                        | Videre                        | Videre                        | Videre                        | Videre                        | Videre                        | Videre                        | Videre                        | Videre                        | Videre                        | Videre                        | Videre                        | Videre                        | Videre                        | Videre                        | Videre                        | Videre                        | Videre                        | Videre                        | Videre                        | Videre                        |
| Top 24 (12 Kvinder) | Top 24 (12 Kvinder) | Top 24 (12 Kvinder) | Top 24 (12 Kvinder) | Top 24 (12 Kvinder) | Top 24 (12 Kvinder) | Top 24 (12 Kvinder) | Top 24 (12 Kvinder) | Top 24 (12 Kvinder) | Top 24 (12 Kvinder) | Top 24 (12 Kvinder) | Top 24 (12 Kvinder) | Top 24 (12 Kvinder) | Top 24 (12 Kvinder) | Top 24 (12 Kvinder) | Top 24 (12 Kvinder) | Top 24 (12 Kvinder) | Top 24 (12 Kvinder) | Top 24 (12 Kvinder) | Top 24 (12 Kvinder) | Top 24 (12 Kvinder) | Top 24 (12 Kvinder) | Top 24 (12 Kvinder) | Top 24 (12 Kvinder) | Top 24 (12 Kvinder) | Top 24 (12 Kvinder) | Top 24 (12 Kvinder) | Top 24 (12 Kvinder) | Top 24 (12 Kvinder) | Top 24 (12 Kvinder) | Top 24 (12 Kvinder) | Top 24 (12 Kvinder) | Top 24 (12 Kvinder) | Top 24 (12 Kvinder) | Top 24 (12 Kvinder) | Top 24 (12 Kvinder) | Top 24 (12 Kvinder) | Top 24 (12 Kvinder) | Top 24 (12 Kvinder) | Top 24 (12 Kvinder) | Top 24 (12 Kvinder) | Top 24 (12 Kvinder) | Top 24 (12 Kvinder) | Top 24 (12 Kvinder) | Top 24 (12 Kvinder) | Top 24 (12 Kvinder) | Top 24 (12 Kvinder) | Top 24 (12 Kvinder) | Top 24 (12 Kvinder) | Top 24 (12 Kvinder) | Top 24 (12 Kvinder) | Top 24 (12 Kvinder) | Top 24 (12 Kvinder) | Top 24 (12 Kvinder) | Top 24 (12 Kvinder) | Top 24 (12 Kvinder) | Top 24 (12 Kvinder) | Top 24 (12 Kvinder) | Top 24 (12 Kvinder) | Top 24 (12 Kvinder) | Top 24 (12 Kvinder) | Top 24 (12 Kvinder) | Top 24 (12 Kvinder) | Top 24 (12 Kvinder) | Top 24 (12 Kvinder) | Top 24 (12 Kvinder) | Top 24 (12 Kvinder) | Top 24 (12 Kvinder) | Top 24 (12 Kvinder) | Top 24 (12 Kvinder) | Top 24 (12 Kvinder) | Top 24 (12 Kvinder) | Top 24 (12 Kvinder) | Top 24 (12 Kvinder) | Top 24 (12 Kvinder) | Top 24 (12 Kvinder) | Top 24 (12 Kvinder) | Top 24 (12 Kvinder) | Top 24 (12 Kvinder) | Top 24 (12 Kvinder) | Top 24 (12 Kvinder) | Top 24 (12 Kvinder) | Top 24 (12 Kvinder) | Top 24 (12 Kvinder) | Top 24 (12 Kvinder) | Top 24 (12 Kvinder) | Top 24 (12 Kvinder) | Top 24 (12 Kvinder) | Top 24 (12 Kvinder) | Top 24 (12 Kvinder) | Top 24 (12 Kvinder) | Top 24 (12 Kvinder) | Top 24 (12 Kvinder) | Top 24 (12 Kvinder) | Top 24 (12 Kvinder) | Top 24 (12 Kvinder) | Top 24 (12 Kvinder) | Top 24 (12 Kvinder) | Top 24 (12 Kvinder) | Top 24 (12 Kvinder) |                                                                 |                                                                 |                                                                 |                                                                 |                                                                 |                                                                 |                                                                 |                                                                 |                                                                 |                                                                 |                                                                 |                                                                 |                                                                 |                                                                 |                                                                 |                                                                 |                                                                 |                                                                 |                                                                 |                                                                 |                                                                 |                                                                 |                                                                 |                                                                 |                                                                 |                                                                 |                                                                 |                                                                 |                                                                 |                                                                 |                                                                 |                                                                 |                                                                 |                                                                 |                                                                 |                                                                 |                                                                 |                                                                 |                                                                 |                                                                 |                                                                 |                                                                 |                                                                 |                                                                 |                                                                 |                                                                 |                                                                 |                                                                 |                                                                 |                                                                 |                                                                 |                                                                 |                                                                 |                                                                 |                                                                 |                                                                 |                                                                 |                                                                 |                                                                 |                                                                 |                                                                 |                                                                 |                                                                 |                                                                 |                                                                 |                                                                 |                                                                 |                                                                 |                                                                 |                                                                 |                                                                 |                                                                 |                                                                 |                                                                 |                                                                 |                                                                 |                                                                 |                                                                 |                                                                 |                                                                 |                                                                 |                                                                 |                                                                 |                                                                 |                                                                 |                                                                 |                                                                 |                                                                 |                                                                 |                                                                 |                                                                 |                                                                 |                                                                 |                                                                 |                                                                 |                                                                 |                                                                 |                                                                 |                                                                 |                                                                 | "Give Me One Reason"                                                      | "Give Me One Reason"                                                      | "Give Me One Reason"                                                      | "Give Me One Reason"                                                      | "Give Me One Reason"                                                      | "Give Me One Reason"                                                      | "Give Me One Reason"                                                      | "Give Me One Reason"                                                      | "Give Me One Reason"                                                      | "Give Me One Reason"                                                      | "Give Me One Reason"                                                      | "Give Me One Reason"                                                      | "Give Me One Reason"                                                      | "Give Me One Reason"                                                      | "Give Me One Reason"                                                      | "Give Me One Reason"                                                      | "Give Me One Reason"                                                      | "Give Me One Reason"                                                      | "Give Me One Reason"                                                      | "Give Me One Reason"                                                      | "Give Me One Reason"                                                      | "Give Me One Reason"                                                      | "Give Me One Reason"                                                      | "Give Me One Reason"                                                      | "Give Me One Reason"                                                      | "Give Me One Reason"                                                      | "Give Me One Reason"                                                      | "Give Me One Reason"                                                      | "Give Me One Reason"                                                      | "Give Me One Reason"                                                      | "Give Me One Reason"                                                      | "Give Me One Reason"                                                      | "Give Me One Reason"                                                      | "Give Me One Reason"                                                      | "Give Me One Reason"                                                      | "Give Me One Reason"                                                      | "Give Me One Reason"                                                      | "Give Me One Reason"                                                      | "Give Me One Reason"                                                      | "Give Me One Reason"                                                      | "Give Me One Reason"                                                      | "Give Me One Reason"                                                      | "Give Me One Reason"                                                      | "Give Me One Reason"                                                      | "Give Me One Reason"                                                      | "Give Me One Reason"                                                      | "Give Me One Reason"                                                      | "Give Me One Reason"                                                      | "Give Me One Reason"                                                      | "Give Me One Reason"                                                      | "Give Me One Reason"                                                      | "Give Me One Reason"                                                      | "Give Me One Reason"                                                      | "Give Me One Reason"                                                      | "Give Me One Reason"                                                      | "Give Me One Reason"                                                      | "Give Me One Reason"                                                      | "Give Me One Reason"                                                      | "Give Me One Reason"                                                      | "Give Me One Reason"                                                      | "Give Me One Reason"                                                      | "Give Me One Reason"                                                      | "Give Me One Reason"                                                      | "Give Me One Reason"                                                      | "Give Me One Reason"                                                      | "Give Me One Reason"                                                      | "Give Me One Reason"                                                      | "Give Me One Reason"                                                      | "Give Me One Reason"                                                      | "Give Me One Reason"                                                      | "Give Me One Reason"                                                      | "Give Me One Reason"                                                      | "Give Me One Reason"                                                      | "Give Me One Reason"                                                      | "Give Me One Reason"                                                      | "Give Me One Reason"                                                      | "Give Me One Reason"                                                      | "Give Me One Reason"                                                      | "Give Me One Reason"                                                      | "Give Me One Reason"                                                      | "Give Me One Reason"                                                      | "Give Me One Reason"                                                      | "Give Me One Reason"                                                      | "Give Me One Reason"                                                      | "Give Me One Reason"                                                      | "Give Me One Reason"                                                      | "Give Me One Reason"                                                      | "Give Me One Reason"                                                      | "Give Me One Reason"                                                      | "Give Me One Reason"                                                      | "Give Me One Reason"                                                      | "Give Me One Reason"                                                      | "Give Me One Reason"                                                      | "Give Me One Reason"                                                      | "Give Me One Reason"                                                      | "Give Me One Reason"                                                      | "Give Me One Reason"                                                      | "Give Me One Reason"                                                      | "Give Me One Reason"                                                      | "Give Me One Reason"                                                      | Tracy Chapman                                    | Tracy Chapman                                    | Tracy Chapman                                    | Tracy Chapman                                    | Tracy Chapman                                    | Tracy Chapman                                    | Tracy Chapman                                    | Tracy Chapman                                    | Tracy Chapman                                    | Tracy Chapman                                    | Tracy Chapman                                    | Tracy Chapman                                    | Tracy Chapman                                    | Tracy Chapman                                    | Tracy Chapman                                    | Tracy Chapman                                    | Tracy Chapman                                    | Tracy Chapman                                    | Tracy Chapman                                    | Tracy Chapman                                    | Tracy Chapman                                    | Tracy Chapman                                    | Tracy Chapman                                    | Tracy Chapman                                    | Tracy Chapman                                    | Tracy Chapman                                    | Tracy Chapman                                    | Tracy Chapman                                    | Tracy Chapman                                    | Tracy Chapman                                    | Tracy Chapman                                    | Tracy Chapman                                    | Tracy Chapman                                    | Tracy Chapman                                    | Tracy Chapman                                    | Tracy Chapman                                    | Tracy Chapman                                    | Tracy Chapman                                    | Tracy Chapman                                    | Tracy Chapman                                    | Tracy Chapman                                    | Tracy Chapman                                    | Tracy Chapman                                    | Tracy Chapman                                    | Tracy Chapman                                    | Tracy Chapman                                    | Tracy Chapman                                    | Tracy Chapman                                    | Tracy Chapman                                    | Tracy Chapman                                    | Tracy Chapman                                    | Tracy Chapman                                    | Tracy Chapman                                    | Tracy Chapman                                    | Tracy Chapman                                    | Tracy Chapman                                    | Tracy Chapman                                    | Tracy Chapman                                    | Tracy Chapman                                    | Tracy Chapman                                    | Tracy Chapman                                    | Tracy Chapman                                    | Tracy Chapman                                    | Tracy Chapman                                    | Tracy Chapman                                    | Tracy Chapman                                    | Tracy Chapman                                    | Tracy Chapman                                    | Tracy Chapman                                    | Tracy Chapman                                    | Tracy Chapman                                    | Tracy Chapman                                    | Tracy Chapman                                    | Tracy Chapman                                    | Tracy Chapman                                    | Tracy Chapman                                    | Tracy Chapman                                    | Tracy Chapman                                    | Tracy Chapman                                    | Tracy Chapman                                    | Tracy Chapman                                    | Tracy Chapman                                    | Tracy Chapman                                    | Tracy Chapman                                    | Tracy Chapman                                    | Tracy Chapman                                    | Tracy Chapman                                    | Tracy Chapman                                    | Tracy Chapman                                    | Tracy Chapman                                    | Tracy Chapman                                    | Tracy Chapman                                    | Tracy Chapman                                    | Tracy Chapman                                    | Tracy Chapman                                    | Tracy Chapman                                    | Tracy Chapman                                    | Tracy Chapman                                    | Tracy Chapman                                    | Tracy Chapman                                    | 6            | 6            | 6            | 6            | 6            | 6            | 6            | 6            | 6            | 6            | 6            | 6            | 6            | 6            | 6            | 6            | 6            | 6            | 6            | 6            | 6            | 6            | 6            | 6            | 6            | 6            | 6            | 6            | 6            | 6            | 6            | 6            | 6            | 6            | 6            | 6            | 6            | 6            | 6            | 6            | 6            | 6            | 6            | 6            | 6            | 6            | 6            | 6            | 6            | 6            | 6            | 6            | 6            | 6            | 6            | 6            | 6            | 6            | 6            | 6            | 6            | 6            | 6            | 6            | 6            | 6            | 6            | 6            | 6            | 6            | 6            | 6            | 6            | 6            | 6            | 6            | 6            | 6            | 6            | 6            | 6            | 6            | 6            | 6            | 6            | 6            | 6            | 6            | 6            | 6            | 6            | 6            | 6            | 6            | 6            | 6            | 6            | 6            | 6            | 6            | Sikker                        | Sikker                        | Sikker                        | Sikker                        | Sikker                        | Sikker                        | Sikker                        | Sikker                        | Sikker                        | Sikker                        | Sikker                        | Sikker                        | Sikker                        | Sikker                        | Sikker                        | Sikker                        | Sikker                        | Sikker                        | Sikker                        | Sikker                        | Sikker                        | Sikker                        | Sikker                        | Sikker                        | Sikker                        | Sikker                        | Sikker                        | Sikker                        | Sikker                        | Sikker                        | Sikker                        | Sikker                        | Sikker                        | Sikker                        | Sikker                        | Sikker                        | Sikker                        | Sikker                        | Sikker                        | Sikker                        | Sikker                        | Sikker                        | Sikker                        | Sikker                        | Sikker                        | Sikker                        | Sikker                        | Sikker                        | Sikker                        | Sikker                        | Sikker                        | Sikker                        | Sikker                        | Sikker                        | Sikker                        | Sikker                        | Sikker                        | Sikker                        | Sikker                        | Sikker                        | Sikker                        | Sikker                        | Sikker                        | Sikker                        | Sikker                        | Sikker                        | Sikker                        | Sikker                        | Sikker                        | Sikker                        | Sikker                        | Sikker                        | Sikker                        | Sikker                        | Sikker                        | Sikker                        | Sikker                        | Sikker                        | Sikker                        | Sikker                        | Sikker                        | Sikker                        | Sikker                        | Sikker                        | Sikker                        | Sikker                        | Sikker                        | Sikker                        | Sikker                        | Sikker                        | Sikker                        | Sikker                        | Sikker                        | Sikker                        | Sikker                        | Sikker                        | Sikker                        | Sikker                        | Sikker                        | Sikker                        |
| Top 20 (10 Kvinder) | Top 20 (10 Kvinder) | Top 20 (10 Kvinder) | Top 20 (10 Kvinder) | Top 20 (10 Kvinder) | Top 20 (10 Kvinder) | Top 20 (10 Kvinder) | Top 20 (10 Kvinder) | Top 20 (10 Kvinder) | Top 20 (10 Kvinder) | Top 20 (10 Kvinder) | Top 20 (10 Kvinder) | Top 20 (10 Kvinder) | Top 20 (10 Kvinder) | Top 20 (10 Kvinder) | Top 20 (10 Kvinder) | Top 20 (10 Kvinder) | Top 20 (10 Kvinder) | Top 20 (10 Kvinder) | Top 20 (10 Kvinder) | Top 20 (10 Kvinder) | Top 20 (10 Kvinder) | Top 20 (10 Kvinder) | Top 20 (10 Kvinder) | Top 20 (10 Kvinder) | Top 20 (10 Kvinder) | Top 20 (10 Kvinder) | Top 20 (10 Kvinder) | Top 20 (10 Kvinder) | Top 20 (10 Kvinder) | Top 20 (10 Kvinder) | Top 20 (10 Kvinder) | Top 20 (10 Kvinder) | Top 20 (10 Kvinder) | Top 20 (10 Kvinder) | Top 20 (10 Kvinder) | Top 20 (10 Kvinder) | Top 20 (10 Kvinder) | Top 20 (10 Kvinder) | Top 20 (10 Kvinder) | Top 20 (10 Kvinder) | Top 20 (10 Kvinder) | Top 20 (10 Kvinder) | Top 20 (10 Kvinder) | Top 20 (10 Kvinder) | Top 20 (10 Kvinder) | Top 20 (10 Kvinder) | Top 20 (10 Kvinder) | Top 20 (10 Kvinder) | Top 20 (10 Kvinder) | Top 20 (10 Kvinder) | Top 20 (10 Kvinder) | Top 20 (10 Kvinder) | Top 20 (10 Kvinder) | Top 20 (10 Kvinder) | Top 20 (10 Kvinder) | Top 20 (10 Kvinder) | Top 20 (10 Kvinder) | Top 20 (10 Kvinder) | Top 20 (10 Kvinder) | Top 20 (10 Kvinder) | Top 20 (10 Kvinder) | Top 20 (10 Kvinder) | Top 20 (10 Kvinder) | Top 20 (10 Kvinder) | Top 20 (10 Kvinder) | Top 20 (10 Kvinder) | Top 20 (10 Kvinder) | Top 20 (10 Kvinder) | Top 20 (10 Kvinder) | Top 20 (10 Kvinder) | Top 20 (10 Kvinder) | Top 20 (10 Kvinder) | Top 20 (10 Kvinder) | Top 20 (10 Kvinder) | Top 20 (10 Kvinder) | Top 20 (10 Kvinder) | Top 20 (10 Kvinder) | Top 20 (10 Kvinder) | Top 20 (10 Kvinder) | Top 20 (10 Kvinder) | Top 20 (10 Kvinder) | Top 20 (10 Kvinder) | Top 20 (10 Kvinder) | Top 20 (10 Kvinder) | Top 20 (10 Kvinder) | Top 20 (10 Kvinder) | Top 20 (10 Kvinder) | Top 20 (10 Kvinder) | Top 20 (10 Kvinder) | Top 20 (10 Kvinder) | Top 20 (10 Kvinder) | Top 20 (10 Kvinder) | Top 20 (10 Kvinder) | Top 20 (10 Kvinder) | Top 20 (10 Kvinder) | Top 20 (10 Kvinder) | Top 20 (10 Kvinder) | Top 20 (10 Kvinder) | Top 20 (10 Kvinder) | Tilegnelses Uge                                                 | Tilegnelses Uge                                                 | Tilegnelses Uge                                                 | Tilegnelses Uge                                                 | Tilegnelses Uge                                                 | Tilegnelses Uge                                                 | Tilegnelses Uge                                                 | Tilegnelses Uge                                                 | Tilegnelses Uge                                                 | Tilegnelses Uge                                                 | Tilegnelses Uge                                                 | Tilegnelses Uge                                                 | Tilegnelses Uge                                                 | Tilegnelses Uge                                                 | Tilegnelses Uge                                                 | Tilegnelses Uge                                                 | Tilegnelses Uge                                                 | Tilegnelses Uge                                                 | Tilegnelses Uge                                                 | Tilegnelses Uge                                                 | Tilegnelses Uge                                                 | Tilegnelses Uge                                                 | Tilegnelses Uge                                                 | Tilegnelses Uge                                                 | Tilegnelses Uge                                                 | Tilegnelses Uge                                                 | Tilegnelses Uge                                                 | Tilegnelses Uge                                                 | Tilegnelses Uge                                                 | Tilegnelses Uge                                                 | Tilegnelses Uge                                                 | Tilegnelses Uge                                                 | Tilegnelses Uge                                                 | Tilegnelses Uge                                                 | Tilegnelses Uge                                                 | Tilegnelses Uge                                                 | Tilegnelses Uge                                                 | Tilegnelses Uge                                                 | Tilegnelses Uge                                                 | Tilegnelses Uge                                                 | Tilegnelses Uge                                                 | Tilegnelses Uge                                                 | Tilegnelses Uge                                                 | Tilegnelses Uge                                                 | Tilegnelses Uge                                                 | Tilegnelses Uge                                                 | Tilegnelses Uge                                                 | Tilegnelses Uge                                                 | Tilegnelses Uge                                                 | Tilegnelses Uge                                                 | Tilegnelses Uge                                                 | Tilegnelses Uge                                                 | Tilegnelses Uge                                                 | Tilegnelses Uge                                                 | Tilegnelses Uge                                                 | Tilegnelses Uge                                                 | Tilegnelses Uge                                                 | Tilegnelses Uge                                                 | Tilegnelses Uge                                                 | Tilegnelses Uge                                                 | Tilegnelses Uge                                                 | Tilegnelses Uge                                                 | Tilegnelses Uge                                                 | Tilegnelses Uge                                                 | Tilegnelses Uge                                                 | Tilegnelses Uge                                                 | Tilegnelses Uge                                                 | Tilegnelses Uge                                                 | Tilegnelses Uge                                                 | Tilegnelses Uge                                                 | Tilegnelses Uge                                                 | Tilegnelses Uge                                                 | Tilegnelses Uge                                                 | Tilegnelses Uge                                                 | Tilegnelses Uge                                                 | Tilegnelses Uge                                                 | Tilegnelses Uge                                                 | Tilegnelses Uge                                                 | Tilegnelses Uge                                                 | Tilegnelses Uge                                                 | Tilegnelses Uge                                                 | Tilegnelses Uge                                                 | Tilegnelses Uge                                                 | Tilegnelses Uge                                                 | Tilegnelses Uge                                                 | Tilegnelses Uge                                                 | Tilegnelses Uge                                                 | Tilegnelses Uge                                                 | Tilegnelses Uge                                                 | Tilegnelses Uge                                                 | Tilegnelses Uge                                                 | Tilegnelses Uge                                                 | Tilegnelses Uge                                                 | Tilegnelses Uge                                                 | Tilegnelses Uge                                                 | Tilegnelses Uge                                                 | Tilegnelses Uge                                                 | Tilegnelses Uge                                                 | Tilegnelses Uge                                                 | Tilegnelses Uge                                                 | " Reflection"                                                             | " Reflection"                                                             | " Reflection"                                                             | " Reflection"                                                             | " Reflection"                                                             | " Reflection"                                                             | " Reflection"                                                             | " Reflection"                                                             | " Reflection"                                                             | " Reflection"                                                             | " Reflection"                                                             | " Reflection"                                                             | " Reflection"                                                             | " Reflection"                                                             | " Reflection"                                                             | " Reflection"                                                             | " Reflection"                                                             | " Reflection"                                                             | " Reflection"                                                             | " Reflection"                                                             | " Reflection"                                                             | " Reflection"                                                             | " Reflection"                                                             | " Reflection"                                                             | " Reflection"                                                             | " Reflection"                                                             | " Reflection"                                                             | " Reflection"                                                             | " Reflection"                                                             | " Reflection"                                                             | " Reflection"                                                             | " Reflection"                                                             | " Reflection"                                                             | " Reflection"                                                             | " Reflection"                                                             | " Reflection"                                                             | " Reflection"                                                             | " Reflection"                                                             | " Reflection"                                                             | " Reflection"                                                             | " Reflection"                                                             | " Reflection"                                                             | " Reflection"                                                             | " Reflection"                                                             | " Reflection"                                                             | " Reflection"                                                             | " Reflection"                                                             | " Reflection"                                                             | " Reflection"                                                             | " Reflection"                                                             | " Reflection"                                                             | " Reflection"                                                             | " Reflection"                                                             | " Reflection"                                                             | " Reflection"                                                             | " Reflection"                                                             | " Reflection"                                                             | " Reflection"                                                             | " Reflection"                                                             | " Reflection"                                                             | " Reflection"                                                             | " Reflection"                                                             | " Reflection"                                                             | " Reflection"                                                             | " Reflection"                                                             | " Reflection"                                                             | " Reflection"                                                             | " Reflection"                                                             | " Reflection"                                                             | " Reflection"                                                             | " Reflection"                                                             | " Reflection"                                                             | " Reflection"                                                             | " Reflection"                                                             | " Reflection"                                                             | " Reflection"                                                             | " Reflection"                                                             | " Reflection"                                                             | " Reflection"                                                             | " Reflection"                                                             | " Reflection"                                                             | " Reflection"                                                             | " Reflection"                                                             | " Reflection"                                                             | " Reflection"                                                             | " Reflection"                                                             | " Reflection"                                                             | " Reflection"                                                             | " Reflection"                                                             | " Reflection"                                                             | " Reflection"                                                             | " Reflection"                                                             | " Reflection"                                                             | " Reflection"                                                             | " Reflection"                                                             | " Reflection"                                                             | " Reflection"                                                             | " Reflection"                                                             | " Reflection"                                                             | " Reflection"                                                             | Christina Aguilera                               | Christina Aguilera                               | Christina Aguilera                               | Christina Aguilera                               | Christina Aguilera                               | Christina Aguilera                               | Christina Aguilera                               | Christina Aguilera                               | Christina Aguilera                               | Christina Aguilera                               | Christina Aguilera                               | Christina Aguilera                               | Christina Aguilera                               | Christina Aguilera                               | Christina Aguilera                               | Christina Aguilera                               | Christina Aguilera                               | Christina Aguilera                               | Christina Aguilera                               | Christina Aguilera                               | Christina Aguilera                               | Christina Aguilera                               | Christina Aguilera                               | Christina Aguilera                               | Christina Aguilera                               | Christina Aguilera                               | Christina Aguilera                               | Christina Aguilera                               | Christina Aguilera                               | Christina Aguilera                               | Christina Aguilera                               | Christina Aguilera                               | Christina Aguilera                               | Christina Aguilera                               | Christina Aguilera                               | Christina Aguilera                               | Christina Aguilera                               | Christina Aguilera                               | Christina Aguilera                               | Christina Aguilera                               | Christina Aguilera                               | Christina Aguilera                               | Christina Aguilera                               | Christina Aguilera                               | Christina Aguilera                               | Christina Aguilera                               | Christina Aguilera                               | Christina Aguilera                               | Christina Aguilera                               | Christina Aguilera                               | Christina Aguilera                               | Christina Aguilera                               | Christina Aguilera                               | Christina Aguilera                               | Christina Aguilera                               | Christina Aguilera                               | Christina Aguilera                               | Christina Aguilera                               | Christina Aguilera                               | Christina Aguilera                               | Christina Aguilera                               | Christina Aguilera                               | Christina Aguilera                               | Christina Aguilera                               | Christina Aguilera                               | Christina Aguilera                               | Christina Aguilera                               | Christina Aguilera                               | Christina Aguilera                               | Christina Aguilera                               | Christina Aguilera                               | Christina Aguilera                               | Christina Aguilera                               | Christina Aguilera                               | Christina Aguilera                               | Christina Aguilera                               | Christina Aguilera                               | Christina Aguilera                               | Christina Aguilera                               | Christina Aguilera                               | Christina Aguilera                               | Christina Aguilera                               | Christina Aguilera                               | Christina Aguilera                               | Christina Aguilera                               | Christina Aguilera                               | Christina Aguilera                               | Christina Aguilera                               | Christina Aguilera                               | Christina Aguilera                               | Christina Aguilera                               | Christina Aguilera                               | Christina Aguilera                               | Christina Aguilera                               | Christina Aguilera                               | Christina Aguilera                               | Christina Aguilera                               | Christina Aguilera                               | Christina Aguilera                               | Christina Aguilera                               | 6            | 6            | 6            | 6            | 6            | 6            | 6            | 6            | 6            | 6            | 6            | 6            | 6            | 6            | 6            | 6            | 6            | 6            | 6            | 6            | 6            | 6            | 6            | 6            | 6            | 6            | 6            | 6            | 6            | 6            | 6            | 6            | 6            | 6            | 6            | 6            | 6            | 6            | 6            | 6            | 6            | 6            | 6            | 6            | 6            | 6            | 6            | 6            | 6            | 6            | 6            | 6            | 6            | 6            | 6            | 6            | 6            | 6            | 6            | 6            | 6            | 6            | 6            | 6            | 6            | 6            | 6            | 6            | 6            | 6            | 6            | 6            | 6            | 6            | 6            | 6            | 6            | 6            | 6            | 6            | 6            | 6            | 6            | 6            | 6            | 6            | 6            | 6            | 6            | 6            | 6            | 6            | 6            | 6            | 6            | 6            | 6            | 6            | 6            | 6            | Sikker                        | Sikker                        | Sikker                        | Sikker                        | Sikker                        | Sikker                        | Sikker                        | Sikker                        | Sikker                        | Sikker                        | Sikker                        | Sikker                        | Sikker                        | Sikker                        | Sikker                        | Sikker                        | Sikker                        | Sikker                        | Sikker                        | Sikker                        | Sikker                        | Sikker                        | Sikker                        | Sikker                        | Sikker                        | Sikker                        | Sikker                        | Sikker                        | Sikker                        | Sikker                        | Sikker                        | Sikker                        | Sikker                        | Sikker                        | Sikker                        | Sikker                        | Sikker                        | Sikker                        | Sikker                        | Sikker                        | Sikker                        | Sikker                        | Sikker                        | Sikker                        | Sikker                        | Sikker                        | Sikker                        | Sikker                        | Sikker                        | Sikker                        | Sikker                        | Sikker                        | Sikker                        | Sikker                        | Sikker                        | Sikker                        | Sikker                        | Sikker                        | Sikker                        | Sikker                        | Sikker                        | Sikker                        | Sikker                        | Sikker                        | Sikker                        | Sikker                        | Sikker                        | Sikker                        | Sikker                        | Sikker                        | Sikker                        | Sikker                        | Sikker                        | Sikker                        | Sikker                        | Sikker                        | Sikker                        | Sikker                        | Sikker                        | Sikker                        | Sikker                        | Sikker                        | Sikker                        | Sikker                        | Sikker                        | Sikker                        | Sikker                        | Sikker                        | Sikker                        | Sikker                        | Sikker                        | Sikker                        | Sikker                        | Sikker                        | Sikker                        | Sikker                        | Sikker                        | Sikker                        | Sikker                        | Sikker                        |
| Top 16 (8 Kvinder)  | Top 16 (8 Kvinder)  | Top 16 (8 Kvinder)  | Top 16 (8 Kvinder)  | Top 16 (8 Kvinder)  | Top 16 (8 Kvinder)  | Top 16 (8 Kvinder)  | Top 16 (8 Kvinder)  | Top 16 (8 Kvinder)  | Top 16 (8 Kvinder)  | Top 16 (8 Kvinder)  | Top 16 (8 Kvinder)  | Top 16 (8 Kvinder)  | Top 16 (8 Kvinder)  | Top 16 (8 Kvinder)  | Top 16 (8 Kvinder)  | Top 16 (8 Kvinder)  | Top 16 (8 Kvinder)  | Top 16 (8 Kvinder)  | Top 16 (8 Kvinder)  | Top 16 (8 Kvinder)  | Top 16 (8 Kvinder)  | Top 16 (8 Kvinder)  | Top 16 (8 Kvinder)  | Top 16 (8 Kvinder)  | Top 16 (8 Kvinder)  | Top 16 (8 Kvinder)  | Top 16 (8 Kvinder)  | Top 16 (8 Kvinder)  | Top 16 (8 Kvinder)  | Top 16 (8 Kvinder)  | Top 16 (8 Kvinder)  | Top 16 (8 Kvinder)  | Top 16 (8 Kvinder)  | Top 16 (8 Kvinder)  | Top 16 (8 Kvinder)  | Top 16 (8 Kvinder)  | Top 16 (8 Kvinder)  | Top 16 (8 Kvinder)  | Top 16 (8 Kvinder)  | Top 16 (8 Kvinder)  | Top 16 (8 Kvinder)  | Top 16 (8 Kvinder)  | Top 16 (8 Kvinder)  | Top 16 (8 Kvinder)  | Top 16 (8 Kvinder)  | Top 16 (8 Kvinder)  | Top 16 (8 Kvinder)  | Top 16 (8 Kvinder)  | Top 16 (8 Kvinder)  | Top 16 (8 Kvinder)  | Top 16 (8 Kvinder)  | Top 16 (8 Kvinder)  | Top 16 (8 Kvinder)  | Top 16 (8 Kvinder)  | Top 16 (8 Kvinder)  | Top 16 (8 Kvinder)  | Top 16 (8 Kvinder)  | Top 16 (8 Kvinder)  | Top 16 (8 Kvinder)  | Top 16 (8 Kvinder)  | Top 16 (8 Kvinder)  | Top 16 (8 Kvinder)  | Top 16 (8 Kvinder)  | Top 16 (8 Kvinder)  | Top 16 (8 Kvinder)  | Top 16 (8 Kvinder)  | Top 16 (8 Kvinder)  | Top 16 (8 Kvinder)  | Top 16 (8 Kvinder)  | Top 16 (8 Kvinder)  | Top 16 (8 Kvinder)  | Top 16 (8 Kvinder)  | Top 16 (8 Kvinder)  | Top 16 (8 Kvinder)  | Top 16 (8 Kvinder)  | Top 16 (8 Kvinder)  | Top 16 (8 Kvinder)  | Top 16 (8 Kvinder)  | Top 16 (8 Kvinder)  | Top 16 (8 Kvinder)  | Top 16 (8 Kvinder)  | Top 16 (8 Kvinder)  | Top 16 (8 Kvinder)  | Top 16 (8 Kvinder)  | Top 16 (8 Kvinder)  | Top 16 (8 Kvinder)  | Top 16 (8 Kvinder)  | Top 16 (8 Kvinder)  | Top 16 (8 Kvinder)  | Top 16 (8 Kvinder)  | Top 16 (8 Kvinder)  | Top 16 (8 Kvinder)  | Top 16 (8 Kvinder)  | Top 16 (8 Kvinder)  | Top 16 (8 Kvinder)  | Top 16 (8 Kvinder)  | Top 16 (8 Kvinder)  | Top 16 (8 Kvinder)  | Top 16 (8 Kvinder)  |                                                                 |                                                                 |                                                                 |                                                                 |                                                                 |                                                                 |                                                                 |                                                                 |                                                                 |                                                                 |                                                                 |                                                                 |                                                                 |                                                                 |                                                                 |                                                                 |                                                                 |                                                                 |                                                                 |                                                                 |                                                                 |                                                                 |                                                                 |                                                                 |                                                                 |                                                                 |                                                                 |                                                                 |                                                                 |                                                                 |                                                                 |                                                                 |                                                                 |                                                                 |                                                                 |                                                                 |                                                                 |                                                                 |                                                                 |                                                                 |                                                                 |                                                                 |                                                                 |                                                                 |                                                                 |                                                                 |                                                                 |                                                                 |                                                                 |                                                                 |                                                                 |                                                                 |                                                                 |                                                                 |                                                                 |                                                                 |                                                                 |                                                                 |                                                                 |                                                                 |                                                                 |                                                                 |                                                                 |                                                                 |                                                                 |                                                                 |                                                                 |                                                                 |                                                                 |                                                                 |                                                                 |                                                                 |                                                                 |                                                                 |                                                                 |                                                                 |                                                                 |                                                                 |                                                                 |                                                                 |                                                                 |                                                                 |                                                                 |                                                                 |                                                                 |                                                                 |                                                                 |                                                                 |                                                                 |                                                                 |                                                                 |                                                                 |                                                                 |                                                                 |                                                                 |                                                                 |                                                                 |                                                                 |                                                                 |                                                                 | " Heartbreaker"                                                           | " Heartbreaker"                                                           | " Heartbreaker"                                                           | " Heartbreaker"                                                           | " Heartbreaker"                                                           | " Heartbreaker"                                                           | " Heartbreaker"                                                           | " Heartbreaker"                                                           | " Heartbreaker"                                                           | " Heartbreaker"                                                           | " Heartbreaker"                                                           | " Heartbreaker"                                                           | " Heartbreaker"                                                           | " Heartbreaker"                                                           | " Heartbreaker"                                                           | " Heartbreaker"                                                           | " Heartbreaker"                                                           | " Heartbreaker"                                                           | " Heartbreaker"                                                           | " Heartbreaker"                                                           | " Heartbreaker"                                                           | " Heartbreaker"                                                           | " Heartbreaker"                                                           | " Heartbreaker"                                                           | " Heartbreaker"                                                           | " Heartbreaker"                                                           | " Heartbreaker"                                                           | " Heartbreaker"                                                           | " Heartbreaker"                                                           | " Heartbreaker"                                                           | " Heartbreaker"                                                           | " Heartbreaker"                                                           | " Heartbreaker"                                                           | " Heartbreaker"                                                           | " Heartbreaker"                                                           | " Heartbreaker"                                                           | " Heartbreaker"                                                           | " Heartbreaker"                                                           | " Heartbreaker"                                                           | " Heartbreaker"                                                           | " Heartbreaker"                                                           | " Heartbreaker"                                                           | " Heartbreaker"                                                           | " Heartbreaker"                                                           | " Heartbreaker"                                                           | " Heartbreaker"                                                           | " Heartbreaker"                                                           | " Heartbreaker"                                                           | " Heartbreaker"                                                           | " Heartbreaker"                                                           | " Heartbreaker"                                                           | " Heartbreaker"                                                           | " Heartbreaker"                                                           | " Heartbreaker"                                                           | " Heartbreaker"                                                           | " Heartbreaker"                                                           | " Heartbreaker"                                                           | " Heartbreaker"                                                           | " Heartbreaker"                                                           | " Heartbreaker"                                                           | " Heartbreaker"                                                           | " Heartbreaker"                                                           | " Heartbreaker"                                                           | " Heartbreaker"                                                           | " Heartbreaker"                                                           | " Heartbreaker"                                                           | " Heartbreaker"                                                           | " Heartbreaker"                                                           | " Heartbreaker"                                                           | " Heartbreaker"                                                           | " Heartbreaker"                                                           | " Heartbreaker"                                                           | " Heartbreaker"                                                           | " Heartbreaker"                                                           | " Heartbreaker"                                                           | " Heartbreaker"                                                           | " Heartbreaker"                                                           | " Heartbreaker"                                                           | " Heartbreaker"                                                           | " Heartbreaker"                                                           | " Heartbreaker"                                                           | " Heartbreaker"                                                           | " Heartbreaker"                                                           | " Heartbreaker"                                                           | " Heartbreaker"                                                           | " Heartbreaker"                                                           | " Heartbreaker"                                                           | " Heartbreaker"                                                           | " Heartbreaker"                                                           | " Heartbreaker"                                                           | " Heartbreaker"                                                           | " Heartbreaker"                                                           | " Heartbreaker"                                                           | " Heartbreaker"                                                           | " Heartbreaker"                                                           | " Heartbreaker"                                                           | " Heartbreaker"                                                           | " Heartbreaker"                                                           | " Heartbreaker"                                                           | " Heartbreaker"                                                           | Pat Benatar                                      | Pat Benatar                                      | Pat Benatar                                      | Pat Benatar                                      | Pat Benatar                                      | Pat Benatar                                      | Pat Benatar                                      | Pat Benatar                                      | Pat Benatar                                      | Pat Benatar                                      | Pat Benatar                                      | Pat Benatar                                      | Pat Benatar                                      | Pat Benatar                                      | Pat Benatar                                      | Pat Benatar                                      | Pat Benatar                                      | Pat Benatar                                      | Pat Benatar                                      | Pat Benatar                                      | Pat Benatar                                      | Pat Benatar                                      | Pat Benatar                                      | Pat Benatar                                      | Pat Benatar                                      | Pat Benatar                                      | Pat Benatar                                      | Pat Benatar                                      | Pat Benatar                                      | Pat Benatar                                      | Pat Benatar                                      | Pat Benatar                                      | Pat Benatar                                      | Pat Benatar                                      | Pat Benatar                                      | Pat Benatar                                      | Pat Benatar                                      | Pat Benatar                                      | Pat Benatar                                      | Pat Benatar                                      | Pat Benatar                                      | Pat Benatar                                      | Pat Benatar                                      | Pat Benatar                                      | Pat Benatar                                      | Pat Benatar                                      | Pat Benatar                                      | Pat Benatar                                      | Pat Benatar                                      | Pat Benatar                                      | Pat Benatar                                      | Pat Benatar                                      | Pat Benatar                                      | Pat Benatar                                      | Pat Benatar                                      | Pat Benatar                                      | Pat Benatar                                      | Pat Benatar                                      | Pat Benatar                                      | Pat Benatar                                      | Pat Benatar                                      | Pat Benatar                                      | Pat Benatar                                      | Pat Benatar                                      | Pat Benatar                                      | Pat Benatar                                      | Pat Benatar                                      | Pat Benatar                                      | Pat Benatar                                      | Pat Benatar                                      | Pat Benatar                                      | Pat Benatar                                      | Pat Benatar                                      | Pat Benatar                                      | Pat Benatar                                      | Pat Benatar                                      | Pat Benatar                                      | Pat Benatar                                      | Pat Benatar                                      | Pat Benatar                                      | Pat Benatar                                      | Pat Benatar                                      | Pat Benatar                                      | Pat Benatar                                      | Pat Benatar                                      | Pat Benatar                                      | Pat Benatar                                      | Pat Benatar                                      | Pat Benatar                                      | Pat Benatar                                      | Pat Benatar                                      | Pat Benatar                                      | Pat Benatar                                      | Pat Benatar                                      | Pat Benatar                                      | Pat Benatar                                      | Pat Benatar                                      | Pat Benatar                                      | Pat Benatar                                      | Pat Benatar                                      | 1            | 1            | 1            | 1            | 1            | 1            | 1            | 1            | 1            | 1            | 1            | 1            | 1            | 1            | 1            | 1            | 1            | 1            | 1            | 1            | 1            | 1            | 1            | 1            | 1            | 1            | 1            | 1            | 1            | 1            | 1            | 1            | 1            | 1            | 1            | 1            | 1            | 1            | 1            | 1            | 1            | 1            | 1            | 1            | 1            | 1            | 1            | 1            | 1            | 1            | 1            | 1            | 1            | 1            | 1            | 1            | 1            | 1            | 1            | 1            | 1            | 1            | 1            | 1            | 1            | 1            | 1            | 1            | 1            | 1            | 1            | 1            | 1            | 1            | 1            | 1            | 1            | 1            | 1            | 1            | 1            | 1            | 1            | 1            | 1            | 1            | 1            | 1            | 1            | 1            | 1            | 1            | 1            | 1            | 1            | 1            | 1            | 1            | 1            | 1            | Sikker                        | Sikker                        | Sikker                        | Sikker                        | Sikker                        | Sikker                        | Sikker                        | Sikker                        | Sikker                        | Sikker                        | Sikker                        | Sikker                        | Sikker                        | Sikker                        | Sikker                        | Sikker                        | Sikker                        | Sikker                        | Sikker                        | Sikker                        | Sikker                        | Sikker                        | Sikker                        | Sikker                        | Sikker                        | Sikker                        | Sikker                        | Sikker                        | Sikker                        | Sikker                        | Sikker                        | Sikker                        | Sikker                        | Sikker                        | Sikker                        | Sikker                        | Sikker                        | Sikker                        | Sikker                        | Sikker                        | Sikker                        | Sikker                        | Sikker                        | Sikker                        | Sikker                        | Sikker                        | Sikker                        | Sikker                        | Sikker                        | Sikker                        | Sikker                        | Sikker                        | Sikker                        | Sikker                        | Sikker                        | Sikker                        | Sikker                        | Sikker                        | Sikker                        | Sikker                        | Sikker                        | Sikker                        | Sikker                        | Sikker                        | Sikker                        | Sikker                        | Sikker                        | Sikker                        | Sikker                        | Sikker                        | Sikker                        | Sikker                        | Sikker                        | Sikker                        | Sikker                        | Sikker                        | Sikker                        | Sikker                        | Sikker                        | Sikker                        | Sikker                        | Sikker                        | Sikker                        | Sikker                        | Sikker                        | Sikker                        | Sikker                        | Sikker                        | Sikker                        | Sikker                        | Sikker                        | Sikker                        | Sikker                        | Sikker                        | Sikker                        | Sikker                        | Sikker                        | Sikker                        | Sikker                        | Sikker                        |
| Top 12              | Top 12              | Top 12              | Top 12              | Top 12              | Top 12              | Top 12              | Top 12              | Top 12              | Top 12              | Top 12              | Top 12              | Top 12              | Top 12              | Top 12              | Top 12              | Top 12              | Top 12              | Top 12              | Top 12              | Top 12              | Top 12              | Top 12              | Top 12              | Top 12              | Top 12              | Top 12              | Top 12              | Top 12              | Top 12              | Top 12              | Top 12              | Top 12              | Top 12              | Top 12              | Top 12              | Top 12              | Top 12              | Top 12              | Top 12              | Top 12              | Top 12              | Top 12              | Top 12              | Top 12              | Top 12              | Top 12              | Top 12              | Top 12              | Top 12              | Top 12              | Top 12              | Top 12              | Top 12              | Top 12              | Top 12              | Top 12              | Top 12              | Top 12              | Top 12              | Top 12              | Top 12              | Top 12              | Top 12              | Top 12              | Top 12              | Top 12              | Top 12              | Top 12              | Top 12              | Top 12              | Top 12              | Top 12              | Top 12              | Top 12              | Top 12              | Top 12              | Top 12              | Top 12              | Top 12              | Top 12              | Top 12              | Top 12              | Top 12              | Top 12              | Top 12              | Top 12              | Top 12              | Top 12              | Top 12              | Top 12              | Top 12              | Top 12              | Top 12              | Top 12              | Top 12              | Top 12              | Top 12              | Top 12              | Top 12              | Diana Ross                                                      | Diana Ross                                                      | Diana Ross                                                      | Diana Ross                                                      | Diana Ross                                                      | Diana Ross                                                      | Diana Ross                                                      | Diana Ross                                                      | Diana Ross                                                      | Diana Ross                                                      | Diana Ross                                                      | Diana Ross                                                      | Diana Ross                                                      | Diana Ross                                                      | Diana Ross                                                      | Diana Ross                                                      | Diana Ross                                                      | Diana Ross                                                      | Diana Ross                                                      | Diana Ross                                                      | Diana Ross                                                      | Diana Ross                                                      | Diana Ross                                                      | Diana Ross                                                      | Diana Ross                                                      | Diana Ross                                                      | Diana Ross                                                      | Diana Ross                                                      | Diana Ross                                                      | Diana Ross                                                      | Diana Ross                                                      | Diana Ross                                                      | Diana Ross                                                      | Diana Ross                                                      | Diana Ross                                                      | Diana Ross                                                      | Diana Ross                                                      | Diana Ross                                                      | Diana Ross                                                      | Diana Ross                                                      | Diana Ross                                                      | Diana Ross                                                      | Diana Ross                                                      | Diana Ross                                                      | Diana Ross                                                      | Diana Ross                                                      | Diana Ross                                                      | Diana Ross                                                      | Diana Ross                                                      | Diana Ross                                                      | Diana Ross                                                      | Diana Ross                                                      | Diana Ross                                                      | Diana Ross                                                      | Diana Ross                                                      | Diana Ross                                                      | Diana Ross                                                      | Diana Ross                                                      | Diana Ross                                                      | Diana Ross                                                      | Diana Ross                                                      | Diana Ross                                                      | Diana Ross                                                      | Diana Ross                                                      | Diana Ross                                                      | Diana Ross                                                      | Diana Ross                                                      | Diana Ross                                                      | Diana Ross                                                      | Diana Ross                                                      | Diana Ross                                                      | Diana Ross                                                      | Diana Ross                                                      | Diana Ross                                                      | Diana Ross                                                      | Diana Ross                                                      | Diana Ross                                                      | Diana Ross                                                      | Diana Ross                                                      | Diana Ross                                                      | Diana Ross                                                      | Diana Ross                                                      | Diana Ross                                                      | Diana Ross                                                      | Diana Ross                                                      | Diana Ross                                                      | Diana Ross                                                      | Diana Ross                                                      | Diana Ross                                                      | Diana Ross                                                      | Diana Ross                                                      | Diana Ross                                                      | Diana Ross                                                      | Diana Ross                                                      | Diana Ross                                                      | Diana Ross                                                      | Diana Ross                                                      | Diana Ross                                                      | Diana Ross                                                      | Diana Ross                                                      | "If We Hold On Together"                                                  | "If We Hold On Together"                                                  | "If We Hold On Together"                                                  | "If We Hold On Together"                                                  | "If We Hold On Together"                                                  | "If We Hold On Together"                                                  | "If We Hold On Together"                                                  | "If We Hold On Together"                                                  | "If We Hold On Together"                                                  | "If We Hold On Together"                                                  | "If We Hold On Together"                                                  | "If We Hold On Together"                                                  | "If We Hold On Together"                                                  | "If We Hold On Together"                                                  | "If We Hold On Together"                                                  | "If We Hold On Together"                                                  | "If We Hold On Together"                                                  | "If We Hold On Together"                                                  | "If We Hold On Together"                                                  | "If We Hold On Together"                                                  | "If We Hold On Together"                                                  | "If We Hold On Together"                                                  | "If We Hold On Together"                                                  | "If We Hold On Together"                                                  | "If We Hold On Together"                                                  | "If We Hold On Together"                                                  | "If We Hold On Together"                                                  | "If We Hold On Together"                                                  | "If We Hold On Together"                                                  | "If We Hold On Together"                                                  | "If We Hold On Together"                                                  | "If We Hold On Together"                                                  | "If We Hold On Together"                                                  | "If We Hold On Together"                                                  | "If We Hold On Together"                                                  | "If We Hold On Together"                                                  | "If We Hold On Together"                                                  | "If We Hold On Together"                                                  | "If We Hold On Together"                                                  | "If We Hold On Together"                                                  | "If We Hold On Together"                                                  | "If We Hold On Together"                                                  | "If We Hold On Together"                                                  | "If We Hold On Together"                                                  | "If We Hold On Together"                                                  | "If We Hold On Together"                                                  | "If We Hold On Together"                                                  | "If We Hold On Together"                                                  | "If We Hold On Together"                                                  | "If We Hold On Together"                                                  | "If We Hold On Together"                                                  | "If We Hold On Together"                                                  | "If We Hold On Together"                                                  | "If We Hold On Together"                                                  | "If We Hold On Together"                                                  | "If We Hold On Together"                                                  | "If We Hold On Together"                                                  | "If We Hold On Together"                                                  | "If We Hold On Together"                                                  | "If We Hold On Together"                                                  | "If We Hold On Together"                                                  | "If We Hold On Together"                                                  | "If We Hold On Together"                                                  | "If We Hold On Together"                                                  | "If We Hold On Together"                                                  | "If We Hold On Together"                                                  | "If We Hold On Together"                                                  | "If We Hold On Together"                                                  | "If We Hold On Together"                                                  | "If We Hold On Together"                                                  | "If We Hold On Together"                                                  | "If We Hold On Together"                                                  | "If We Hold On Together"                                                  | "If We Hold On Together"                                                  | "If We Hold On Together"                                                  | "If We Hold On Together"                                                  | "If We Hold On Together"                                                  | "If We Hold On Together"                                                  | "If We Hold On Together"                                                  | "If We Hold On Together"                                                  | "If We Hold On Together"                                                  | "If We Hold On Together"                                                  | "If We Hold On Together"                                                  | "If We Hold On Together"                                                  | "If We Hold On Together"                                                  | "If We Hold On Together"                                                  | "If We Hold On Together"                                                  | "If We Hold On Together"                                                  | "If We Hold On Together"                                                  | "If We Hold On Together"                                                  | "If We Hold On Together"                                                  | "If We Hold On Together"                                                  | "If We Hold On Together"                                                  | "If We Hold On Together"                                                  | "If We Hold On Together"                                                  | "If We Hold On Together"                                                  | "If We Hold On Together"                                                  | "If We Hold On Together"                                                  | "If We Hold On Together"                                                  | "If We Hold On Together"                                                  | Diana Ross                                       | Diana Ross                                       | Diana Ross                                       | Diana Ross                                       | Diana Ross                                       | Diana Ross                                       | Diana Ross                                       | Diana Ross                                       | Diana Ross                                       | Diana Ross                                       | Diana Ross                                       | Diana Ross                                       | Diana Ross                                       | Diana Ross                                       | Diana Ross                                       | Diana Ross                                       | Diana Ross                                       | Diana Ross                                       | Diana Ross                                       | Diana Ross                                       | Diana Ross                                       | Diana Ross                                       | Diana Ross                                       | Diana Ross                                       | Diana Ross                                       | Diana Ross                                       | Diana Ross                                       | Diana Ross                                       | Diana Ross                                       | Diana Ross                                       | Diana Ross                                       | Diana Ross                                       | Diana Ross                                       | Diana Ross                                       | Diana Ross                                       | Diana Ross                                       | Diana Ross                                       | Diana Ross                                       | Diana Ross                                       | Diana Ross                                       | Diana Ross                                       | Diana Ross                                       | Diana Ross                                       | Diana Ross                                       | Diana Ross                                       | Diana Ross                                       | Diana Ross                                       | Diana Ross                                       | Diana Ross                                       | Diana Ross                                       | Diana Ross                                       | Diana Ross                                       | Diana Ross                                       | Diana Ross                                       | Diana Ross                                       | Diana Ross                                       | Diana Ross                                       | Diana Ross                                       | Diana Ross                                       | Diana Ross                                       | Diana Ross                                       | Diana Ross                                       | Diana Ross                                       | Diana Ross                                       | Diana Ross                                       | Diana Ross                                       | Diana Ross                                       | Diana Ross                                       | Diana Ross                                       | Diana Ross                                       | Diana Ross                                       | Diana Ross                                       | Diana Ross                                       | Diana Ross                                       | Diana Ross                                       | Diana Ross                                       | Diana Ross                                       | Diana Ross                                       | Diana Ross                                       | Diana Ross                                       | Diana Ross                                       | Diana Ross                                       | Diana Ross                                       | Diana Ross                                       | Diana Ross                                       | Diana Ross                                       | Diana Ross                                       | Diana Ross                                       | Diana Ross                                       | Diana Ross                                       | Diana Ross                                       | Diana Ross                                       | Diana Ross                                       | Diana Ross                                       | Diana Ross                                       | Diana Ross                                       | Diana Ross                                       | Diana Ross                                       | Diana Ross                                       | Diana Ross                                       | 12           | 12           | 12           | 12           | 12           | 12           | 12           | 12           | 12           | 12           | 12           | 12           | 12           | 12           | 12           | 12           | 12           | 12           | 12           | 12           | 12           | 12           | 12           | 12           | 12           | 12           | 12           | 12           | 12           | 12           | 12           | 12           | 12           | 12           | 12           | 12           | 12           | 12           | 12           | 12           | 12           | 12           | 12           | 12           | 12           | 12           | 12           | 12           | 12           | 12           | 12           | 12           | 12           | 12           | 12           | 12           | 12           | 12           | 12           | 12           | 12           | 12           | 12           | 12           | 12           | 12           | 12           | 12           | 12           | 12           | 12           | 12           | 12           | 12           | 12           | 12           | 12           | 12           | 12           | 12           | 12           | 12           | 12           | 12           | 12           | 12           | 12           | 12           | 12           | 12           | 12           | 12           | 12           | 12           | 12           | 12           | 12           | 12           | 12           | 12           | Sikker                        | Sikker                        | Sikker                        | Sikker                        | Sikker                        | Sikker                        | Sikker                        | Sikker                        | Sikker                        | Sikker                        | Sikker                        | Sikker                        | Sikker                        | Sikker                        | Sikker                        | Sikker                        | Sikker                        | Sikker                        | Sikker                        | Sikker                        | Sikker                        | Sikker                        | Sikker                        | Sikker                        | Sikker                        | Sikker                        | Sikker                        | Sikker                        | Sikker                        | Sikker                        | Sikker                        | Sikker                        | Sikker                        | Sikker                        | Sikker                        | Sikker                        | Sikker                        | Sikker                        | Sikker                        | Sikker                        | Sikker                        | Sikker                        | Sikker                        | Sikker                        | Sikker                        | Sikker                        | Sikker                        | Sikker                        | Sikker                        | Sikker                        | Sikker                        | Sikker                        | Sikker                        | Sikker                        | Sikker                        | Sikker                        | Sikker                        | Sikker                        | Sikker                        | Sikker                        | Sikker                        | Sikker                        | Sikker                        | Sikker                        | Sikker                        | Sikker                        | Sikker                        | Sikker                        | Sikker                        | Sikker                        | Sikker                        | Sikker                        | Sikker                        | Sikker                        | Sikker                        | Sikker                        | Sikker                        | Sikker                        | Sikker                        | Sikker                        | Sikker                        | Sikker                        | Sikker                        | Sikker                        | Sikker                        | Sikker                        | Sikker                        | Sikker                        | Sikker                        | Sikker                        | Sikker                        | Sikker                        | Sikker                        | Sikker                        | Sikker                        | Sikker                        | Sikker                        | Sikker                        | Sikker                        | Sikker                        |
| Top 11              | Top 11              | Top 11              | Top 11              | Top 11              | Top 11              | Top 11              | Top 11              | Top 11              | Top 11              | Top 11              | Top 11              | Top 11              | Top 11              | Top 11              | Top 11              | Top 11              | Top 11              | Top 11              | Top 11              | Top 11              | Top 11              | Top 11              | Top 11              | Top 11              | Top 11              | Top 11              | Top 11              | Top 11              | Top 11              | Top 11              | Top 11              | Top 11              | Top 11              | Top 11              | Top 11              | Top 11              | Top 11              | Top 11              | Top 11              | Top 11              | Top 11              | Top 11              | Top 11              | Top 11              | Top 11              | Top 11              | Top 11              | Top 11              | Top 11              | Top 11              | Top 11              | Top 11              | Top 11              | Top 11              | Top 11              | Top 11              | Top 11              | Top 11              | Top 11              | Top 11              | Top 11              | Top 11              | Top 11              | Top 11              | Top 11              | Top 11              | Top 11              | Top 11              | Top 11              | Top 11              | Top 11              | Top 11              | Top 11              | Top 11              | Top 11              | Top 11              | Top 11              | Top 11              | Top 11              | Top 11              | Top 11              | Top 11              | Top 11              | Top 11              | Top 11              | Top 11              | Top 11              | Top 11              | Top 11              | Top 11              | Top 11              | Top 11              | Top 11              | Top 11              | Top 11              | Top 11              | Top 11              | Top 11              | Top 11              | British Invasion                                                | British Invasion                                                | British Invasion                                                | British Invasion                                                | British Invasion                                                | British Invasion                                                | British Invasion                                                | British Invasion                                                | British Invasion                                                | British Invasion                                                | British Invasion                                                | British Invasion                                                | British Invasion                                                | British Invasion                                                | British Invasion                                                | British Invasion                                                | British Invasion                                                | British Invasion                                                | British Invasion                                                | British Invasion                                                | British Invasion                                                | British Invasion                                                | British Invasion                                                | British Invasion                                                | British Invasion                                                | British Invasion                                                | British Invasion                                                | British Invasion                                                | British Invasion                                                | British Invasion                                                | British Invasion                                                | British Invasion                                                | British Invasion                                                | British Invasion                                                | British Invasion                                                | British Invasion                                                | British Invasion                                                | British Invasion                                                | British Invasion                                                | British Invasion                                                | British Invasion                                                | British Invasion                                                | British Invasion                                                | British Invasion                                                | British Invasion                                                | British Invasion                                                | British Invasion                                                | British Invasion                                                | British Invasion                                                | British Invasion                                                | British Invasion                                                | British Invasion                                                | British Invasion                                                | British Invasion                                                | British Invasion                                                | British Invasion                                                | British Invasion                                                | British Invasion                                                | British Invasion                                                | British Invasion                                                | British Invasion                                                | British Invasion                                                | British Invasion                                                | British Invasion                                                | British Invasion                                                | British Invasion                                                | British Invasion                                                | British Invasion                                                | British Invasion                                                | British Invasion                                                | British Invasion                                                | British Invasion                                                | British Invasion                                                | British Invasion                                                | British Invasion                                                | British Invasion                                                | British Invasion                                                | British Invasion                                                | British Invasion                                                | British Invasion                                                | British Invasion                                                | British Invasion                                                | British Invasion                                                | British Invasion                                                | British Invasion                                                | British Invasion                                                | British Invasion                                                | British Invasion                                                | British Invasion                                                | British Invasion                                                | British Invasion                                                | British Invasion                                                | British Invasion                                                | British Invasion                                                | British Invasion                                                | British Invasion                                                | British Invasion                                                | British Invasion                                                | British Invasion                                                | British Invasion                                                | "I (Who Have Nothing)"                                                    | "I (Who Have Nothing)"                                                    | "I (Who Have Nothing)"                                                    | "I (Who Have Nothing)"                                                    | "I (Who Have Nothing)"                                                    | "I (Who Have Nothing)"                                                    | "I (Who Have Nothing)"                                                    | "I (Who Have Nothing)"                                                    | "I (Who Have Nothing)"                                                    | "I (Who Have Nothing)"                                                    | "I (Who Have Nothing)"                                                    | "I (Who Have Nothing)"                                                    | "I (Who Have Nothing)"                                                    | "I (Who Have Nothing)"                                                    | "I (Who Have Nothing)"                                                    | "I (Who Have Nothing)"                                                    | "I (Who Have Nothing)"                                                    | "I (Who Have Nothing)"                                                    | "I (Who Have Nothing)"                                                    | "I (Who Have Nothing)"                                                    | "I (Who Have Nothing)"                                                    | "I (Who Have Nothing)"                                                    | "I (Who Have Nothing)"                                                    | "I (Who Have Nothing)"                                                    | "I (Who Have Nothing)"                                                    | "I (Who Have Nothing)"                                                    | "I (Who Have Nothing)"                                                    | "I (Who Have Nothing)"                                                    | "I (Who Have Nothing)"                                                    | "I (Who Have Nothing)"                                                    | "I (Who Have Nothing)"                                                    | "I (Who Have Nothing)"                                                    | "I (Who Have Nothing)"                                                    | "I (Who Have Nothing)"                                                    | "I (Who Have Nothing)"                                                    | "I (Who Have Nothing)"                                                    | "I (Who Have Nothing)"                                                    | "I (Who Have Nothing)"                                                    | "I (Who Have Nothing)"                                                    | "I (Who Have Nothing)"                                                    | "I (Who Have Nothing)"                                                    | "I (Who Have Nothing)"                                                    | "I (Who Have Nothing)"                                                    | "I (Who Have Nothing)"                                                    | "I (Who Have Nothing)"                                                    | "I (Who Have Nothing)"                                                    | "I (Who Have Nothing)"                                                    | "I (Who Have Nothing)"                                                    | "I (Who Have Nothing)"                                                    | "I (Who Have Nothing)"                                                    | "I (Who Have Nothing)"                                                    | "I (Who Have Nothing)"                                                    | "I (Who Have Nothing)"                                                    | "I (Who Have Nothing)"                                                    | "I (Who Have Nothing)"                                                    | "I (Who Have Nothing)"                                                    | "I (Who Have Nothing)"                                                    | "I (Who Have Nothing)"                                                    | "I (Who Have Nothing)"                                                    | "I (Who Have Nothing)"                                                    | "I (Who Have Nothing)"                                                    | "I (Who Have Nothing)"                                                    | "I (Who Have Nothing)"                                                    | "I (Who Have Nothing)"                                                    | "I (Who Have Nothing)"                                                    | "I (Who Have Nothing)"                                                    | "I (Who Have Nothing)"                                                    | "I (Who Have Nothing)"                                                    | "I (Who Have Nothing)"                                                    | "I (Who Have Nothing)"                                                    | "I (Who Have Nothing)"                                                    | "I (Who Have Nothing)"                                                    | "I (Who Have Nothing)"                                                    | "I (Who Have Nothing)"                                                    | "I (Who Have Nothing)"                                                    | "I (Who Have Nothing)"                                                    | "I (Who Have Nothing)"                                                    | "I (Who Have Nothing)"                                                    | "I (Who Have Nothing)"                                                    | "I (Who Have Nothing)"                                                    | "I (Who Have Nothing)"                                                    | "I (Who Have Nothing)"                                                    | "I (Who Have Nothing)"                                                    | "I (Who Have Nothing)"                                                    | "I (Who Have Nothing)"                                                    | "I (Who Have Nothing)"                                                    | "I (Who Have Nothing)"                                                    | "I (Who Have Nothing)"                                                    | "I (Who Have Nothing)"                                                    | "I (Who Have Nothing)"                                                    | "I (Who Have Nothing)"                                                    | "I (Who Have Nothing)"                                                    | "I (Who Have Nothing)"                                                    | "I (Who Have Nothing)"                                                    | "I (Who Have Nothing)"                                                    | "I (Who Have Nothing)"                                                    | "I (Who Have Nothing)"                                                    | "I (Who Have Nothing)"                                                    | "I (Who Have Nothing)"                                                    | "I (Who Have Nothing)"                                                    | Shirley Bassey                                   | Shirley Bassey                                   | Shirley Bassey                                   | Shirley Bassey                                   | Shirley Bassey                                   | Shirley Bassey                                   | Shirley Bassey                                   | Shirley Bassey                                   | Shirley Bassey                                   | Shirley Bassey                                   | Shirley Bassey                                   | Shirley Bassey                                   | Shirley Bassey                                   | Shirley Bassey                                   | Shirley Bassey                                   | Shirley Bassey                                   | Shirley Bassey                                   | Shirley Bassey                                   | Shirley Bassey                                   | Shirley Bassey                                   | Shirley Bassey                                   | Shirley Bassey                                   | Shirley Bassey                                   | Shirley Bassey                                   | Shirley Bassey                                   | Shirley Bassey                                   | Shirley Bassey                                   | Shirley Bassey                                   | Shirley Bassey                                   | Shirley Bassey                                   | Shirley Bassey                                   | Shirley Bassey                                   | Shirley Bassey                                   | Shirley Bassey                                   | Shirley Bassey                                   | Shirley Bassey                                   | Shirley Bassey                                   | Shirley Bassey                                   | Shirley Bassey                                   | Shirley Bassey                                   | Shirley Bassey                                   | Shirley Bassey                                   | Shirley Bassey                                   | Shirley Bassey                                   | Shirley Bassey                                   | Shirley Bassey                                   | Shirley Bassey                                   | Shirley Bassey                                   | Shirley Bassey                                   | Shirley Bassey                                   | Shirley Bassey                                   | Shirley Bassey                                   | Shirley Bassey                                   | Shirley Bassey                                   | Shirley Bassey                                   | Shirley Bassey                                   | Shirley Bassey                                   | Shirley Bassey                                   | Shirley Bassey                                   | Shirley Bassey                                   | Shirley Bassey                                   | Shirley Bassey                                   | Shirley Bassey                                   | Shirley Bassey                                   | Shirley Bassey                                   | Shirley Bassey                                   | Shirley Bassey                                   | Shirley Bassey                                   | Shirley Bassey                                   | Shirley Bassey                                   | Shirley Bassey                                   | Shirley Bassey                                   | Shirley Bassey                                   | Shirley Bassey                                   | Shirley Bassey                                   | Shirley Bassey                                   | Shirley Bassey                                   | Shirley Bassey                                   | Shirley Bassey                                   | Shirley Bassey                                   | Shirley Bassey                                   | Shirley Bassey                                   | Shirley Bassey                                   | Shirley Bassey                                   | Shirley Bassey                                   | Shirley Bassey                                   | Shirley Bassey                                   | Shirley Bassey                                   | Shirley Bassey                                   | Shirley Bassey                                   | Shirley Bassey                                   | Shirley Bassey                                   | Shirley Bassey                                   | Shirley Bassey                                   | Shirley Bassey                                   | Shirley Bassey                                   | Shirley Bassey                                   | Shirley Bassey                                   | Shirley Bassey                                   | Shirley Bassey                                   | 7            | 7            | 7            | 7            | 7            | 7            | 7            | 7            | 7            | 7            | 7            | 7            | 7            | 7            | 7            | 7            | 7            | 7            | 7            | 7            | 7            | 7            | 7            | 7            | 7            | 7            | 7            | 7            | 7            | 7            | 7            | 7            | 7            | 7            | 7            | 7            | 7            | 7            | 7            | 7            | 7            | 7            | 7            | 7            | 7            | 7            | 7            | 7            | 7            | 7            | 7            | 7            | 7            | 7            | 7            | 7            | 7            | 7            | 7            | 7            | 7            | 7            | 7            | 7            | 7            | 7            | 7            | 7            | 7            | 7            | 7            | 7            | 7            | 7            | 7            | 7            | 7            | 7            | 7            | 7            | 7            | 7            | 7            | 7            | 7            | 7            | 7            | 7            | 7            | 7            | 7            | 7            | 7            | 7            | 7            | 7            | 7            | 7            | 7            | 7            | Sikker                        | Sikker                        | Sikker                        | Sikker                        | Sikker                        | Sikker                        | Sikker                        | Sikker                        | Sikker                        | Sikker                        | Sikker                        | Sikker                        | Sikker                        | Sikker                        | Sikker                        | Sikker                        | Sikker                        | Sikker                        | Sikker                        | Sikker                        | Sikker                        | Sikker                        | Sikker                        | Sikker                        | Sikker                        | Sikker                        | Sikker                        | Sikker                        | Sikker                        | Sikker                        | Sikker                        | Sikker                        | Sikker                        | Sikker                        | Sikker                        | Sikker                        | Sikker                        | Sikker                        | Sikker                        | Sikker                        | Sikker                        | Sikker                        | Sikker                        | Sikker                        | Sikker                        | Sikker                        | Sikker                        | Sikker                        | Sikker                        | Sikker                        | Sikker                        | Sikker                        | Sikker                        | Sikker                        | Sikker                        | Sikker                        | Sikker                        | Sikker                        | Sikker                        | Sikker                        | Sikker                        | Sikker                        | Sikker                        | Sikker                        | Sikker                        | Sikker                        | Sikker                        | Sikker                        | Sikker                        | Sikker                        | Sikker                        | Sikker                        | Sikker                        | Sikker                        | Sikker                        | Sikker                        | Sikker                        | Sikker                        | Sikker                        | Sikker                        | Sikker                        | Sikker                        | Sikker                        | Sikker                        | Sikker                        | Sikker                        | Sikker                        | Sikker                        | Sikker                        | Sikker                        | Sikker                        | Sikker                        | Sikker                        | Sikker                        | Sikker                        | Sikker                        | Sikker                        | Sikker                        | Sikker                        | Sikker                        |
| Top 10              | Top 10              | Top 10              | Top 10              | Top 10              | Top 10              | Top 10              | Top 10              | Top 10              | Top 10              | Top 10              | Top 10              | Top 10              | Top 10              | Top 10              | Top 10              | Top 10              | Top 10              | Top 10              | Top 10              | Top 10              | Top 10              | Top 10              | Top 10              | Top 10              | Top 10              | Top 10              | Top 10              | Top 10              | Top 10              | Top 10              | Top 10              | Top 10              | Top 10              | Top 10              | Top 10              | Top 10              | Top 10              | Top 10              | Top 10              | Top 10              | Top 10              | Top 10              | Top 10              | Top 10              | Top 10              | Top 10              | Top 10              | Top 10              | Top 10              | Top 10              | Top 10              | Top 10              | Top 10              | Top 10              | Top 10              | Top 10              | Top 10              | Top 10              | Top 10              | Top 10              | Top 10              | Top 10              | Top 10              | Top 10              | Top 10              | Top 10              | Top 10              | Top 10              | Top 10              | Top 10              | Top 10              | Top 10              | Top 10              | Top 10              | Top 10              | Top 10              | Top 10              | Top 10              | Top 10              | Top 10              | Top 10              | Top 10              | Top 10              | Top 10              | Top 10              | Top 10              | Top 10              | Top 10              | Top 10              | Top 10              | Top 10              | Top 10              | Top 10              | Top 10              | Top 10              | Top 10              | Top 10              | Top 10              | Top 10              | No Doubt/kunstner, der inspirerer Gwen Stefani                  | No Doubt/kunstner, der inspirerer Gwen Stefani                  | No Doubt/kunstner, der inspirerer Gwen Stefani                  | No Doubt/kunstner, der inspirerer Gwen Stefani                  | No Doubt/kunstner, der inspirerer Gwen Stefani                  | No Doubt/kunstner, der inspirerer Gwen Stefani                  | No Doubt/kunstner, der inspirerer Gwen Stefani                  | No Doubt/kunstner, der inspirerer Gwen Stefani                  | No Doubt/kunstner, der inspirerer Gwen Stefani                  | No Doubt/kunstner, der inspirerer Gwen Stefani                  | No Doubt/kunstner, der inspirerer Gwen Stefani                  | No Doubt/kunstner, der inspirerer Gwen Stefani                  | No Doubt/kunstner, der inspirerer Gwen Stefani                  | No Doubt/kunstner, der inspirerer Gwen Stefani                  | No Doubt/kunstner, der inspirerer Gwen Stefani                  | No Doubt/kunstner, der inspirerer Gwen Stefani                  | No Doubt/kunstner, der inspirerer Gwen Stefani                  | No Doubt/kunstner, der inspirerer Gwen Stefani                  | No Doubt/kunstner, der inspirerer Gwen Stefani                  | No Doubt/kunstner, der inspirerer Gwen Stefani                  | No Doubt/kunstner, der inspirerer Gwen Stefani                  | No Doubt/kunstner, der inspirerer Gwen Stefani                  | No Doubt/kunstner, der inspirerer Gwen Stefani                  | No Doubt/kunstner, der inspirerer Gwen Stefani                  | No Doubt/kunstner, der inspirerer Gwen Stefani                  | No Doubt/kunstner, der inspirerer Gwen Stefani                  | No Doubt/kunstner, der inspirerer Gwen Stefani                  | No Doubt/kunstner, der inspirerer Gwen Stefani                  | No Doubt/kunstner, der inspirerer Gwen Stefani                  | No Doubt/kunstner, der inspirerer Gwen Stefani                  | No Doubt/kunstner, der inspirerer Gwen Stefani                  | No Doubt/kunstner, der inspirerer Gwen Stefani                  | No Doubt/kunstner, der inspirerer Gwen Stefani                  | No Doubt/kunstner, der inspirerer Gwen Stefani                  | No Doubt/kunstner, der inspirerer Gwen Stefani                  | No Doubt/kunstner, der inspirerer Gwen Stefani                  | No Doubt/kunstner, der inspirerer Gwen Stefani                  | No Doubt/kunstner, der inspirerer Gwen Stefani                  | No Doubt/kunstner, der inspirerer Gwen Stefani                  | No Doubt/kunstner, der inspirerer Gwen Stefani                  | No Doubt/kunstner, der inspirerer Gwen Stefani                  | No Doubt/kunstner, der inspirerer Gwen Stefani                  | No Doubt/kunstner, der inspirerer Gwen Stefani                  | No Doubt/kunstner, der inspirerer Gwen Stefani                  | No Doubt/kunstner, der inspirerer Gwen Stefani                  | No Doubt/kunstner, der inspirerer Gwen Stefani                  | No Doubt/kunstner, der inspirerer Gwen Stefani                  | No Doubt/kunstner, der inspirerer Gwen Stefani                  | No Doubt/kunstner, der inspirerer Gwen Stefani                  | No Doubt/kunstner, der inspirerer Gwen Stefani                  | No Doubt/kunstner, der inspirerer Gwen Stefani                  | No Doubt/kunstner, der inspirerer Gwen Stefani                  | No Doubt/kunstner, der inspirerer Gwen Stefani                  | No Doubt/kunstner, der inspirerer Gwen Stefani                  | No Doubt/kunstner, der inspirerer Gwen Stefani                  | No Doubt/kunstner, der inspirerer Gwen Stefani                  | No Doubt/kunstner, der inspirerer Gwen Stefani                  | No Doubt/kunstner, der inspirerer Gwen Stefani                  | No Doubt/kunstner, der inspirerer Gwen Stefani                  | No Doubt/kunstner, der inspirerer Gwen Stefani                  | No Doubt/kunstner, der inspirerer Gwen Stefani                  | No Doubt/kunstner, der inspirerer Gwen Stefani                  | No Doubt/kunstner, der inspirerer Gwen Stefani                  | No Doubt/kunstner, der inspirerer Gwen Stefani                  | No Doubt/kunstner, der inspirerer Gwen Stefani                  | No Doubt/kunstner, der inspirerer Gwen Stefani                  | No Doubt/kunstner, der inspirerer Gwen Stefani                  | No Doubt/kunstner, der inspirerer Gwen Stefani                  | No Doubt/kunstner, der inspirerer Gwen Stefani                  | No Doubt/kunstner, der inspirerer Gwen Stefani                  | No Doubt/kunstner, der inspirerer Gwen Stefani                  | No Doubt/kunstner, der inspirerer Gwen Stefani                  | No Doubt/kunstner, der inspirerer Gwen Stefani                  | No Doubt/kunstner, der inspirerer Gwen Stefani                  | No Doubt/kunstner, der inspirerer Gwen Stefani                  | No Doubt/kunstner, der inspirerer Gwen Stefani                  | No Doubt/kunstner, der inspirerer Gwen Stefani                  | No Doubt/kunstner, der inspirerer Gwen Stefani                  | No Doubt/kunstner, der inspirerer Gwen Stefani                  | No Doubt/kunstner, der inspirerer Gwen Stefani                  | No Doubt/kunstner, der inspirerer Gwen Stefani                  | No Doubt/kunstner, der inspirerer Gwen Stefani                  | No Doubt/kunstner, der inspirerer Gwen Stefani                  | No Doubt/kunstner, der inspirerer Gwen Stefani                  | No Doubt/kunstner, der inspirerer Gwen Stefani                  | No Doubt/kunstner, der inspirerer Gwen Stefani                  | No Doubt/kunstner, der inspirerer Gwen Stefani                  | No Doubt/kunstner, der inspirerer Gwen Stefani                  | No Doubt/kunstner, der inspirerer Gwen Stefani                  | No Doubt/kunstner, der inspirerer Gwen Stefani                  | No Doubt/kunstner, der inspirerer Gwen Stefani                  | No Doubt/kunstner, der inspirerer Gwen Stefani                  | No Doubt/kunstner, der inspirerer Gwen Stefani                  | No Doubt/kunstner, der inspirerer Gwen Stefani                  | No Doubt/kunstner, der inspirerer Gwen Stefani                  | No Doubt/kunstner, der inspirerer Gwen Stefani                  | No Doubt/kunstner, der inspirerer Gwen Stefani                  | No Doubt/kunstner, der inspirerer Gwen Stefani                  | No Doubt/kunstner, der inspirerer Gwen Stefani                  | No Doubt/kunstner, der inspirerer Gwen Stefani                  | " Hey Baby"                                                               | " Hey Baby"                                                               | " Hey Baby"                                                               | " Hey Baby"                                                               | " Hey Baby"                                                               | " Hey Baby"                                                               | " Hey Baby"                                                               | " Hey Baby"                                                               | " Hey Baby"                                                               | " Hey Baby"                                                               | " Hey Baby"                                                               | " Hey Baby"                                                               | " Hey Baby"                                                               | " Hey Baby"                                                               | " Hey Baby"                                                               | " Hey Baby"                                                               | " Hey Baby"                                                               | " Hey Baby"                                                               | " Hey Baby"                                                               | " Hey Baby"                                                               | " Hey Baby"                                                               | " Hey Baby"                                                               | " Hey Baby"                                                               | " Hey Baby"                                                               | " Hey Baby"                                                               | " Hey Baby"                                                               | " Hey Baby"                                                               | " Hey Baby"                                                               | " Hey Baby"                                                               | " Hey Baby"                                                               | " Hey Baby"                                                               | " Hey Baby"                                                               | " Hey Baby"                                                               | " Hey Baby"                                                               | " Hey Baby"                                                               | " Hey Baby"                                                               | " Hey Baby"                                                               | " Hey Baby"                                                               | " Hey Baby"                                                               | " Hey Baby"                                                               | " Hey Baby"                                                               | " Hey Baby"                                                               | " Hey Baby"                                                               | " Hey Baby"                                                               | " Hey Baby"                                                               | " Hey Baby"                                                               | " Hey Baby"                                                               | " Hey Baby"                                                               | " Hey Baby"                                                               | " Hey Baby"                                                               | " Hey Baby"                                                               | " Hey Baby"                                                               | " Hey Baby"                                                               | " Hey Baby"                                                               | " Hey Baby"                                                               | " Hey Baby"                                                               | " Hey Baby"                                                               | " Hey Baby"                                                               | " Hey Baby"                                                               | " Hey Baby"                                                               | " Hey Baby"                                                               | " Hey Baby"                                                               | " Hey Baby"                                                               | " Hey Baby"                                                               | " Hey Baby"                                                               | " Hey Baby"                                                               | " Hey Baby"                                                               | " Hey Baby"                                                               | " Hey Baby"                                                               | " Hey Baby"                                                               | " Hey Baby"                                                               | " Hey Baby"                                                               | " Hey Baby"                                                               | " Hey Baby"                                                               | " Hey Baby"                                                               | " Hey Baby"                                                               | " Hey Baby"                                                               | " Hey Baby"                                                               | " Hey Baby"                                                               | " Hey Baby"                                                               | " Hey Baby"                                                               | " Hey Baby"                                                               | " Hey Baby"                                                               | " Hey Baby"                                                               | " Hey Baby"                                                               | " Hey Baby"                                                               | " Hey Baby"                                                               | " Hey Baby"                                                               | " Hey Baby"                                                               | " Hey Baby"                                                               | " Hey Baby"                                                               | " Hey Baby"                                                               | " Hey Baby"                                                               | " Hey Baby"                                                               | " Hey Baby"                                                               | " Hey Baby"                                                               | " Hey Baby"                                                               | " Hey Baby"                                                               | " Hey Baby"                                                               | " Hey Baby"                                                               | No Doubt                                         | No Doubt                                         | No Doubt                                         | No Doubt                                         | No Doubt                                         | No Doubt                                         | No Doubt                                         | No Doubt                                         | No Doubt                                         | No Doubt                                         | No Doubt                                         | No Doubt                                         | No Doubt                                         | No Doubt                                         | No Doubt                                         | No Doubt                                         | No Doubt                                         | No Doubt                                         | No Doubt                                         | No Doubt                                         | No Doubt                                         | No Doubt                                         | No Doubt                                         | No Doubt                                         | No Doubt                                         | No Doubt                                         | No Doubt                                         | No Doubt                                         | No Doubt                                         | No Doubt                                         | No Doubt                                         | No Doubt                                         | No Doubt                                         | No Doubt                                         | No Doubt                                         | No Doubt                                         | No Doubt                                         | No Doubt                                         | No Doubt                                         | No Doubt                                         | No Doubt                                         | No Doubt                                         | No Doubt                                         | No Doubt                                         | No Doubt                                         | No Doubt                                         | No Doubt                                         | No Doubt                                         | No Doubt                                         | No Doubt                                         | No Doubt                                         | No Doubt                                         | No Doubt                                         | No Doubt                                         | No Doubt                                         | No Doubt                                         | No Doubt                                         | No Doubt                                         | No Doubt                                         | No Doubt                                         | No Doubt                                         | No Doubt                                         | No Doubt                                         | No Doubt                                         | No Doubt                                         | No Doubt                                         | No Doubt                                         | No Doubt                                         | No Doubt                                         | No Doubt                                         | No Doubt                                         | No Doubt                                         | No Doubt                                         | No Doubt                                         | No Doubt                                         | No Doubt                                         | No Doubt                                         | No Doubt                                         | No Doubt                                         | No Doubt                                         | No Doubt                                         | No Doubt                                         | No Doubt                                         | No Doubt                                         | No Doubt                                         | No Doubt                                         | No Doubt                                         | No Doubt                                         | No Doubt                                         | No Doubt                                         | No Doubt                                         | No Doubt                                         | No Doubt                                         | No Doubt                                         | No Doubt                                         | No Doubt                                         | No Doubt                                         | No Doubt                                         | No Doubt                                         | No Doubt                                         | 9            | 9            | 9            | 9            | 9            | 9            | 9            | 9            | 9            | 9            | 9            | 9            | 9            | 9            | 9            | 9            | 9            | 9            | 9            | 9            | 9            | 9            | 9            | 9            | 9            | 9            | 9            | 9            | 9            | 9            | 9            | 9            | 9            | 9            | 9            | 9            | 9            | 9            | 9            | 9            | 9            | 9            | 9            | 9            | 9            | 9            | 9            | 9            | 9            | 9            | 9            | 9            | 9            | 9            | 9            | 9            | 9            | 9            | 9            | 9            | 9            | 9            | 9            | 9            | 9            | 9            | 9            | 9            | 9            | 9            | 9            | 9            | 9            | 9            | 9            | 9            | 9            | 9            | 9            | 9            | 9            | 9            | 9            | 9            | 9            | 9            | 9            | 9            | 9            | 9            | 9            | 9            | 9            | 9            | 9            | 9            | 9            | 9            | 9            | 9            | Sikker                        | Sikker                        | Sikker                        | Sikker                        | Sikker                        | Sikker                        | Sikker                        | Sikker                        | Sikker                        | Sikker                        | Sikker                        | Sikker                        | Sikker                        | Sikker                        | Sikker                        | Sikker                        | Sikker                        | Sikker                        | Sikker                        | Sikker                        | Sikker                        | Sikker                        | Sikker                        | Sikker                        | Sikker                        | Sikker                        | Sikker                        | Sikker                        | Sikker                        | Sikker                        | Sikker                        | Sikker                        | Sikker                        | Sikker                        | Sikker                        | Sikker                        | Sikker                        | Sikker                        | Sikker                        | Sikker                        | Sikker                        | Sikker                        | Sikker                        | Sikker                        | Sikker                        | Sikker                        | Sikker                        | Sikker                        | Sikker                        | Sikker                        | Sikker                        | Sikker                        | Sikker                        | Sikker                        | Sikker                        | Sikker                        | Sikker                        | Sikker                        | Sikker                        | Sikker                        | Sikker                        | Sikker                        | Sikker                        | Sikker                        | Sikker                        | Sikker                        | Sikker                        | Sikker                        | Sikker                        | Sikker                        | Sikker                        | Sikker                        | Sikker                        | Sikker                        | Sikker                        | Sikker                        | Sikker                        | Sikker                        | Sikker                        | Sikker                        | Sikker                        | Sikker                        | Sikker                        | Sikker                        | Sikker                        | Sikker                        | Sikker                        | Sikker                        | Sikker                        | Sikker                        | Sikker                        | Sikker                        | Sikker                        | Sikker                        | Sikker                        | Sikker                        | Sikker                        | Sikker                        | Sikker                        | Sikker                        |
| Top 9               | Top 9               | Top 9               | Top 9               | Top 9               | Top 9               | Top 9               | Top 9               | Top 9               | Top 9               | Top 9               | Top 9               | Top 9               | Top 9               | Top 9               | Top 9               | Top 9               | Top 9               | Top 9               | Top 9               | Top 9               | Top 9               | Top 9               | Top 9               | Top 9               | Top 9               | Top 9               | Top 9               | Top 9               | Top 9               | Top 9               | Top 9               | Top 9               | Top 9               | Top 9               | Top 9               | Top 9               | Top 9               | Top 9               | Top 9               | Top 9               | Top 9               | Top 9               | Top 9               | Top 9               | Top 9               | Top 9               | Top 9               | Top 9               | Top 9               | Top 9               | Top 9               | Top 9               | Top 9               | Top 9               | Top 9               | Top 9               | Top 9               | Top 9               | Top 9               | Top 9               | Top 9               | Top 9               | Top 9               | Top 9               | Top 9               | Top 9               | Top 9               | Top 9               | Top 9               | Top 9               | Top 9               | Top 9               | Top 9               | Top 9               | Top 9               | Top 9               | Top 9               | Top 9               | Top 9               | Top 9               | Top 9               | Top 9               | Top 9               | Top 9               | Top 9               | Top 9               | Top 9               | Top 9               | Top 9               | Top 9               | Top 9               | Top 9               | Top 9               | Top 9               | Top 9               | Top 9               | Top 9               | Top 9               | Top 9               | American Classics                                               | American Classics                                               | American Classics                                               | American Classics                                               | American Classics                                               | American Classics                                               | American Classics                                               | American Classics                                               | American Classics                                               | American Classics                                               | American Classics                                               | American Classics                                               | American Classics                                               | American Classics                                               | American Classics                                               | American Classics                                               | American Classics                                               | American Classics                                               | American Classics                                               | American Classics                                               | American Classics                                               | American Classics                                               | American Classics                                               | American Classics                                               | American Classics                                               | American Classics                                               | American Classics                                               | American Classics                                               | American Classics                                               | American Classics                                               | American Classics                                               | American Classics                                               | American Classics                                               | American Classics                                               | American Classics                                               | American Classics                                               | American Classics                                               | American Classics                                               | American Classics                                               | American Classics                                               | American Classics                                               | American Classics                                               | American Classics                                               | American Classics                                               | American Classics                                               | American Classics                                               | American Classics                                               | American Classics                                               | American Classics                                               | American Classics                                               | American Classics                                               | American Classics                                               | American Classics                                               | American Classics                                               | American Classics                                               | American Classics                                               | American Classics                                               | American Classics                                               | American Classics                                               | American Classics                                               | American Classics                                               | American Classics                                               | American Classics                                               | American Classics                                               | American Classics                                               | American Classics                                               | American Classics                                               | American Classics                                               | American Classics                                               | American Classics                                               | American Classics                                               | American Classics                                               | American Classics                                               | American Classics                                               | American Classics                                               | American Classics                                               | American Classics                                               | American Classics                                               | American Classics                                               | American Classics                                               | American Classics                                               | American Classics                                               | American Classics                                               | American Classics                                               | American Classics                                               | American Classics                                               | American Classics                                               | American Classics                                               | American Classics                                               | American Classics                                               | American Classics                                               | American Classics                                               | American Classics                                               | American Classics                                               | American Classics                                               | American Classics                                               | American Classics                                               | American Classics                                               | American Classics                                               | American Classics                                               | "On a Clear Day"                                                          | "On a Clear Day"                                                          | "On a Clear Day"                                                          | "On a Clear Day"                                                          | "On a Clear Day"                                                          | "On a Clear Day"                                                          | "On a Clear Day"                                                          | "On a Clear Day"                                                          | "On a Clear Day"                                                          | "On a Clear Day"                                                          | "On a Clear Day"                                                          | "On a Clear Day"                                                          | "On a Clear Day"                                                          | "On a Clear Day"                                                          | "On a Clear Day"                                                          | "On a Clear Day"                                                          | "On a Clear Day"                                                          | "On a Clear Day"                                                          | "On a Clear Day"                                                          | "On a Clear Day"                                                          | "On a Clear Day"                                                          | "On a Clear Day"                                                          | "On a Clear Day"                                                          | "On a Clear Day"                                                          | "On a Clear Day"                                                          | "On a Clear Day"                                                          | "On a Clear Day"                                                          | "On a Clear Day"                                                          | "On a Clear Day"                                                          | "On a Clear Day"                                                          | "On a Clear Day"                                                          | "On a Clear Day"                                                          | "On a Clear Day"                                                          | "On a Clear Day"                                                          | "On a Clear Day"                                                          | "On a Clear Day"                                                          | "On a Clear Day"                                                          | "On a Clear Day"                                                          | "On a Clear Day"                                                          | "On a Clear Day"                                                          | "On a Clear Day"                                                          | "On a Clear Day"                                                          | "On a Clear Day"                                                          | "On a Clear Day"                                                          | "On a Clear Day"                                                          | "On a Clear Day"                                                          | "On a Clear Day"                                                          | "On a Clear Day"                                                          | "On a Clear Day"                                                          | "On a Clear Day"                                                          | "On a Clear Day"                                                          | "On a Clear Day"                                                          | "On a Clear Day"                                                          | "On a Clear Day"                                                          | "On a Clear Day"                                                          | "On a Clear Day"                                                          | "On a Clear Day"                                                          | "On a Clear Day"                                                          | "On a Clear Day"                                                          | "On a Clear Day"                                                          | "On a Clear Day"                                                          | "On a Clear Day"                                                          | "On a Clear Day"                                                          | "On a Clear Day"                                                          | "On a Clear Day"                                                          | "On a Clear Day"                                                          | "On a Clear Day"                                                          | "On a Clear Day"                                                          | "On a Clear Day"                                                          | "On a Clear Day"                                                          | "On a Clear Day"                                                          | "On a Clear Day"                                                          | "On a Clear Day"                                                          | "On a Clear Day"                                                          | "On a Clear Day"                                                          | "On a Clear Day"                                                          | "On a Clear Day"                                                          | "On a Clear Day"                                                          | "On a Clear Day"                                                          | "On a Clear Day"                                                          | "On a Clear Day"                                                          | "On a Clear Day"                                                          | "On a Clear Day"                                                          | "On a Clear Day"                                                          | "On a Clear Day"                                                          | "On a Clear Day"                                                          | "On a Clear Day"                                                          | "On a Clear Day"                                                          | "On a Clear Day"                                                          | "On a Clear Day"                                                          | "On a Clear Day"                                                          | "On a Clear Day"                                                          | "On a Clear Day"                                                          | "On a Clear Day"                                                          | "On a Clear Day"                                                          | "On a Clear Day"                                                          | "On a Clear Day"                                                          | "On a Clear Day"                                                          | "On a Clear Day"                                                          | "On a Clear Day"                                                          | Tony Bennett                                     | Tony Bennett                                     | Tony Bennett                                     | Tony Bennett                                     | Tony Bennett                                     | Tony Bennett                                     | Tony Bennett                                     | Tony Bennett                                     | Tony Bennett                                     | Tony Bennett                                     | Tony Bennett                                     | Tony Bennett                                     | Tony Bennett                                     | Tony Bennett                                     | Tony Bennett                                     | Tony Bennett                                     | Tony Bennett                                     | Tony Bennett                                     | Tony Bennett                                     | Tony Bennett                                     | Tony Bennett                                     | Tony Bennett                                     | Tony Bennett                                     | Tony Bennett                                     | Tony Bennett                                     | Tony Bennett                                     | Tony Bennett                                     | Tony Bennett                                     | Tony Bennett                                     | Tony Bennett                                     | Tony Bennett                                     | Tony Bennett                                     | Tony Bennett                                     | Tony Bennett                                     | Tony Bennett                                     | Tony Bennett                                     | Tony Bennett                                     | Tony Bennett                                     | Tony Bennett                                     | Tony Bennett                                     | Tony Bennett                                     | Tony Bennett                                     | Tony Bennett                                     | Tony Bennett                                     | Tony Bennett                                     | Tony Bennett                                     | Tony Bennett                                     | Tony Bennett                                     | Tony Bennett                                     | Tony Bennett                                     | Tony Bennett                                     | Tony Bennett                                     | Tony Bennett                                     | Tony Bennett                                     | Tony Bennett                                     | Tony Bennett                                     | Tony Bennett                                     | Tony Bennett                                     | Tony Bennett                                     | Tony Bennett                                     | Tony Bennett                                     | Tony Bennett                                     | Tony Bennett                                     | Tony Bennett                                     | Tony Bennett                                     | Tony Bennett                                     | Tony Bennett                                     | Tony Bennett                                     | Tony Bennett                                     | Tony Bennett                                     | Tony Bennett                                     | Tony Bennett                                     | Tony Bennett                                     | Tony Bennett                                     | Tony Bennett                                     | Tony Bennett                                     | Tony Bennett                                     | Tony Bennett                                     | Tony Bennett                                     | Tony Bennett                                     | Tony Bennett                                     | Tony Bennett                                     | Tony Bennett                                     | Tony Bennett                                     | Tony Bennett                                     | Tony Bennett                                     | Tony Bennett                                     | Tony Bennett                                     | Tony Bennett                                     | Tony Bennett                                     | Tony Bennett                                     | Tony Bennett                                     | Tony Bennett                                     | Tony Bennett                                     | Tony Bennett                                     | Tony Bennett                                     | Tony Bennett                                     | Tony Bennett                                     | Tony Bennett                                     | Tony Bennett                                     | 5            | 5            | 5            | 5            | 5            | 5            | 5            | 5            | 5            | 5            | 5            | 5            | 5            | 5            | 5            | 5            | 5            | 5            | 5            | 5            | 5            | 5            | 5            | 5            | 5            | 5            | 5            | 5            | 5            | 5            | 5            | 5            | 5            | 5            | 5            | 5            | 5            | 5            | 5            | 5            | 5            | 5            | 5            | 5            | 5            | 5            | 5            | 5            | 5            | 5            | 5            | 5            | 5            | 5            | 5            | 5            | 5            | 5            | 5            | 5            | 5            | 5            | 5            | 5            | 5            | 5            | 5            | 5            | 5            | 5            | 5            | 5            | 5            | 5            | 5            | 5            | 5            | 5            | 5            | 5            | 5            | 5            | 5            | 5            | 5            | 5            | 5            | 5            | 5            | 5            | 5            | 5            | 5            | 5            | 5            | 5            | 5            | 5            | 5            | 5            | Sikker                        | Sikker                        | Sikker                        | Sikker                        | Sikker                        | Sikker                        | Sikker                        | Sikker                        | Sikker                        | Sikker                        | Sikker                        | Sikker                        | Sikker                        | Sikker                        | Sikker                        | Sikker                        | Sikker                        | Sikker                        | Sikker                        | Sikker                        | Sikker                        | Sikker                        | Sikker                        | Sikker                        | Sikker                        | Sikker                        | Sikker                        | Sikker                        | Sikker                        | Sikker                        | Sikker                        | Sikker                        | Sikker                        | Sikker                        | Sikker                        | Sikker                        | Sikker                        | Sikker                        | Sikker                        | Sikker                        | Sikker                        | Sikker                        | Sikker                        | Sikker                        | Sikker                        | Sikker                        | Sikker                        | Sikker                        | Sikker                        | Sikker                        | Sikker                        | Sikker                        | Sikker                        | Sikker                        | Sikker                        | Sikker                        | Sikker                        | Sikker                        | Sikker                        | Sikker                        | Sikker                        | Sikker                        | Sikker                        | Sikker                        | Sikker                        | Sikker                        | Sikker                        | Sikker                        | Sikker                        | Sikker                        | Sikker                        | Sikker                        | Sikker                        | Sikker                        | Sikker                        | Sikker                        | Sikker                        | Sikker                        | Sikker                        | Sikker                        | Sikker                        | Sikker                        | Sikker                        | Sikker                        | Sikker                        | Sikker                        | Sikker                        | Sikker                        | Sikker                        | Sikker                        | Sikker                        | Sikker                        | Sikker                        | Sikker                        | Sikker                        | Sikker                        | Sikker                        | Sikker                        | Sikker                        | Sikker                        |
| Top 8               | Top 8               | Top 8               | Top 8               | Top 8               | Top 8               | Top 8               | Top 8               | Top 8               | Top 8               | Top 8               | Top 8               | Top 8               | Top 8               | Top 8               | Top 8               | Top 8               | Top 8               | Top 8               | Top 8               | Top 8               | Top 8               | Top 8               | Top 8               | Top 8               | Top 8               | Top 8               | Top 8               | Top 8               | Top 8               | Top 8               | Top 8               | Top 8               | Top 8               | Top 8               | Top 8               | Top 8               | Top 8               | Top 8               | Top 8               | Top 8               | Top 8               | Top 8               | Top 8               | Top 8               | Top 8               | Top 8               | Top 8               | Top 8               | Top 8               | Top 8               | Top 8               | Top 8               | Top 8               | Top 8               | Top 8               | Top 8               | Top 8               | Top 8               | Top 8               | Top 8               | Top 8               | Top 8               | Top 8               | Top 8               | Top 8               | Top 8               | Top 8               | Top 8               | Top 8               | Top 8               | Top 8               | Top 8               | Top 8               | Top 8               | Top 8               | Top 8               | Top 8               | Top 8               | Top 8               | Top 8               | Top 8               | Top 8               | Top 8               | Top 8               | Top 8               | Top 8               | Top 8               | Top 8               | Top 8               | Top 8               | Top 8               | Top 8               | Top 8               | Top 8               | Top 8               | Top 8               | Top 8               | Top 8               | Top 8               | Latin Amerikansk Musik                                          | Latin Amerikansk Musik                                          | Latin Amerikansk Musik                                          | Latin Amerikansk Musik                                          | Latin Amerikansk Musik                                          | Latin Amerikansk Musik                                          | Latin Amerikansk Musik                                          | Latin Amerikansk Musik                                          | Latin Amerikansk Musik                                          | Latin Amerikansk Musik                                          | Latin Amerikansk Musik                                          | Latin Amerikansk Musik                                          | Latin Amerikansk Musik                                          | Latin Amerikansk Musik                                          | Latin Amerikansk Musik                                          | Latin Amerikansk Musik                                          | Latin Amerikansk Musik                                          | Latin Amerikansk Musik                                          | Latin Amerikansk Musik                                          | Latin Amerikansk Musik                                          | Latin Amerikansk Musik                                          | Latin Amerikansk Musik                                          | Latin Amerikansk Musik                                          | Latin Amerikansk Musik                                          | Latin Amerikansk Musik                                          | Latin Amerikansk Musik                                          | Latin Amerikansk Musik                                          | Latin Amerikansk Musik                                          | Latin Amerikansk Musik                                          | Latin Amerikansk Musik                                          | Latin Amerikansk Musik                                          | Latin Amerikansk Musik                                          | Latin Amerikansk Musik                                          | Latin Amerikansk Musik                                          | Latin Amerikansk Musik                                          | Latin Amerikansk Musik                                          | Latin Amerikansk Musik                                          | Latin Amerikansk Musik                                          | Latin Amerikansk Musik                                          | Latin Amerikansk Musik                                          | Latin Amerikansk Musik                                          | Latin Amerikansk Musik                                          | Latin Amerikansk Musik                                          | Latin Amerikansk Musik                                          | Latin Amerikansk Musik                                          | Latin Amerikansk Musik                                          | Latin Amerikansk Musik                                          | Latin Amerikansk Musik                                          | Latin Amerikansk Musik                                          | Latin Amerikansk Musik                                          | Latin Amerikansk Musik                                          | Latin Amerikansk Musik                                          | Latin Amerikansk Musik                                          | Latin Amerikansk Musik                                          | Latin Amerikansk Musik                                          | Latin Amerikansk Musik                                          | Latin Amerikansk Musik                                          | Latin Amerikansk Musik                                          | Latin Amerikansk Musik                                          | Latin Amerikansk Musik                                          | Latin Amerikansk Musik                                          | Latin Amerikansk Musik                                          | Latin Amerikansk Musik                                          | Latin Amerikansk Musik                                          | Latin Amerikansk Musik                                          | Latin Amerikansk Musik                                          | Latin Amerikansk Musik                                          | Latin Amerikansk Musik                                          | Latin Amerikansk Musik                                          | Latin Amerikansk Musik                                          | Latin Amerikansk Musik                                          | Latin Amerikansk Musik                                          | Latin Amerikansk Musik                                          | Latin Amerikansk Musik                                          | Latin Amerikansk Musik                                          | Latin Amerikansk Musik                                          | Latin Amerikansk Musik                                          | Latin Amerikansk Musik                                          | Latin Amerikansk Musik                                          | Latin Amerikansk Musik                                          | Latin Amerikansk Musik                                          | Latin Amerikansk Musik                                          | Latin Amerikansk Musik                                          | Latin Amerikansk Musik                                          | Latin Amerikansk Musik                                          | Latin Amerikansk Musik                                          | Latin Amerikansk Musik                                          | Latin Amerikansk Musik                                          | Latin Amerikansk Musik                                          | Latin Amerikansk Musik                                          | Latin Amerikansk Musik                                          | Latin Amerikansk Musik                                          | Latin Amerikansk Musik                                          | Latin Amerikansk Musik                                          | Latin Amerikansk Musik                                          | Latin Amerikansk Musik                                          | Latin Amerikansk Musik                                          | Latin Amerikansk Musik                                          | Latin Amerikansk Musik                                          | Latin Amerikansk Musik                                          | "Rhythm Is Gonna Get You"                                                 | "Rhythm Is Gonna Get You"                                                 | "Rhythm Is Gonna Get You"                                                 | "Rhythm Is Gonna Get You"                                                 | "Rhythm Is Gonna Get You"                                                 | "Rhythm Is Gonna Get You"                                                 | "Rhythm Is Gonna Get You"                                                 | "Rhythm Is Gonna Get You"                                                 | "Rhythm Is Gonna Get You"                                                 | "Rhythm Is Gonna Get You"                                                 | "Rhythm Is Gonna Get You"                                                 | "Rhythm Is Gonna Get You"                                                 | "Rhythm Is Gonna Get You"                                                 | "Rhythm Is Gonna Get You"                                                 | "Rhythm Is Gonna Get You"                                                 | "Rhythm Is Gonna Get You"                                                 | "Rhythm Is Gonna Get You"                                                 | "Rhythm Is Gonna Get You"                                                 | "Rhythm Is Gonna Get You"                                                 | "Rhythm Is Gonna Get You"                                                 | "Rhythm Is Gonna Get You"                                                 | "Rhythm Is Gonna Get You"                                                 | "Rhythm Is Gonna Get You"                                                 | "Rhythm Is Gonna Get You"                                                 | "Rhythm Is Gonna Get You"                                                 | "Rhythm Is Gonna Get You"                                                 | "Rhythm Is Gonna Get You"                                                 | "Rhythm Is Gonna Get You"                                                 | "Rhythm Is Gonna Get You"                                                 | "Rhythm Is Gonna Get You"                                                 | "Rhythm Is Gonna Get You"                                                 | "Rhythm Is Gonna Get You"                                                 | "Rhythm Is Gonna Get You"                                                 | "Rhythm Is Gonna Get You"                                                 | "Rhythm Is Gonna Get You"                                                 | "Rhythm Is Gonna Get You"                                                 | "Rhythm Is Gonna Get You"                                                 | "Rhythm Is Gonna Get You"                                                 | "Rhythm Is Gonna Get You"                                                 | "Rhythm Is Gonna Get You"                                                 | "Rhythm Is Gonna Get You"                                                 | "Rhythm Is Gonna Get You"                                                 | "Rhythm Is Gonna Get You"                                                 | "Rhythm Is Gonna Get You"                                                 | "Rhythm Is Gonna Get You"                                                 | "Rhythm Is Gonna Get You"                                                 | "Rhythm Is Gonna Get You"                                                 | "Rhythm Is Gonna Get You"                                                 | "Rhythm Is Gonna Get You"                                                 | "Rhythm Is Gonna Get You"                                                 | "Rhythm Is Gonna Get You"                                                 | "Rhythm Is Gonna Get You"                                                 | "Rhythm Is Gonna Get You"                                                 | "Rhythm Is Gonna Get You"                                                 | "Rhythm Is Gonna Get You"                                                 | "Rhythm Is Gonna Get You"                                                 | "Rhythm Is Gonna Get You"                                                 | "Rhythm Is Gonna Get You"                                                 | "Rhythm Is Gonna Get You"                                                 | "Rhythm Is Gonna Get You"                                                 | "Rhythm Is Gonna Get You"                                                 | "Rhythm Is Gonna Get You"                                                 | "Rhythm Is Gonna Get You"                                                 | "Rhythm Is Gonna Get You"                                                 | "Rhythm Is Gonna Get You"                                                 | "Rhythm Is Gonna Get You"                                                 | "Rhythm Is Gonna Get You"                                                 | "Rhythm Is Gonna Get You"                                                 | "Rhythm Is Gonna Get You"                                                 | "Rhythm Is Gonna Get You"                                                 | "Rhythm Is Gonna Get You"                                                 | "Rhythm Is Gonna Get You"                                                 | "Rhythm Is Gonna Get You"                                                 | "Rhythm Is Gonna Get You"                                                 | "Rhythm Is Gonna Get You"                                                 | "Rhythm Is Gonna Get You"                                                 | "Rhythm Is Gonna Get You"                                                 | "Rhythm Is Gonna Get You"                                                 | "Rhythm Is Gonna Get You"                                                 | "Rhythm Is Gonna Get You"                                                 | "Rhythm Is Gonna Get You"                                                 | "Rhythm Is Gonna Get You"                                                 | "Rhythm Is Gonna Get You"                                                 | "Rhythm Is Gonna Get You"                                                 | "Rhythm Is Gonna Get You"                                                 | "Rhythm Is Gonna Get You"                                                 | "Rhythm Is Gonna Get You"                                                 | "Rhythm Is Gonna Get You"                                                 | "Rhythm Is Gonna Get You"                                                 | "Rhythm Is Gonna Get You"                                                 | "Rhythm Is Gonna Get You"                                                 | "Rhythm Is Gonna Get You"                                                 | "Rhythm Is Gonna Get You"                                                 | "Rhythm Is Gonna Get You"                                                 | "Rhythm Is Gonna Get You"                                                 | "Rhythm Is Gonna Get You"                                                 | "Rhythm Is Gonna Get You"                                                 | "Rhythm Is Gonna Get You"                                                 | "Rhythm Is Gonna Get You"                                                 | "Rhythm Is Gonna Get You"                                                 | Gloria Estefan                                   | Gloria Estefan                                   | Gloria Estefan                                   | Gloria Estefan                                   | Gloria Estefan                                   | Gloria Estefan                                   | Gloria Estefan                                   | Gloria Estefan                                   | Gloria Estefan                                   | Gloria Estefan                                   | Gloria Estefan                                   | Gloria Estefan                                   | Gloria Estefan                                   | Gloria Estefan                                   | Gloria Estefan                                   | Gloria Estefan                                   | Gloria Estefan                                   | Gloria Estefan                                   | Gloria Estefan                                   | Gloria Estefan                                   | Gloria Estefan                                   | Gloria Estefan                                   | Gloria Estefan                                   | Gloria Estefan                                   | Gloria Estefan                                   | Gloria Estefan                                   | Gloria Estefan                                   | Gloria Estefan                                   | Gloria Estefan                                   | Gloria Estefan                                   | Gloria Estefan                                   | Gloria Estefan                                   | Gloria Estefan                                   | Gloria Estefan                                   | Gloria Estefan                                   | Gloria Estefan                                   | Gloria Estefan                                   | Gloria Estefan                                   | Gloria Estefan                                   | Gloria Estefan                                   | Gloria Estefan                                   | Gloria Estefan                                   | Gloria Estefan                                   | Gloria Estefan                                   | Gloria Estefan                                   | Gloria Estefan                                   | Gloria Estefan                                   | Gloria Estefan                                   | Gloria Estefan                                   | Gloria Estefan                                   | Gloria Estefan                                   | Gloria Estefan                                   | Gloria Estefan                                   | Gloria Estefan                                   | Gloria Estefan                                   | Gloria Estefan                                   | Gloria Estefan                                   | Gloria Estefan                                   | Gloria Estefan                                   | Gloria Estefan                                   | Gloria Estefan                                   | Gloria Estefan                                   | Gloria Estefan                                   | Gloria Estefan                                   | Gloria Estefan                                   | Gloria Estefan                                   | Gloria Estefan                                   | Gloria Estefan                                   | Gloria Estefan                                   | Gloria Estefan                                   | Gloria Estefan                                   | Gloria Estefan                                   | Gloria Estefan                                   | Gloria Estefan                                   | Gloria Estefan                                   | Gloria Estefan                                   | Gloria Estefan                                   | Gloria Estefan                                   | Gloria Estefan                                   | Gloria Estefan                                   | Gloria Estefan                                   | Gloria Estefan                                   | Gloria Estefan                                   | Gloria Estefan                                   | Gloria Estefan                                   | Gloria Estefan                                   | Gloria Estefan                                   | Gloria Estefan                                   | Gloria Estefan                                   | Gloria Estefan                                   | Gloria Estefan                                   | Gloria Estefan                                   | Gloria Estefan                                   | Gloria Estefan                                   | Gloria Estefan                                   | Gloria Estefan                                   | Gloria Estefan                                   | Gloria Estefan                                   | Gloria Estefan                                   | Gloria Estefan                                   | 6            | 6            | 6            | 6            | 6            | 6            | 6            | 6            | 6            | 6            | 6            | 6            | 6            | 6            | 6            | 6            | 6            | 6            | 6            | 6            | 6            | 6            | 6            | 6            | 6            | 6            | 6            | 6            | 6            | 6            | 6            | 6            | 6            | 6            | 6            | 6            | 6            | 6            | 6            | 6            | 6            | 6            | 6            | 6            | 6            | 6            | 6            | 6            | 6            | 6            | 6            | 6            | 6            | 6            | 6            | 6            | 6            | 6            | 6            | 6            | 6            | 6            | 6            | 6            | 6            | 6            | 6            | 6            | 6            | 6            | 6            | 6            | 6            | 6            | 6            | 6            | 6            | 6            | 6            | 6            | 6            | 6            | 6            | 6            | 6            | 6            | 6            | 6            | 6            | 6            | 6            | 6            | 6            | 6            | 6            | 6            | 6            | 6            | 6            | 6            | Sikker                        | Sikker                        | Sikker                        | Sikker                        | Sikker                        | Sikker                        | Sikker                        | Sikker                        | Sikker                        | Sikker                        | Sikker                        | Sikker                        | Sikker                        | Sikker                        | Sikker                        | Sikker                        | Sikker                        | Sikker                        | Sikker                        | Sikker                        | Sikker                        | Sikker                        | Sikker                        | Sikker                        | Sikker                        | Sikker                        | Sikker                        | Sikker                        | Sikker                        | Sikker                        | Sikker                        | Sikker                        | Sikker                        | Sikker                        | Sikker                        | Sikker                        | Sikker                        | Sikker                        | Sikker                        | Sikker                        | Sikker                        | Sikker                        | Sikker                        | Sikker                        | Sikker                        | Sikker                        | Sikker                        | Sikker                        | Sikker                        | Sikker                        | Sikker                        | Sikker                        | Sikker                        | Sikker                        | Sikker                        | Sikker                        | Sikker                        | Sikker                        | Sikker                        | Sikker                        | Sikker                        | Sikker                        | Sikker                        | Sikker                        | Sikker                        | Sikker                        | Sikker                        | Sikker                        | Sikker                        | Sikker                        | Sikker                        | Sikker                        | Sikker                        | Sikker                        | Sikker                        | Sikker                        | Sikker                        | Sikker                        | Sikker                        | Sikker                        | Sikker                        | Sikker                        | Sikker                        | Sikker                        | Sikker                        | Sikker                        | Sikker                        | Sikker                        | Sikker                        | Sikker                        | Sikker                        | Sikker                        | Sikker                        | Sikker                        | Sikker                        | Sikker                        | Sikker                        | Sikker                        | Sikker                        | Sikker                        |
| Top 7               | Top 7               | Top 7               | Top 7               | Top 7               | Top 7               | Top 7               | Top 7               | Top 7               | Top 7               | Top 7               | Top 7               | Top 7               | Top 7               | Top 7               | Top 7               | Top 7               | Top 7               | Top 7               | Top 7               | Top 7               | Top 7               | Top 7               | Top 7               | Top 7               | Top 7               | Top 7               | Top 7               | Top 7               | Top 7               | Top 7               | Top 7               | Top 7               | Top 7               | Top 7               | Top 7               | Top 7               | Top 7               | Top 7               | Top 7               | Top 7               | Top 7               | Top 7               | Top 7               | Top 7               | Top 7               | Top 7               | Top 7               | Top 7               | Top 7               | Top 7               | Top 7               | Top 7               | Top 7               | Top 7               | Top 7               | Top 7               | Top 7               | Top 7               | Top 7               | Top 7               | Top 7               | Top 7               | Top 7               | Top 7               | Top 7               | Top 7               | Top 7               | Top 7               | Top 7               | Top 7               | Top 7               | Top 7               | Top 7               | Top 7               | Top 7               | Top 7               | Top 7               | Top 7               | Top 7               | Top 7               | Top 7               | Top 7               | Top 7               | Top 7               | Top 7               | Top 7               | Top 7               | Top 7               | Top 7               | Top 7               | Top 7               | Top 7               | Top 7               | Top 7               | Top 7               | Top 7               | Top 7               | Top 7               | Top 7               | Country                                                         | Country                                                         | Country                                                         | Country                                                         | Country                                                         | Country                                                         | Country                                                         | Country                                                         | Country                                                         | Country                                                         | Country                                                         | Country                                                         | Country                                                         | Country                                                         | Country                                                         | Country                                                         | Country                                                         | Country                                                         | Country                                                         | Country                                                         | Country                                                         | Country                                                         | Country                                                         | Country                                                         | Country                                                         | Country                                                         | Country                                                         | Country                                                         | Country                                                         | Country                                                         | Country                                                         | Country                                                         | Country                                                         | Country                                                         | Country                                                         | Country                                                         | Country                                                         | Country                                                         | Country                                                         | Country                                                         | Country                                                         | Country                                                         | Country                                                         | Country                                                         | Country                                                         | Country                                                         | Country                                                         | Country                                                         | Country                                                         | Country                                                         | Country                                                         | Country                                                         | Country                                                         | Country                                                         | Country                                                         | Country                                                         | Country                                                         | Country                                                         | Country                                                         | Country                                                         | Country                                                         | Country                                                         | Country                                                         | Country                                                         | Country                                                         | Country                                                         | Country                                                         | Country                                                         | Country                                                         | Country                                                         | Country                                                         | Country                                                         | Country                                                         | Country                                                         | Country                                                         | Country                                                         | Country                                                         | Country                                                         | Country                                                         | Country                                                         | Country                                                         | Country                                                         | Country                                                         | Country                                                         | Country                                                         | Country                                                         | Country                                                         | Country                                                         | Country                                                         | Country                                                         | Country                                                         | Country                                                         | Country                                                         | Country                                                         | Country                                                         | Country                                                         | Country                                                         | Country                                                         | Country                                                         | Country                                                         | "A Broken Wing"                                                           | "A Broken Wing"                                                           | "A Broken Wing"                                                           | "A Broken Wing"                                                           | "A Broken Wing"                                                           | "A Broken Wing"                                                           | "A Broken Wing"                                                           | "A Broken Wing"                                                           | "A Broken Wing"                                                           | "A Broken Wing"                                                           | "A Broken Wing"                                                           | "A Broken Wing"                                                           | "A Broken Wing"                                                           | "A Broken Wing"                                                           | "A Broken Wing"                                                           | "A Broken Wing"                                                           | "A Broken Wing"                                                           | "A Broken Wing"                                                           | "A Broken Wing"                                                           | "A Broken Wing"                                                           | "A Broken Wing"                                                           | "A Broken Wing"                                                           | "A Broken Wing"                                                           | "A Broken Wing"                                                           | "A Broken Wing"                                                           | "A Broken Wing"                                                           | "A Broken Wing"                                                           | "A Broken Wing"                                                           | "A Broken Wing"                                                           | "A Broken Wing"                                                           | "A Broken Wing"                                                           | "A Broken Wing"                                                           | "A Broken Wing"                                                           | "A Broken Wing"                                                           | "A Broken Wing"                                                           | "A Broken Wing"                                                           | "A Broken Wing"                                                           | "A Broken Wing"                                                           | "A Broken Wing"                                                           | "A Broken Wing"                                                           | "A Broken Wing"                                                           | "A Broken Wing"                                                           | "A Broken Wing"                                                           | "A Broken Wing"                                                           | "A Broken Wing"                                                           | "A Broken Wing"                                                           | "A Broken Wing"                                                           | "A Broken Wing"                                                           | "A Broken Wing"                                                           | "A Broken Wing"                                                           | "A Broken Wing"                                                           | "A Broken Wing"                                                           | "A Broken Wing"                                                           | "A Broken Wing"                                                           | "A Broken Wing"                                                           | "A Broken Wing"                                                           | "A Broken Wing"                                                           | "A Broken Wing"                                                           | "A Broken Wing"                                                           | "A Broken Wing"                                                           | "A Broken Wing"                                                           | "A Broken Wing"                                                           | "A Broken Wing"                                                           | "A Broken Wing"                                                           | "A Broken Wing"                                                           | "A Broken Wing"                                                           | "A Broken Wing"                                                           | "A Broken Wing"                                                           | "A Broken Wing"                                                           | "A Broken Wing"                                                           | "A Broken Wing"                                                           | "A Broken Wing"                                                           | "A Broken Wing"                                                           | "A Broken Wing"                                                           | "A Broken Wing"                                                           | "A Broken Wing"                                                           | "A Broken Wing"                                                           | "A Broken Wing"                                                           | "A Broken Wing"                                                           | "A Broken Wing"                                                           | "A Broken Wing"                                                           | "A Broken Wing"                                                           | "A Broken Wing"                                                           | "A Broken Wing"                                                           | "A Broken Wing"                                                           | "A Broken Wing"                                                           | "A Broken Wing"                                                           | "A Broken Wing"                                                           | "A Broken Wing"                                                           | "A Broken Wing"                                                           | "A Broken Wing"                                                           | "A Broken Wing"                                                           | "A Broken Wing"                                                           | "A Broken Wing"                                                           | "A Broken Wing"                                                           | "A Broken Wing"                                                           | "A Broken Wing"                                                           | "A Broken Wing"                                                           | "A Broken Wing"                                                           | "A Broken Wing"                                                           | Martina McBride                                  | Martina McBride                                  | Martina McBride                                  | Martina McBride                                  | Martina McBride                                  | Martina McBride                                  | Martina McBride                                  | Martina McBride                                  | Martina McBride                                  | Martina McBride                                  | Martina McBride                                  | Martina McBride                                  | Martina McBride                                  | Martina McBride                                  | Martina McBride                                  | Martina McBride                                  | Martina McBride                                  | Martina McBride                                  | Martina McBride                                  | Martina McBride                                  | Martina McBride                                  | Martina McBride                                  | Martina McBride                                  | Martina McBride                                  | Martina McBride                                  | Martina McBride                                  | Martina McBride                                  | Martina McBride                                  | Martina McBride                                  | Martina McBride                                  | Martina McBride                                  | Martina McBride                                  | Martina McBride                                  | Martina McBride                                  | Martina McBride                                  | Martina McBride                                  | Martina McBride                                  | Martina McBride                                  | Martina McBride                                  | Martina McBride                                  | Martina McBride                                  | Martina McBride                                  | Martina McBride                                  | Martina McBride                                  | Martina McBride                                  | Martina McBride                                  | Martina McBride                                  | Martina McBride                                  | Martina McBride                                  | Martina McBride                                  | Martina McBride                                  | Martina McBride                                  | Martina McBride                                  | Martina McBride                                  | Martina McBride                                  | Martina McBride                                  | Martina McBride                                  | Martina McBride                                  | Martina McBride                                  | Martina McBride                                  | Martina McBride                                  | Martina McBride                                  | Martina McBride                                  | Martina McBride                                  | Martina McBride                                  | Martina McBride                                  | Martina McBride                                  | Martina McBride                                  | Martina McBride                                  | Martina McBride                                  | Martina McBride                                  | Martina McBride                                  | Martina McBride                                  | Martina McBride                                  | Martina McBride                                  | Martina McBride                                  | Martina McBride                                  | Martina McBride                                  | Martina McBride                                  | Martina McBride                                  | Martina McBride                                  | Martina McBride                                  | Martina McBride                                  | Martina McBride                                  | Martina McBride                                  | Martina McBride                                  | Martina McBride                                  | Martina McBride                                  | Martina McBride                                  | Martina McBride                                  | Martina McBride                                  | Martina McBride                                  | Martina McBride                                  | Martina McBride                                  | Martina McBride                                  | Martina McBride                                  | Martina McBride                                  | Martina McBride                                  | Martina McBride                                  | Martina McBride                                  | 2            | 2            | 2            | 2            | 2            | 2            | 2            | 2            | 2            | 2            | 2            | 2            | 2            | 2            | 2            | 2            | 2            | 2            | 2            | 2            | 2            | 2            | 2            | 2            | 2            | 2            | 2            | 2            | 2            | 2            | 2            | 2            | 2            | 2            | 2            | 2            | 2            | 2            | 2            | 2            | 2            | 2            | 2            | 2            | 2            | 2            | 2            | 2            | 2            | 2            | 2            | 2            | 2            | 2            | 2            | 2            | 2            | 2            | 2            | 2            | 2            | 2            | 2            | 2            | 2            | 2            | 2            | 2            | 2            | 2            | 2            | 2            | 2            | 2            | 2            | 2            | 2            | 2            | 2            | 2            | 2            | 2            | 2            | 2            | 2            | 2            | 2            | 2            | 2            | 2            | 2            | 2            | 2            | 2            | 2            | 2            | 2            | 2            | 2            | 2            | Sikker                        | Sikker                        | Sikker                        | Sikker                        | Sikker                        | Sikker                        | Sikker                        | Sikker                        | Sikker                        | Sikker                        | Sikker                        | Sikker                        | Sikker                        | Sikker                        | Sikker                        | Sikker                        | Sikker                        | Sikker                        | Sikker                        | Sikker                        | Sikker                        | Sikker                        | Sikker                        | Sikker                        | Sikker                        | Sikker                        | Sikker                        | Sikker                        | Sikker                        | Sikker                        | Sikker                        | Sikker                        | Sikker                        | Sikker                        | Sikker                        | Sikker                        | Sikker                        | Sikker                        | Sikker                        | Sikker                        | Sikker                        | Sikker                        | Sikker                        | Sikker                        | Sikker                        | Sikker                        | Sikker                        | Sikker                        | Sikker                        | Sikker                        | Sikker                        | Sikker                        | Sikker                        | Sikker                        | Sikker                        | Sikker                        | Sikker                        | Sikker                        | Sikker                        | Sikker                        | Sikker                        | Sikker                        | Sikker                        | Sikker                        | Sikker                        | Sikker                        | Sikker                        | Sikker                        | Sikker                        | Sikker                        | Sikker                        | Sikker                        | Sikker                        | Sikker                        | Sikker                        | Sikker                        | Sikker                        | Sikker                        | Sikker                        | Sikker                        | Sikker                        | Sikker                        | Sikker                        | Sikker                        | Sikker                        | Sikker                        | Sikker                        | Sikker                        | Sikker                        | Sikker                        | Sikker                        | Sikker                        | Sikker                        | Sikker                        | Sikker                        | Sikker                        | Sikker                        | Sikker                        | Sikker                        | Sikker                        |
| Top 6               | Top 6               | Top 6               | Top 6               | Top 6               | Top 6               | Top 6               | Top 6               | Top 6               | Top 6               | Top 6               | Top 6               | Top 6               | Top 6               | Top 6               | Top 6               | Top 6               | Top 6               | Top 6               | Top 6               | Top 6               | Top 6               | Top 6               | Top 6               | Top 6               | Top 6               | Top 6               | Top 6               | Top 6               | Top 6               | Top 6               | Top 6               | Top 6               | Top 6               | Top 6               | Top 6               | Top 6               | Top 6               | Top 6               | Top 6               | Top 6               | Top 6               | Top 6               | Top 6               | Top 6               | Top 6               | Top 6               | Top 6               | Top 6               | Top 6               | Top 6               | Top 6               | Top 6               | Top 6               | Top 6               | Top 6               | Top 6               | Top 6               | Top 6               | Top 6               | Top 6               | Top 6               | Top 6               | Top 6               | Top 6               | Top 6               | Top 6               | Top 6               | Top 6               | Top 6               | Top 6               | Top 6               | Top 6               | Top 6               | Top 6               | Top 6               | Top 6               | Top 6               | Top 6               | Top 6               | Top 6               | Top 6               | Top 6               | Top 6               | Top 6               | Top 6               | Top 6               | Top 6               | Top 6               | Top 6               | Top 6               | Top 6               | Top 6               | Top 6               | Top 6               | Top 6               | Top 6               | Top 6               | Top 6               | Top 6               | Inspiration                                                     | Inspiration                                                     | Inspiration                                                     | Inspiration                                                     | Inspiration                                                     | Inspiration                                                     | Inspiration                                                     | Inspiration                                                     | Inspiration                                                     | Inspiration                                                     | Inspiration                                                     | Inspiration                                                     | Inspiration                                                     | Inspiration                                                     | Inspiration                                                     | Inspiration                                                     | Inspiration                                                     | Inspiration                                                     | Inspiration                                                     | Inspiration                                                     | Inspiration                                                     | Inspiration                                                     | Inspiration                                                     | Inspiration                                                     | Inspiration                                                     | Inspiration                                                     | Inspiration                                                     | Inspiration                                                     | Inspiration                                                     | Inspiration                                                     | Inspiration                                                     | Inspiration                                                     | Inspiration                                                     | Inspiration                                                     | Inspiration                                                     | Inspiration                                                     | Inspiration                                                     | Inspiration                                                     | Inspiration                                                     | Inspiration                                                     | Inspiration                                                     | Inspiration                                                     | Inspiration                                                     | Inspiration                                                     | Inspiration                                                     | Inspiration                                                     | Inspiration                                                     | Inspiration                                                     | Inspiration                                                     | Inspiration                                                     | Inspiration                                                     | Inspiration                                                     | Inspiration                                                     | Inspiration                                                     | Inspiration                                                     | Inspiration                                                     | Inspiration                                                     | Inspiration                                                     | Inspiration                                                     | Inspiration                                                     | Inspiration                                                     | Inspiration                                                     | Inspiration                                                     | Inspiration                                                     | Inspiration                                                     | Inspiration                                                     | Inspiration                                                     | Inspiration                                                     | Inspiration                                                     | Inspiration                                                     | Inspiration                                                     | Inspiration                                                     | Inspiration                                                     | Inspiration                                                     | Inspiration                                                     | Inspiration                                                     | Inspiration                                                     | Inspiration                                                     | Inspiration                                                     | Inspiration                                                     | Inspiration                                                     | Inspiration                                                     | Inspiration                                                     | Inspiration                                                     | Inspiration                                                     | Inspiration                                                     | Inspiration                                                     | Inspiration                                                     | Inspiration                                                     | Inspiration                                                     | Inspiration                                                     | Inspiration                                                     | Inspiration                                                     | Inspiration                                                     | Inspiration                                                     | Inspiration                                                     | Inspiration                                                     | Inspiration                                                     | Inspiration                                                     | Inspiration                                                     | " You'll Never Walk Alone"                                                | " You'll Never Walk Alone"                                                | " You'll Never Walk Alone"                                                | " You'll Never Walk Alone"                                                | " You'll Never Walk Alone"                                                | " You'll Never Walk Alone"                                                | " You'll Never Walk Alone"                                                | " You'll Never Walk Alone"                                                | " You'll Never Walk Alone"                                                | " You'll Never Walk Alone"                                                | " You'll Never Walk Alone"                                                | " You'll Never Walk Alone"                                                | " You'll Never Walk Alone"                                                | " You'll Never Walk Alone"                                                | " You'll Never Walk Alone"                                                | " You'll Never Walk Alone"                                                | " You'll Never Walk Alone"                                                | " You'll Never Walk Alone"                                                | " You'll Never Walk Alone"                                                | " You'll Never Walk Alone"                                                | " You'll Never Walk Alone"                                                | " You'll Never Walk Alone"                                                | " You'll Never Walk Alone"                                                | " You'll Never Walk Alone"                                                | " You'll Never Walk Alone"                                                | " You'll Never Walk Alone"                                                | " You'll Never Walk Alone"                                                | " You'll Never Walk Alone"                                                | " You'll Never Walk Alone"                                                | " You'll Never Walk Alone"                                                | " You'll Never Walk Alone"                                                | " You'll Never Walk Alone"                                                | " You'll Never Walk Alone"                                                | " You'll Never Walk Alone"                                                | " You'll Never Walk Alone"                                                | " You'll Never Walk Alone"                                                | " You'll Never Walk Alone"                                                | " You'll Never Walk Alone"                                                | " You'll Never Walk Alone"                                                | " You'll Never Walk Alone"                                                | " You'll Never Walk Alone"                                                | " You'll Never Walk Alone"                                                | " You'll Never Walk Alone"                                                | " You'll Never Walk Alone"                                                | " You'll Never Walk Alone"                                                | " You'll Never Walk Alone"                                                | " You'll Never Walk Alone"                                                | " You'll Never Walk Alone"                                                | " You'll Never Walk Alone"                                                | " You'll Never Walk Alone"                                                | " You'll Never Walk Alone"                                                | " You'll Never Walk Alone"                                                | " You'll Never Walk Alone"                                                | " You'll Never Walk Alone"                                                | " You'll Never Walk Alone"                                                | " You'll Never Walk Alone"                                                | " You'll Never Walk Alone"                                                | " You'll Never Walk Alone"                                                | " You'll Never Walk Alone"                                                | " You'll Never Walk Alone"                                                | " You'll Never Walk Alone"                                                | " You'll Never Walk Alone"                                                | " You'll Never Walk Alone"                                                | " You'll Never Walk Alone"                                                | " You'll Never Walk Alone"                                                | " You'll Never Walk Alone"                                                | " You'll Never Walk Alone"                                                | " You'll Never Walk Alone"                                                | " You'll Never Walk Alone"                                                | " You'll Never Walk Alone"                                                | " You'll Never Walk Alone"                                                | " You'll Never Walk Alone"                                                | " You'll Never Walk Alone"                                                | " You'll Never Walk Alone"                                                | " You'll Never Walk Alone"                                                | " You'll Never Walk Alone"                                                | " You'll Never Walk Alone"                                                | " You'll Never Walk Alone"                                                | " You'll Never Walk Alone"                                                | " You'll Never Walk Alone"                                                | " You'll Never Walk Alone"                                                | " You'll Never Walk Alone"                                                | " You'll Never Walk Alone"                                                | " You'll Never Walk Alone"                                                | " You'll Never Walk Alone"                                                | " You'll Never Walk Alone"                                                | " You'll Never Walk Alone"                                                | " You'll Never Walk Alone"                                                | " You'll Never Walk Alone"                                                | " You'll Never Walk Alone"                                                | " You'll Never Walk Alone"                                                | " You'll Never Walk Alone"                                                | " You'll Never Walk Alone"                                                | " You'll Never Walk Alone"                                                | " You'll Never Walk Alone"                                                | " You'll Never Walk Alone"                                                | " You'll Never Walk Alone"                                                | " You'll Never Walk Alone"                                                | " You'll Never Walk Alone"                                                | " You'll Never Walk Alone"                                                | Rodgers and Hammerstein                          | Rodgers and Hammerstein                          | Rodgers and Hammerstein                          | Rodgers and Hammerstein                          | Rodgers and Hammerstein                          | Rodgers and Hammerstein                          | Rodgers and Hammerstein                          | Rodgers and Hammerstein                          | Rodgers and Hammerstein                          | Rodgers and Hammerstein                          | Rodgers and Hammerstein                          | Rodgers and Hammerstein                          | Rodgers and Hammerstein                          | Rodgers and Hammerstein                          | Rodgers and Hammerstein                          | Rodgers and Hammerstein                          | Rodgers and Hammerstein                          | Rodgers and Hammerstein                          | Rodgers and Hammerstein                          | Rodgers and Hammerstein                          | Rodgers and Hammerstein                          | Rodgers and Hammerstein                          | Rodgers and Hammerstein                          | Rodgers and Hammerstein                          | Rodgers and Hammerstein                          | Rodgers and Hammerstein                          | Rodgers and Hammerstein                          | Rodgers and Hammerstein                          | Rodgers and Hammerstein                          | Rodgers and Hammerstein                          | Rodgers and Hammerstein                          | Rodgers and Hammerstein                          | Rodgers and Hammerstein                          | Rodgers and Hammerstein                          | Rodgers and Hammerstein                          | Rodgers and Hammerstein                          | Rodgers and Hammerstein                          | Rodgers and Hammerstein                          | Rodgers and Hammerstein                          | Rodgers and Hammerstein                          | Rodgers and Hammerstein                          | Rodgers and Hammerstein                          | Rodgers and Hammerstein                          | Rodgers and Hammerstein                          | Rodgers and Hammerstein                          | Rodgers and Hammerstein                          | Rodgers and Hammerstein                          | Rodgers and Hammerstein                          | Rodgers and Hammerstein                          | Rodgers and Hammerstein                          | Rodgers and Hammerstein                          | Rodgers and Hammerstein                          | Rodgers and Hammerstein                          | Rodgers and Hammerstein                          | Rodgers and Hammerstein                          | Rodgers and Hammerstein                          | Rodgers and Hammerstein                          | Rodgers and Hammerstein                          | Rodgers and Hammerstein                          | Rodgers and Hammerstein                          | Rodgers and Hammerstein                          | Rodgers and Hammerstein                          | Rodgers and Hammerstein                          | Rodgers and Hammerstein                          | Rodgers and Hammerstein                          | Rodgers and Hammerstein                          | Rodgers and Hammerstein                          | Rodgers and Hammerstein                          | Rodgers and Hammerstein                          | Rodgers and Hammerstein                          | Rodgers and Hammerstein                          | Rodgers and Hammerstein                          | Rodgers and Hammerstein                          | Rodgers and Hammerstein                          | Rodgers and Hammerstein                          | Rodgers and Hammerstein                          | Rodgers and Hammerstein                          | Rodgers and Hammerstein                          | Rodgers and Hammerstein                          | Rodgers and Hammerstein                          | Rodgers and Hammerstein                          | Rodgers and Hammerstein                          | Rodgers and Hammerstein                          | Rodgers and Hammerstein                          | Rodgers and Hammerstein                          | Rodgers and Hammerstein                          | Rodgers and Hammerstein                          | Rodgers and Hammerstein                          | Rodgers and Hammerstein                          | Rodgers and Hammerstein                          | Rodgers and Hammerstein                          | Rodgers and Hammerstein                          | Rodgers and Hammerstein                          | Rodgers and Hammerstein                          | Rodgers and Hammerstein                          | Rodgers and Hammerstein                          | Rodgers and Hammerstein                          | Rodgers and Hammerstein                          | Rodgers and Hammerstein                          | Rodgers and Hammerstein                          | 6            | 6            | 6            | 6            | 6            | 6            | 6            | 6            | 6            | 6            | 6            | 6            | 6            | 6            | 6            | 6            | 6            | 6            | 6            | 6            | 6            | 6            | 6            | 6            | 6            | 6            | 6            | 6            | 6            | 6            | 6            | 6            | 6            | 6            | 6            | 6            | 6            | 6            | 6            | 6            | 6            | 6            | 6            | 6            | 6            | 6            | 6            | 6            | 6            | 6            | 6            | 6            | 6            | 6            | 6            | 6            | 6            | 6            | 6            | 6            | 6            | 6            | 6            | 6            | 6            | 6            | 6            | 6            | 6            | 6            | 6            | 6            | 6            | 6            | 6            | 6            | 6            | 6            | 6            | 6            | 6            | 6            | 6            | 6            | 6            | 6            | 6            | 6            | 6            | 6            | 6            | 6            | 6            | 6            | 6            | 6            | 6            | 6            | 6            | 6            | Sikker Ingen-Eliminations Uge | Sikker Ingen-Eliminations Uge | Sikker Ingen-Eliminations Uge | Sikker Ingen-Eliminations Uge | Sikker Ingen-Eliminations Uge | Sikker Ingen-Eliminations Uge | Sikker Ingen-Eliminations Uge | Sikker Ingen-Eliminations Uge | Sikker Ingen-Eliminations Uge | Sikker Ingen-Eliminations Uge | Sikker Ingen-Eliminations Uge | Sikker Ingen-Eliminations Uge | Sikker Ingen-Eliminations Uge | Sikker Ingen-Eliminations Uge | Sikker Ingen-Eliminations Uge | Sikker Ingen-Eliminations Uge | Sikker Ingen-Eliminations Uge | Sikker Ingen-Eliminations Uge | Sikker Ingen-Eliminations Uge | Sikker Ingen-Eliminations Uge | Sikker Ingen-Eliminations Uge | Sikker Ingen-Eliminations Uge | Sikker Ingen-Eliminations Uge | Sikker Ingen-Eliminations Uge | Sikker Ingen-Eliminations Uge | Sikker Ingen-Eliminations Uge | Sikker Ingen-Eliminations Uge | Sikker Ingen-Eliminations Uge | Sikker Ingen-Eliminations Uge | Sikker Ingen-Eliminations Uge | Sikker Ingen-Eliminations Uge | Sikker Ingen-Eliminations Uge | Sikker Ingen-Eliminations Uge | Sikker Ingen-Eliminations Uge | Sikker Ingen-Eliminations Uge | Sikker Ingen-Eliminations Uge | Sikker Ingen-Eliminations Uge | Sikker Ingen-Eliminations Uge | Sikker Ingen-Eliminations Uge | Sikker Ingen-Eliminations Uge | Sikker Ingen-Eliminations Uge | Sikker Ingen-Eliminations Uge | Sikker Ingen-Eliminations Uge | Sikker Ingen-Eliminations Uge | Sikker Ingen-Eliminations Uge | Sikker Ingen-Eliminations Uge | Sikker Ingen-Eliminations Uge | Sikker Ingen-Eliminations Uge | Sikker Ingen-Eliminations Uge | Sikker Ingen-Eliminations Uge | Sikker Ingen-Eliminations Uge | Sikker Ingen-Eliminations Uge | Sikker Ingen-Eliminations Uge | Sikker Ingen-Eliminations Uge | Sikker Ingen-Eliminations Uge | Sikker Ingen-Eliminations Uge | Sikker Ingen-Eliminations Uge | Sikker Ingen-Eliminations Uge | Sikker Ingen-Eliminations Uge | Sikker Ingen-Eliminations Uge | Sikker Ingen-Eliminations Uge | Sikker Ingen-Eliminations Uge | Sikker Ingen-Eliminations Uge | Sikker Ingen-Eliminations Uge | Sikker Ingen-Eliminations Uge | Sikker Ingen-Eliminations Uge | Sikker Ingen-Eliminations Uge | Sikker Ingen-Eliminations Uge | Sikker Ingen-Eliminations Uge | Sikker Ingen-Eliminations Uge | Sikker Ingen-Eliminations Uge | Sikker Ingen-Eliminations Uge | Sikker Ingen-Eliminations Uge | Sikker Ingen-Eliminations Uge | Sikker Ingen-Eliminations Uge | Sikker Ingen-Eliminations Uge | Sikker Ingen-Eliminations Uge | Sikker Ingen-Eliminations Uge | Sikker Ingen-Eliminations Uge | Sikker Ingen-Eliminations Uge | Sikker Ingen-Eliminations Uge | Sikker Ingen-Eliminations Uge | Sikker Ingen-Eliminations Uge | Sikker Ingen-Eliminations Uge | Sikker Ingen-Eliminations Uge | Sikker Ingen-Eliminations Uge | Sikker Ingen-Eliminations Uge | Sikker Ingen-Eliminations Uge | Sikker Ingen-Eliminations Uge | Sikker Ingen-Eliminations Uge | Sikker Ingen-Eliminations Uge | Sikker Ingen-Eliminations Uge | Sikker Ingen-Eliminations Uge | Sikker Ingen-Eliminations Uge | Sikker Ingen-Eliminations Uge | Sikker Ingen-Eliminations Uge | Sikker Ingen-Eliminations Uge | Sikker Ingen-Eliminations Uge | Sikker Ingen-Eliminations Uge | Sikker Ingen-Eliminations Uge |
| Top 6               | Top 6               | Top 6               | Top 6               | Top 6               | Top 6               | Top 6               | Top 6               | Top 6               | Top 6               | Top 6               | Top 6               | Top 6               | Top 6               | Top 6               | Top 6               | Top 6               | Top 6               | Top 6               | Top 6               | Top 6               | Top 6               | Top 6               | Top 6               | Top 6               | Top 6               | Top 6               | Top 6               | Top 6               | Top 6               | Top 6               | Top 6               | Top 6               | Top 6               | Top 6               | Top 6               | Top 6               | Top 6               | Top 6               | Top 6               | Top 6               | Top 6               | Top 6               | Top 6               | Top 6               | Top 6               | Top 6               | Top 6               | Top 6               | Top 6               | Top 6               | Top 6               | Top 6               | Top 6               | Top 6               | Top 6               | Top 6               | Top 6               | Top 6               | Top 6               | Top 6               | Top 6               | Top 6               | Top 6               | Top 6               | Top 6               | Top 6               | Top 6               | Top 6               | Top 6               | Top 6               | Top 6               | Top 6               | Top 6               | Top 6               | Top 6               | Top 6               | Top 6               | Top 6               | Top 6               | Top 6               | Top 6               | Top 6               | Top 6               | Top 6               | Top 6               | Top 6               | Top 6               | Top 6               | Top 6               | Top 6               | Top 6               | Top 6               | Top 6               | Top 6               | Top 6               | Top 6               | Top 6               | Top 6               | Top 6               | Bon Jovi                                                        | Bon Jovi                                                        | Bon Jovi                                                        | Bon Jovi                                                        | Bon Jovi                                                        | Bon Jovi                                                        | Bon Jovi                                                        | Bon Jovi                                                        | Bon Jovi                                                        | Bon Jovi                                                        | Bon Jovi                                                        | Bon Jovi                                                        | Bon Jovi                                                        | Bon Jovi                                                        | Bon Jovi                                                        | Bon Jovi                                                        | Bon Jovi                                                        | Bon Jovi                                                        | Bon Jovi                                                        | Bon Jovi                                                        | Bon Jovi                                                        | Bon Jovi                                                        | Bon Jovi                                                        | Bon Jovi                                                        | Bon Jovi                                                        | Bon Jovi                                                        | Bon Jovi                                                        | Bon Jovi                                                        | Bon Jovi                                                        | Bon Jovi                                                        | Bon Jovi                                                        | Bon Jovi                                                        | Bon Jovi                                                        | Bon Jovi                                                        | Bon Jovi                                                        | Bon Jovi                                                        | Bon Jovi                                                        | Bon Jovi                                                        | Bon Jovi                                                        | Bon Jovi                                                        | Bon Jovi                                                        | Bon Jovi                                                        | Bon Jovi                                                        | Bon Jovi                                                        | Bon Jovi                                                        | Bon Jovi                                                        | Bon Jovi                                                        | Bon Jovi                                                        | Bon Jovi                                                        | Bon Jovi                                                        | Bon Jovi                                                        | Bon Jovi                                                        | Bon Jovi                                                        | Bon Jovi                                                        | Bon Jovi                                                        | Bon Jovi                                                        | Bon Jovi                                                        | Bon Jovi                                                        | Bon Jovi                                                        | Bon Jovi                                                        | Bon Jovi                                                        | Bon Jovi                                                        | Bon Jovi                                                        | Bon Jovi                                                        | Bon Jovi                                                        | Bon Jovi                                                        | Bon Jovi                                                        | Bon Jovi                                                        | Bon Jovi                                                        | Bon Jovi                                                        | Bon Jovi                                                        | Bon Jovi                                                        | Bon Jovi                                                        | Bon Jovi                                                        | Bon Jovi                                                        | Bon Jovi                                                        | Bon Jovi                                                        | Bon Jovi                                                        | Bon Jovi                                                        | Bon Jovi                                                        | Bon Jovi                                                        | Bon Jovi                                                        | Bon Jovi                                                        | Bon Jovi                                                        | Bon Jovi                                                        | Bon Jovi                                                        | Bon Jovi                                                        | Bon Jovi                                                        | Bon Jovi                                                        | Bon Jovi                                                        | Bon Jovi                                                        | Bon Jovi                                                        | Bon Jovi                                                        | Bon Jovi                                                        | Bon Jovi                                                        | Bon Jovi                                                        | Bon Jovi                                                        | Bon Jovi                                                        | Bon Jovi                                                        | Bon Jovi                                                        | "Livin' on a Prayer"                                                      | "Livin' on a Prayer"                                                      | "Livin' on a Prayer"                                                      | "Livin' on a Prayer"                                                      | "Livin' on a Prayer"                                                      | "Livin' on a Prayer"                                                      | "Livin' on a Prayer"                                                      | "Livin' on a Prayer"                                                      | "Livin' on a Prayer"                                                      | "Livin' on a Prayer"                                                      | "Livin' on a Prayer"                                                      | "Livin' on a Prayer"                                                      | "Livin' on a Prayer"                                                      | "Livin' on a Prayer"                                                      | "Livin' on a Prayer"                                                      | "Livin' on a Prayer"                                                      | "Livin' on a Prayer"                                                      | "Livin' on a Prayer"                                                      | "Livin' on a Prayer"                                                      | "Livin' on a Prayer"                                                      | "Livin' on a Prayer"                                                      | "Livin' on a Prayer"                                                      | "Livin' on a Prayer"                                                      | "Livin' on a Prayer"                                                      | "Livin' on a Prayer"                                                      | "Livin' on a Prayer"                                                      | "Livin' on a Prayer"                                                      | "Livin' on a Prayer"                                                      | "Livin' on a Prayer"                                                      | "Livin' on a Prayer"                                                      | "Livin' on a Prayer"                                                      | "Livin' on a Prayer"                                                      | "Livin' on a Prayer"                                                      | "Livin' on a Prayer"                                                      | "Livin' on a Prayer"                                                      | "Livin' on a Prayer"                                                      | "Livin' on a Prayer"                                                      | "Livin' on a Prayer"                                                      | "Livin' on a Prayer"                                                      | "Livin' on a Prayer"                                                      | "Livin' on a Prayer"                                                      | "Livin' on a Prayer"                                                      | "Livin' on a Prayer"                                                      | "Livin' on a Prayer"                                                      | "Livin' on a Prayer"                                                      | "Livin' on a Prayer"                                                      | "Livin' on a Prayer"                                                      | "Livin' on a Prayer"                                                      | "Livin' on a Prayer"                                                      | "Livin' on a Prayer"                                                      | "Livin' on a Prayer"                                                      | "Livin' on a Prayer"                                                      | "Livin' on a Prayer"                                                      | "Livin' on a Prayer"                                                      | "Livin' on a Prayer"                                                      | "Livin' on a Prayer"                                                      | "Livin' on a Prayer"                                                      | "Livin' on a Prayer"                                                      | "Livin' on a Prayer"                                                      | "Livin' on a Prayer"                                                      | "Livin' on a Prayer"                                                      | "Livin' on a Prayer"                                                      | "Livin' on a Prayer"                                                      | "Livin' on a Prayer"                                                      | "Livin' on a Prayer"                                                      | "Livin' on a Prayer"                                                      | "Livin' on a Prayer"                                                      | "Livin' on a Prayer"                                                      | "Livin' on a Prayer"                                                      | "Livin' on a Prayer"                                                      | "Livin' on a Prayer"                                                      | "Livin' on a Prayer"                                                      | "Livin' on a Prayer"                                                      | "Livin' on a Prayer"                                                      | "Livin' on a Prayer"                                                      | "Livin' on a Prayer"                                                      | "Livin' on a Prayer"                                                      | "Livin' on a Prayer"                                                      | "Livin' on a Prayer"                                                      | "Livin' on a Prayer"                                                      | "Livin' on a Prayer"                                                      | "Livin' on a Prayer"                                                      | "Livin' on a Prayer"                                                      | "Livin' on a Prayer"                                                      | "Livin' on a Prayer"                                                      | "Livin' on a Prayer"                                                      | "Livin' on a Prayer"                                                      | "Livin' on a Prayer"                                                      | "Livin' on a Prayer"                                                      | "Livin' on a Prayer"                                                      | "Livin' on a Prayer"                                                      | "Livin' on a Prayer"                                                      | "Livin' on a Prayer"                                                      | "Livin' on a Prayer"                                                      | "Livin' on a Prayer"                                                      | "Livin' on a Prayer"                                                      | "Livin' on a Prayer"                                                      | "Livin' on a Prayer"                                                      | "Livin' on a Prayer"                                                      | "Livin' on a Prayer"                                                      | Bon Jovi                                         | Bon Jovi                                         | Bon Jovi                                         | Bon Jovi                                         | Bon Jovi                                         | Bon Jovi                                         | Bon Jovi                                         | Bon Jovi                                         | Bon Jovi                                         | Bon Jovi                                         | Bon Jovi                                         | Bon Jovi                                         | Bon Jovi                                         | Bon Jovi                                         | Bon Jovi                                         | Bon Jovi                                         | Bon Jovi                                         | Bon Jovi                                         | Bon Jovi                                         | Bon Jovi                                         | Bon Jovi                                         | Bon Jovi                                         | Bon Jovi                                         | Bon Jovi                                         | Bon Jovi                                         | Bon Jovi                                         | Bon Jovi                                         | Bon Jovi                                         | Bon Jovi                                         | Bon Jovi                                         | Bon Jovi                                         | Bon Jovi                                         | Bon Jovi                                         | Bon Jovi                                         | Bon Jovi                                         | Bon Jovi                                         | Bon Jovi                                         | Bon Jovi                                         | Bon Jovi                                         | Bon Jovi                                         | Bon Jovi                                         | Bon Jovi                                         | Bon Jovi                                         | Bon Jovi                                         | Bon Jovi                                         | Bon Jovi                                         | Bon Jovi                                         | Bon Jovi                                         | Bon Jovi                                         | Bon Jovi                                         | Bon Jovi                                         | Bon Jovi                                         | Bon Jovi                                         | Bon Jovi                                         | Bon Jovi                                         | Bon Jovi                                         | Bon Jovi                                         | Bon Jovi                                         | Bon Jovi                                         | Bon Jovi                                         | Bon Jovi                                         | Bon Jovi                                         | Bon Jovi                                         | Bon Jovi                                         | Bon Jovi                                         | Bon Jovi                                         | Bon Jovi                                         | Bon Jovi                                         | Bon Jovi                                         | Bon Jovi                                         | Bon Jovi                                         | Bon Jovi                                         | Bon Jovi                                         | Bon Jovi                                         | Bon Jovi                                         | Bon Jovi                                         | Bon Jovi                                         | Bon Jovi                                         | Bon Jovi                                         | Bon Jovi                                         | Bon Jovi                                         | Bon Jovi                                         | Bon Jovi                                         | Bon Jovi                                         | Bon Jovi                                         | Bon Jovi                                         | Bon Jovi                                         | Bon Jovi                                         | Bon Jovi                                         | Bon Jovi                                         | Bon Jovi                                         | Bon Jovi                                         | Bon Jovi                                         | Bon Jovi                                         | Bon Jovi                                         | Bon Jovi                                         | Bon Jovi                                         | Bon Jovi                                         | Bon Jovi                                         | Bon Jovi                                         | 2            | 2            | 2            | 2            | 2            | 2            | 2            | 2            | 2            | 2            | 2            | 2            | 2            | 2            | 2            | 2            | 2            | 2            | 2            | 2            | 2            | 2            | 2            | 2            | 2            | 2            | 2            | 2            | 2            | 2            | 2            | 2            | 2            | 2            | 2            | 2            | 2            | 2            | 2            | 2            | 2            | 2            | 2            | 2            | 2            | 2            | 2            | 2            | 2            | 2            | 2            | 2            | 2            | 2            | 2            | 2            | 2            | 2            | 2            | 2            | 2            | 2            | 2            | 2            | 2            | 2            | 2            | 2            | 2            | 2            | 2            | 2            | 2            | 2            | 2            | 2            | 2            | 2            | 2            | 2            | 2            | 2            | 2            | 2            | 2            | 2            | 2            | 2            | 2            | 2            | 2            | 2            | 2            | 2            | 2            | 2            | 2            | 2            | 2            | 2            | Sikker                        | Sikker                        | Sikker                        | Sikker                        | Sikker                        | Sikker                        | Sikker                        | Sikker                        | Sikker                        | Sikker                        | Sikker                        | Sikker                        | Sikker                        | Sikker                        | Sikker                        | Sikker                        | Sikker                        | Sikker                        | Sikker                        | Sikker                        | Sikker                        | Sikker                        | Sikker                        | Sikker                        | Sikker                        | Sikker                        | Sikker                        | Sikker                        | Sikker                        | Sikker                        | Sikker                        | Sikker                        | Sikker                        | Sikker                        | Sikker                        | Sikker                        | Sikker                        | Sikker                        | Sikker                        | Sikker                        | Sikker                        | Sikker                        | Sikker                        | Sikker                        | Sikker                        | Sikker                        | Sikker                        | Sikker                        | Sikker                        | Sikker                        | Sikker                        | Sikker                        | Sikker                        | Sikker                        | Sikker                        | Sikker                        | Sikker                        | Sikker                        | Sikker                        | Sikker                        | Sikker                        | Sikker                        | Sikker                        | Sikker                        | Sikker                        | Sikker                        | Sikker                        | Sikker                        | Sikker                        | Sikker                        | Sikker                        | Sikker                        | Sikker                        | Sikker                        | Sikker                        | Sikker                        | Sikker                        | Sikker                        | Sikker                        | Sikker                        | Sikker                        | Sikker                        | Sikker                        | Sikker                        | Sikker                        | Sikker                        | Sikker                        | Sikker                        | Sikker                        | Sikker                        | Sikker                        | Sikker                        | Sikker                        | Sikker                        | Sikker                        | Sikker                        | Sikker                        | Sikker                        | Sikker                        | Sikker                        |
| Top 4               | Top 4               | Top 4               | Top 4               | Top 4               | Top 4               | Top 4               | Top 4               | Top 4               | Top 4               | Top 4               | Top 4               | Top 4               | Top 4               | Top 4               | Top 4               | Top 4               | Top 4               | Top 4               | Top 4               | Top 4               | Top 4               | Top 4               | Top 4               | Top 4               | Top 4               | Top 4               | Top 4               | Top 4               | Top 4               | Top 4               | Top 4               | Top 4               | Top 4               | Top 4               | Top 4               | Top 4               | Top 4               | Top 4               | Top 4               | Top 4               | Top 4               | Top 4               | Top 4               | Top 4               | Top 4               | Top 4               | Top 4               | Top 4               | Top 4               | Top 4               | Top 4               | Top 4               | Top 4               | Top 4               | Top 4               | Top 4               | Top 4               | Top 4               | Top 4               | Top 4               | Top 4               | Top 4               | Top 4               | Top 4               | Top 4               | Top 4               | Top 4               | Top 4               | Top 4               | Top 4               | Top 4               | Top 4               | Top 4               | Top 4               | Top 4               | Top 4               | Top 4               | Top 4               | Top 4               | Top 4               | Top 4               | Top 4               | Top 4               | Top 4               | Top 4               | Top 4               | Top 4               | Top 4               | Top 4               | Top 4               | Top 4               | Top 4               | Top 4               | Top 4               | Top 4               | Top 4               | Top 4               | Top 4               | Top 4               | Barry Gibb                                                      | Barry Gibb                                                      | Barry Gibb                                                      | Barry Gibb                                                      | Barry Gibb                                                      | Barry Gibb                                                      | Barry Gibb                                                      | Barry Gibb                                                      | Barry Gibb                                                      | Barry Gibb                                                      | Barry Gibb                                                      | Barry Gibb                                                      | Barry Gibb                                                      | Barry Gibb                                                      | Barry Gibb                                                      | Barry Gibb                                                      | Barry Gibb                                                      | Barry Gibb                                                      | Barry Gibb                                                      | Barry Gibb                                                      | Barry Gibb                                                      | Barry Gibb                                                      | Barry Gibb                                                      | Barry Gibb                                                      | Barry Gibb                                                      | Barry Gibb                                                      | Barry Gibb                                                      | Barry Gibb                                                      | Barry Gibb                                                      | Barry Gibb                                                      | Barry Gibb                                                      | Barry Gibb                                                      | Barry Gibb                                                      | Barry Gibb                                                      | Barry Gibb                                                      | Barry Gibb                                                      | Barry Gibb                                                      | Barry Gibb                                                      | Barry Gibb                                                      | Barry Gibb                                                      | Barry Gibb                                                      | Barry Gibb                                                      | Barry Gibb                                                      | Barry Gibb                                                      | Barry Gibb                                                      | Barry Gibb                                                      | Barry Gibb                                                      | Barry Gibb                                                      | Barry Gibb                                                      | Barry Gibb                                                      | Barry Gibb                                                      | Barry Gibb                                                      | Barry Gibb                                                      | Barry Gibb                                                      | Barry Gibb                                                      | Barry Gibb                                                      | Barry Gibb                                                      | Barry Gibb                                                      | Barry Gibb                                                      | Barry Gibb                                                      | Barry Gibb                                                      | Barry Gibb                                                      | Barry Gibb                                                      | Barry Gibb                                                      | Barry Gibb                                                      | Barry Gibb                                                      | Barry Gibb                                                      | Barry Gibb                                                      | Barry Gibb                                                      | Barry Gibb                                                      | Barry Gibb                                                      | Barry Gibb                                                      | Barry Gibb                                                      | Barry Gibb                                                      | Barry Gibb                                                      | Barry Gibb                                                      | Barry Gibb                                                      | Barry Gibb                                                      | Barry Gibb                                                      | Barry Gibb                                                      | Barry Gibb                                                      | Barry Gibb                                                      | Barry Gibb                                                      | Barry Gibb                                                      | Barry Gibb                                                      | Barry Gibb                                                      | Barry Gibb                                                      | Barry Gibb                                                      | Barry Gibb                                                      | Barry Gibb                                                      | Barry Gibb                                                      | Barry Gibb                                                      | Barry Gibb                                                      | Barry Gibb                                                      | Barry Gibb                                                      | Barry Gibb                                                      | Barry Gibb                                                      | Barry Gibb                                                      | Barry Gibb                                                      | Barry Gibb                                                      | " To Love Somebody" "Woman in Love"                                       | " To Love Somebody" "Woman in Love"                                       | " To Love Somebody" "Woman in Love"                                       | " To Love Somebody" "Woman in Love"                                       | " To Love Somebody" "Woman in Love"                                       | " To Love Somebody" "Woman in Love"                                       | " To Love Somebody" "Woman in Love"                                       | " To Love Somebody" "Woman in Love"                                       | " To Love Somebody" "Woman in Love"                                       | " To Love Somebody" "Woman in Love"                                       | " To Love Somebody" "Woman in Love"                                       | " To Love Somebody" "Woman in Love"                                       | " To Love Somebody" "Woman in Love"                                       | " To Love Somebody" "Woman in Love"                                       | " To Love Somebody" "Woman in Love"                                       | " To Love Somebody" "Woman in Love"                                       | " To Love Somebody" "Woman in Love"                                       | " To Love Somebody" "Woman in Love"                                       | " To Love Somebody" "Woman in Love"                                       | " To Love Somebody" "Woman in Love"                                       | " To Love Somebody" "Woman in Love"                                       | " To Love Somebody" "Woman in Love"                                       | " To Love Somebody" "Woman in Love"                                       | " To Love Somebody" "Woman in Love"                                       | " To Love Somebody" "Woman in Love"                                       | " To Love Somebody" "Woman in Love"                                       | " To Love Somebody" "Woman in Love"                                       | " To Love Somebody" "Woman in Love"                                       | " To Love Somebody" "Woman in Love"                                       | " To Love Somebody" "Woman in Love"                                       | " To Love Somebody" "Woman in Love"                                       | " To Love Somebody" "Woman in Love"                                       | " To Love Somebody" "Woman in Love"                                       | " To Love Somebody" "Woman in Love"                                       | " To Love Somebody" "Woman in Love"                                       | " To Love Somebody" "Woman in Love"                                       | " To Love Somebody" "Woman in Love"                                       | " To Love Somebody" "Woman in Love"                                       | " To Love Somebody" "Woman in Love"                                       | " To Love Somebody" "Woman in Love"                                       | " To Love Somebody" "Woman in Love"                                       | " To Love Somebody" "Woman in Love"                                       | " To Love Somebody" "Woman in Love"                                       | " To Love Somebody" "Woman in Love"                                       | " To Love Somebody" "Woman in Love"                                       | " To Love Somebody" "Woman in Love"                                       | " To Love Somebody" "Woman in Love"                                       | " To Love Somebody" "Woman in Love"                                       | " To Love Somebody" "Woman in Love"                                       | " To Love Somebody" "Woman in Love"                                       | " To Love Somebody" "Woman in Love"                                       | " To Love Somebody" "Woman in Love"                                       | " To Love Somebody" "Woman in Love"                                       | " To Love Somebody" "Woman in Love"                                       | " To Love Somebody" "Woman in Love"                                       | " To Love Somebody" "Woman in Love"                                       | " To Love Somebody" "Woman in Love"                                       | " To Love Somebody" "Woman in Love"                                       | " To Love Somebody" "Woman in Love"                                       | " To Love Somebody" "Woman in Love"                                       | " To Love Somebody" "Woman in Love"                                       | " To Love Somebody" "Woman in Love"                                       | " To Love Somebody" "Woman in Love"                                       | " To Love Somebody" "Woman in Love"                                       | " To Love Somebody" "Woman in Love"                                       | " To Love Somebody" "Woman in Love"                                       | " To Love Somebody" "Woman in Love"                                       | " To Love Somebody" "Woman in Love"                                       | " To Love Somebody" "Woman in Love"                                       | " To Love Somebody" "Woman in Love"                                       | " To Love Somebody" "Woman in Love"                                       | " To Love Somebody" "Woman in Love"                                       | " To Love Somebody" "Woman in Love"                                       | " To Love Somebody" "Woman in Love"                                       | " To Love Somebody" "Woman in Love"                                       | " To Love Somebody" "Woman in Love"                                       | " To Love Somebody" "Woman in Love"                                       | " To Love Somebody" "Woman in Love"                                       | " To Love Somebody" "Woman in Love"                                       | " To Love Somebody" "Woman in Love"                                       | " To Love Somebody" "Woman in Love"                                       | " To Love Somebody" "Woman in Love"                                       | " To Love Somebody" "Woman in Love"                                       | " To Love Somebody" "Woman in Love"                                       | " To Love Somebody" "Woman in Love"                                       | " To Love Somebody" "Woman in Love"                                       | " To Love Somebody" "Woman in Love"                                       | " To Love Somebody" "Woman in Love"                                       | " To Love Somebody" "Woman in Love"                                       | " To Love Somebody" "Woman in Love"                                       | " To Love Somebody" "Woman in Love"                                       | " To Love Somebody" "Woman in Love"                                       | " To Love Somebody" "Woman in Love"                                       | " To Love Somebody" "Woman in Love"                                       | " To Love Somebody" "Woman in Love"                                       | " To Love Somebody" "Woman in Love"                                       | " To Love Somebody" "Woman in Love"                                       | " To Love Somebody" "Woman in Love"                                       | " To Love Somebody" "Woman in Love"                                       | " To Love Somebody" "Woman in Love"                                       | Bee Gees Barbra Streisand                        | Bee Gees Barbra Streisand                        | Bee Gees Barbra Streisand                        | Bee Gees Barbra Streisand                        | Bee Gees Barbra Streisand                        | Bee Gees Barbra Streisand                        | Bee Gees Barbra Streisand                        | Bee Gees Barbra Streisand                        | Bee Gees Barbra Streisand                        | Bee Gees Barbra Streisand                        | Bee Gees Barbra Streisand                        | Bee Gees Barbra Streisand                        | Bee Gees Barbra Streisand                        | Bee Gees Barbra Streisand                        | Bee Gees Barbra Streisand                        | Bee Gees Barbra Streisand                        | Bee Gees Barbra Streisand                        | Bee Gees Barbra Streisand                        | Bee Gees Barbra Streisand                        | Bee Gees Barbra Streisand                        | Bee Gees Barbra Streisand                        | Bee Gees Barbra Streisand                        | Bee Gees Barbra Streisand                        | Bee Gees Barbra Streisand                        | Bee Gees Barbra Streisand                        | Bee Gees Barbra Streisand                        | Bee Gees Barbra Streisand                        | Bee Gees Barbra Streisand                        | Bee Gees Barbra Streisand                        | Bee Gees Barbra Streisand                        | Bee Gees Barbra Streisand                        | Bee Gees Barbra Streisand                        | Bee Gees Barbra Streisand                        | Bee Gees Barbra Streisand                        | Bee Gees Barbra Streisand                        | Bee Gees Barbra Streisand                        | Bee Gees Barbra Streisand                        | Bee Gees Barbra Streisand                        | Bee Gees Barbra Streisand                        | Bee Gees Barbra Streisand                        | Bee Gees Barbra Streisand                        | Bee Gees Barbra Streisand                        | Bee Gees Barbra Streisand                        | Bee Gees Barbra Streisand                        | Bee Gees Barbra Streisand                        | Bee Gees Barbra Streisand                        | Bee Gees Barbra Streisand                        | Bee Gees Barbra Streisand                        | Bee Gees Barbra Streisand                        | Bee Gees Barbra Streisand                        | Bee Gees Barbra Streisand                        | Bee Gees Barbra Streisand                        | Bee Gees Barbra Streisand                        | Bee Gees Barbra Streisand                        | Bee Gees Barbra Streisand                        | Bee Gees Barbra Streisand                        | Bee Gees Barbra Streisand                        | Bee Gees Barbra Streisand                        | Bee Gees Barbra Streisand                        | Bee Gees Barbra Streisand                        | Bee Gees Barbra Streisand                        | Bee Gees Barbra Streisand                        | Bee Gees Barbra Streisand                        | Bee Gees Barbra Streisand                        | Bee Gees Barbra Streisand                        | Bee Gees Barbra Streisand                        | Bee Gees Barbra Streisand                        | Bee Gees Barbra Streisand                        | Bee Gees Barbra Streisand                        | Bee Gees Barbra Streisand                        | Bee Gees Barbra Streisand                        | Bee Gees Barbra Streisand                        | Bee Gees Barbra Streisand                        | Bee Gees Barbra Streisand                        | Bee Gees Barbra Streisand                        | Bee Gees Barbra Streisand                        | Bee Gees Barbra Streisand                        | Bee Gees Barbra Streisand                        | Bee Gees Barbra Streisand                        | Bee Gees Barbra Streisand                        | Bee Gees Barbra Streisand                        | Bee Gees Barbra Streisand                        | Bee Gees Barbra Streisand                        | Bee Gees Barbra Streisand                        | Bee Gees Barbra Streisand                        | Bee Gees Barbra Streisand                        | Bee Gees Barbra Streisand                        | Bee Gees Barbra Streisand                        | Bee Gees Barbra Streisand                        | Bee Gees Barbra Streisand                        | Bee Gees Barbra Streisand                        | Bee Gees Barbra Streisand                        | Bee Gees Barbra Streisand                        | Bee Gees Barbra Streisand                        | Bee Gees Barbra Streisand                        | Bee Gees Barbra Streisand                        | Bee Gees Barbra Streisand                        | Bee Gees Barbra Streisand                        | Bee Gees Barbra Streisand                        | Bee Gees Barbra Streisand                        | 4 8          | 4 8          | 4 8          | 4 8          | 4 8          | 4 8          | 4 8          | 4 8          | 4 8          | 4 8          | 4 8          | 4 8          | 4 8          | 4 8          | 4 8          | 4 8          | 4 8          | 4 8          | 4 8          | 4 8          | 4 8          | 4 8          | 4 8          | 4 8          | 4 8          | 4 8          | 4 8          | 4 8          | 4 8          | 4 8          | 4 8          | 4 8          | 4 8          | 4 8          | 4 8          | 4 8          | 4 8          | 4 8          | 4 8          | 4 8          | 4 8          | 4 8          | 4 8          | 4 8          | 4 8          | 4 8          | 4 8          | 4 8          | 4 8          | 4 8          | 4 8          | 4 8          | 4 8          | 4 8          | 4 8          | 4 8          | 4 8          | 4 8          | 4 8          | 4 8          | 4 8          | 4 8          | 4 8          | 4 8          | 4 8          | 4 8          | 4 8          | 4 8          | 4 8          | 4 8          | 4 8          | 4 8          | 4 8          | 4 8          | 4 8          | 4 8          | 4 8          | 4 8          | 4 8          | 4 8          | 4 8          | 4 8          | 4 8          | 4 8          | 4 8          | 4 8          | 4 8          | 4 8          | 4 8          | 4 8          | 4 8          | 4 8          | 4 8          | 4 8          | 4 8          | 4 8          | 4 8          | 4 8          | 4 8          | 4 8          | Sikker                        | Sikker                        | Sikker                        | Sikker                        | Sikker                        | Sikker                        | Sikker                        | Sikker                        | Sikker                        | Sikker                        | Sikker                        | Sikker                        | Sikker                        | Sikker                        | Sikker                        | Sikker                        | Sikker                        | Sikker                        | Sikker                        | Sikker                        | Sikker                        | Sikker                        | Sikker                        | Sikker                        | Sikker                        | Sikker                        | Sikker                        | Sikker                        | Sikker                        | Sikker                        | Sikker                        | Sikker                        | Sikker                        | Sikker                        | Sikker                        | Sikker                        | Sikker                        | Sikker                        | Sikker                        | Sikker                        | Sikker                        | Sikker                        | Sikker                        | Sikker                        | Sikker                        | Sikker                        | Sikker                        | Sikker                        | Sikker                        | Sikker                        | Sikker                        | Sikker                        | Sikker                        | Sikker                        | Sikker                        | Sikker                        | Sikker                        | Sikker                        | Sikker                        | Sikker                        | Sikker                        | Sikker                        | Sikker                        | Sikker                        | Sikker                        | Sikker                        | Sikker                        | Sikker                        | Sikker                        | Sikker                        | Sikker                        | Sikker                        | Sikker                        | Sikker                        | Sikker                        | Sikker                        | Sikker                        | Sikker                        | Sikker                        | Sikker                        | Sikker                        | Sikker                        | Sikker                        | Sikker                        | Sikker                        | Sikker                        | Sikker                        | Sikker                        | Sikker                        | Sikker                        | Sikker                        | Sikker                        | Sikker                        | Sikker                        | Sikker                        | Sikker                        | Sikker                        | Sikker                        | Sikker                        | Sikker                        |
| Top 3               | Top 3               | Top 3               | Top 3               | Top 3               | Top 3               | Top 3               | Top 3               | Top 3               | Top 3               | Top 3               | Top 3               | Top 3               | Top 3               | Top 3               | Top 3               | Top 3               | Top 3               | Top 3               | Top 3               | Top 3               | Top 3               | Top 3               | Top 3               | Top 3               | Top 3               | Top 3               | Top 3               | Top 3               | Top 3               | Top 3               | Top 3               | Top 3               | Top 3               | Top 3               | Top 3               | Top 3               | Top 3               | Top 3               | Top 3               | Top 3               | Top 3               | Top 3               | Top 3               | Top 3               | Top 3               | Top 3               | Top 3               | Top 3               | Top 3               | Top 3               | Top 3               | Top 3               | Top 3               | Top 3               | Top 3               | Top 3               | Top 3               | Top 3               | Top 3               | Top 3               | Top 3               | Top 3               | Top 3               | Top 3               | Top 3               | Top 3               | Top 3               | Top 3               | Top 3               | Top 3               | Top 3               | Top 3               | Top 3               | Top 3               | Top 3               | Top 3               | Top 3               | Top 3               | Top 3               | Top 3               | Top 3               | Top 3               | Top 3               | Top 3               | Top 3               | Top 3               | Top 3               | Top 3               | Top 3               | Top 3               | Top 3               | Top 3               | Top 3               | Top 3               | Top 3               | Top 3               | Top 3               | Top 3               | Top 3               | Dommerens Valg (Simon Cowell) Producernes Valg Deltagernes Valg | Dommerens Valg (Simon Cowell) Producernes Valg Deltagernes Valg | Dommerens Valg (Simon Cowell) Producernes Valg Deltagernes Valg | Dommerens Valg (Simon Cowell) Producernes Valg Deltagernes Valg | Dommerens Valg (Simon Cowell) Producernes Valg Deltagernes Valg | Dommerens Valg (Simon Cowell) Producernes Valg Deltagernes Valg | Dommerens Valg (Simon Cowell) Producernes Valg Deltagernes Valg | Dommerens Valg (Simon Cowell) Producernes Valg Deltagernes Valg | Dommerens Valg (Simon Cowell) Producernes Valg Deltagernes Valg | Dommerens Valg (Simon Cowell) Producernes Valg Deltagernes Valg | Dommerens Valg (Simon Cowell) Producernes Valg Deltagernes Valg | Dommerens Valg (Simon Cowell) Producernes Valg Deltagernes Valg | Dommerens Valg (Simon Cowell) Producernes Valg Deltagernes Valg | Dommerens Valg (Simon Cowell) Producernes Valg Deltagernes Valg | Dommerens Valg (Simon Cowell) Producernes Valg Deltagernes Valg | Dommerens Valg (Simon Cowell) Producernes Valg Deltagernes Valg | Dommerens Valg (Simon Cowell) Producernes Valg Deltagernes Valg | Dommerens Valg (Simon Cowell) Producernes Valg Deltagernes Valg | Dommerens Valg (Simon Cowell) Producernes Valg Deltagernes Valg | Dommerens Valg (Simon Cowell) Producernes Valg Deltagernes Valg | Dommerens Valg (Simon Cowell) Producernes Valg Deltagernes Valg | Dommerens Valg (Simon Cowell) Producernes Valg Deltagernes Valg | Dommerens Valg (Simon Cowell) Producernes Valg Deltagernes Valg | Dommerens Valg (Simon Cowell) Producernes Valg Deltagernes Valg | Dommerens Valg (Simon Cowell) Producernes Valg Deltagernes Valg | Dommerens Valg (Simon Cowell) Producernes Valg Deltagernes Valg | Dommerens Valg (Simon Cowell) Producernes Valg Deltagernes Valg | Dommerens Valg (Simon Cowell) Producernes Valg Deltagernes Valg | Dommerens Valg (Simon Cowell) Producernes Valg Deltagernes Valg | Dommerens Valg (Simon Cowell) Producernes Valg Deltagernes Valg | Dommerens Valg (Simon Cowell) Producernes Valg Deltagernes Valg | Dommerens Valg (Simon Cowell) Producernes Valg Deltagernes Valg | Dommerens Valg (Simon Cowell) Producernes Valg Deltagernes Valg | Dommerens Valg (Simon Cowell) Producernes Valg Deltagernes Valg | Dommerens Valg (Simon Cowell) Producernes Valg Deltagernes Valg | Dommerens Valg (Simon Cowell) Producernes Valg Deltagernes Valg | Dommerens Valg (Simon Cowell) Producernes Valg Deltagernes Valg | Dommerens Valg (Simon Cowell) Producernes Valg Deltagernes Valg | Dommerens Valg (Simon Cowell) Producernes Valg Deltagernes Valg | Dommerens Valg (Simon Cowell) Producernes Valg Deltagernes Valg | Dommerens Valg (Simon Cowell) Producernes Valg Deltagernes Valg | Dommerens Valg (Simon Cowell) Producernes Valg Deltagernes Valg | Dommerens Valg (Simon Cowell) Producernes Valg Deltagernes Valg | Dommerens Valg (Simon Cowell) Producernes Valg Deltagernes Valg | Dommerens Valg (Simon Cowell) Producernes Valg Deltagernes Valg | Dommerens Valg (Simon Cowell) Producernes Valg Deltagernes Valg | Dommerens Valg (Simon Cowell) Producernes Valg Deltagernes Valg | Dommerens Valg (Simon Cowell) Producernes Valg Deltagernes Valg | Dommerens Valg (Simon Cowell) Producernes Valg Deltagernes Valg | Dommerens Valg (Simon Cowell) Producernes Valg Deltagernes Valg | Dommerens Valg (Simon Cowell) Producernes Valg Deltagernes Valg | Dommerens Valg (Simon Cowell) Producernes Valg Deltagernes Valg | Dommerens Valg (Simon Cowell) Producernes Valg Deltagernes Valg | Dommerens Valg (Simon Cowell) Producernes Valg Deltagernes Valg | Dommerens Valg (Simon Cowell) Producernes Valg Deltagernes Valg | Dommerens Valg (Simon Cowell) Producernes Valg Deltagernes Valg | Dommerens Valg (Simon Cowell) Producernes Valg Deltagernes Valg | Dommerens Valg (Simon Cowell) Producernes Valg Deltagernes Valg | Dommerens Valg (Simon Cowell) Producernes Valg Deltagernes Valg | Dommerens Valg (Simon Cowell) Producernes Valg Deltagernes Valg | Dommerens Valg (Simon Cowell) Producernes Valg Deltagernes Valg | Dommerens Valg (Simon Cowell) Producernes Valg Deltagernes Valg | Dommerens Valg (Simon Cowell) Producernes Valg Deltagernes Valg | Dommerens Valg (Simon Cowell) Producernes Valg Deltagernes Valg | Dommerens Valg (Simon Cowell) Producernes Valg Deltagernes Valg | Dommerens Valg (Simon Cowell) Producernes Valg Deltagernes Valg | Dommerens Valg (Simon Cowell) Producernes Valg Deltagernes Valg | Dommerens Valg (Simon Cowell) Producernes Valg Deltagernes Valg | Dommerens Valg (Simon Cowell) Producernes Valg Deltagernes Valg | Dommerens Valg (Simon Cowell) Producernes Valg Deltagernes Valg | Dommerens Valg (Simon Cowell) Producernes Valg Deltagernes Valg | Dommerens Valg (Simon Cowell) Producernes Valg Deltagernes Valg | Dommerens Valg (Simon Cowell) Producernes Valg Deltagernes Valg | Dommerens Valg (Simon Cowell) Producernes Valg Deltagernes Valg | Dommerens Valg (Simon Cowell) Producernes Valg Deltagernes Valg | Dommerens Valg (Simon Cowell) Producernes Valg Deltagernes Valg | Dommerens Valg (Simon Cowell) Producernes Valg Deltagernes Valg | Dommerens Valg (Simon Cowell) Producernes Valg Deltagernes Valg | Dommerens Valg (Simon Cowell) Producernes Valg Deltagernes Valg | Dommerens Valg (Simon Cowell) Producernes Valg Deltagernes Valg | Dommerens Valg (Simon Cowell) Producernes Valg Deltagernes Valg | Dommerens Valg (Simon Cowell) Producernes Valg Deltagernes Valg | Dommerens Valg (Simon Cowell) Producernes Valg Deltagernes Valg | Dommerens Valg (Simon Cowell) Producernes Valg Deltagernes Valg | Dommerens Valg (Simon Cowell) Producernes Valg Deltagernes Valg | Dommerens Valg (Simon Cowell) Producernes Valg Deltagernes Valg | Dommerens Valg (Simon Cowell) Producernes Valg Deltagernes Valg | Dommerens Valg (Simon Cowell) Producernes Valg Deltagernes Valg | Dommerens Valg (Simon Cowell) Producernes Valg Deltagernes Valg | Dommerens Valg (Simon Cowell) Producernes Valg Deltagernes Valg | Dommerens Valg (Simon Cowell) Producernes Valg Deltagernes Valg | Dommerens Valg (Simon Cowell) Producernes Valg Deltagernes Valg | Dommerens Valg (Simon Cowell) Producernes Valg Deltagernes Valg | Dommerens Valg (Simon Cowell) Producernes Valg Deltagernes Valg | Dommerens Valg (Simon Cowell) Producernes Valg Deltagernes Valg | Dommerens Valg (Simon Cowell) Producernes Valg Deltagernes Valg | Dommerens Valg (Simon Cowell) Producernes Valg Deltagernes Valg | Dommerens Valg (Simon Cowell) Producernes Valg Deltagernes Valg | Dommerens Valg (Simon Cowell) Producernes Valg Deltagernes Valg | Dommerens Valg (Simon Cowell) Producernes Valg Deltagernes Valg | "Wishing on a Star" "She Works Hard for the Money" "I (Who Have Nothing)" | "Wishing on a Star" "She Works Hard for the Money" "I (Who Have Nothing)" | "Wishing on a Star" "She Works Hard for the Money" "I (Who Have Nothing)" | "Wishing on a Star" "She Works Hard for the Money" "I (Who Have Nothing)" | "Wishing on a Star" "She Works Hard for the Money" "I (Who Have Nothing)" | "Wishing on a Star" "She Works Hard for the Money" "I (Who Have Nothing)" | "Wishing on a Star" "She Works Hard for the Money" "I (Who Have Nothing)" | "Wishing on a Star" "She Works Hard for the Money" "I (Who Have Nothing)" | "Wishing on a Star" "She Works Hard for the Money" "I (Who Have Nothing)" | "Wishing on a Star" "She Works Hard for the Money" "I (Who Have Nothing)" | "Wishing on a Star" "She Works Hard for the Money" "I (Who Have Nothing)" | "Wishing on a Star" "She Works Hard for the Money" "I (Who Have Nothing)" | "Wishing on a Star" "She Works Hard for the Money" "I (Who Have Nothing)" | "Wishing on a Star" "She Works Hard for the Money" "I (Who Have Nothing)" | "Wishing on a Star" "She Works Hard for the Money" "I (Who Have Nothing)" | "Wishing on a Star" "She Works Hard for the Money" "I (Who Have Nothing)" | "Wishing on a Star" "She Works Hard for the Money" "I (Who Have Nothing)" | "Wishing on a Star" "She Works Hard for the Money" "I (Who Have Nothing)" | "Wishing on a Star" "She Works Hard for the Money" "I (Who Have Nothing)" | "Wishing on a Star" "She Works Hard for the Money" "I (Who Have Nothing)" | "Wishing on a Star" "She Works Hard for the Money" "I (Who Have Nothing)" | "Wishing on a Star" "She Works Hard for the Money" "I (Who Have Nothing)" | "Wishing on a Star" "She Works Hard for the Money" "I (Who Have Nothing)" | "Wishing on a Star" "She Works Hard for the Money" "I (Who Have Nothing)" | "Wishing on a Star" "She Works Hard for the Money" "I (Who Have Nothing)" | "Wishing on a Star" "She Works Hard for the Money" "I (Who Have Nothing)" | "Wishing on a Star" "She Works Hard for the Money" "I (Who Have Nothing)" | "Wishing on a Star" "She Works Hard for the Money" "I (Who Have Nothing)" | "Wishing on a Star" "She Works Hard for the Money" "I (Who Have Nothing)" | "Wishing on a Star" "She Works Hard for the Money" "I (Who Have Nothing)" | "Wishing on a Star" "She Works Hard for the Money" "I (Who Have Nothing)" | "Wishing on a Star" "She Works Hard for the Money" "I (Who Have Nothing)" | "Wishing on a Star" "She Works Hard for the Money" "I (Who Have Nothing)" | "Wishing on a Star" "She Works Hard for the Money" "I (Who Have Nothing)" | "Wishing on a Star" "She Works Hard for the Money" "I (Who Have Nothing)" | "Wishing on a Star" "She Works Hard for the Money" "I (Who Have Nothing)" | "Wishing on a Star" "She Works Hard for the Money" "I (Who Have Nothing)" | "Wishing on a Star" "She Works Hard for the Money" "I (Who Have Nothing)" | "Wishing on a Star" "She Works Hard for the Money" "I (Who Have Nothing)" | "Wishing on a Star" "She Works Hard for the Money" "I (Who Have Nothing)" | "Wishing on a Star" "She Works Hard for the Money" "I (Who Have Nothing)" | "Wishing on a Star" "She Works Hard for the Money" "I (Who Have Nothing)" | "Wishing on a Star" "She Works Hard for the Money" "I (Who Have Nothing)" | "Wishing on a Star" "She Works Hard for the Money" "I (Who Have Nothing)" | "Wishing on a Star" "She Works Hard for the Money" "I (Who Have Nothing)" | "Wishing on a Star" "She Works Hard for the Money" "I (Who Have Nothing)" | "Wishing on a Star" "She Works Hard for the Money" "I (Who Have Nothing)" | "Wishing on a Star" "She Works Hard for the Money" "I (Who Have Nothing)" | "Wishing on a Star" "She Works Hard for the Money" "I (Who Have Nothing)" | "Wishing on a Star" "She Works Hard for the Money" "I (Who Have Nothing)" | "Wishing on a Star" "She Works Hard for the Money" "I (Who Have Nothing)" | "Wishing on a Star" "She Works Hard for the Money" "I (Who Have Nothing)" | "Wishing on a Star" "She Works Hard for the Money" "I (Who Have Nothing)" | "Wishing on a Star" "She Works Hard for the Money" "I (Who Have Nothing)" | "Wishing on a Star" "She Works Hard for the Money" "I (Who Have Nothing)" | "Wishing on a Star" "She Works Hard for the Money" "I (Who Have Nothing)" | "Wishing on a Star" "She Works Hard for the Money" "I (Who Have Nothing)" | "Wishing on a Star" "She Works Hard for the Money" "I (Who Have Nothing)" | "Wishing on a Star" "She Works Hard for the Money" "I (Who Have Nothing)" | "Wishing on a Star" "She Works Hard for the Money" "I (Who Have Nothing)" | "Wishing on a Star" "She Works Hard for the Money" "I (Who Have Nothing)" | "Wishing on a Star" "She Works Hard for the Money" "I (Who Have Nothing)" | "Wishing on a Star" "She Works Hard for the Money" "I (Who Have Nothing)" | "Wishing on a Star" "She Works Hard for the Money" "I (Who Have Nothing)" | "Wishing on a Star" "She Works Hard for the Money" "I (Who Have Nothing)" | "Wishing on a Star" "She Works Hard for the Money" "I (Who Have Nothing)" | "Wishing on a Star" "She Works Hard for the Money" "I (Who Have Nothing)" | "Wishing on a Star" "She Works Hard for the Money" "I (Who Have Nothing)" | "Wishing on a Star" "She Works Hard for the Money" "I (Who Have Nothing)" | "Wishing on a Star" "She Works Hard for the Money" "I (Who Have Nothing)" | "Wishing on a Star" "She Works Hard for the Money" "I (Who Have Nothing)" | "Wishing on a Star" "She Works Hard for the Money" "I (Who Have Nothing)" | "Wishing on a Star" "She Works Hard for the Money" "I (Who Have Nothing)" | "Wishing on a Star" "She Works Hard for the Money" "I (Who Have Nothing)" | "Wishing on a Star" "She Works Hard for the Money" "I (Who Have Nothing)" | "Wishing on a Star" "She Works Hard for the Money" "I (Who Have Nothing)" | "Wishing on a Star" "She Works Hard for the Money" "I (Who Have Nothing)" | "Wishing on a Star" "She Works Hard for the Money" "I (Who Have Nothing)" | "Wishing on a Star" "She Works Hard for the Money" "I (Who Have Nothing)" | "Wishing on a Star" "She Works Hard for the Money" "I (Who Have Nothing)" | "Wishing on a Star" "She Works Hard for the Money" "I (Who Have Nothing)" | "Wishing on a Star" "She Works Hard for the Money" "I (Who Have Nothing)" | "Wishing on a Star" "She Works Hard for the Money" "I (Who Have Nothing)" | "Wishing on a Star" "She Works Hard for the Money" "I (Who Have Nothing)" | "Wishing on a Star" "She Works Hard for the Money" "I (Who Have Nothing)" | "Wishing on a Star" "She Works Hard for the Money" "I (Who Have Nothing)" | "Wishing on a Star" "She Works Hard for the Money" "I (Who Have Nothing)" | "Wishing on a Star" "She Works Hard for the Money" "I (Who Have Nothing)" | "Wishing on a Star" "She Works Hard for the Money" "I (Who Have Nothing)" | "Wishing on a Star" "She Works Hard for the Money" "I (Who Have Nothing)" | "Wishing on a Star" "She Works Hard for the Money" "I (Who Have Nothing)" | "Wishing on a Star" "She Works Hard for the Money" "I (Who Have Nothing)" | "Wishing on a Star" "She Works Hard for the Money" "I (Who Have Nothing)" | "Wishing on a Star" "She Works Hard for the Money" "I (Who Have Nothing)" | "Wishing on a Star" "She Works Hard for the Money" "I (Who Have Nothing)" | "Wishing on a Star" "She Works Hard for the Money" "I (Who Have Nothing)" | "Wishing on a Star" "She Works Hard for the Money" "I (Who Have Nothing)" | "Wishing on a Star" "She Works Hard for the Money" "I (Who Have Nothing)" | "Wishing on a Star" "She Works Hard for the Money" "I (Who Have Nothing)" | "Wishing on a Star" "She Works Hard for the Money" "I (Who Have Nothing)" | Rose Royce Donna Summer Shirley Bassey           | Rose Royce Donna Summer Shirley Bassey           | Rose Royce Donna Summer Shirley Bassey           | Rose Royce Donna Summer Shirley Bassey           | Rose Royce Donna Summer Shirley Bassey           | Rose Royce Donna Summer Shirley Bassey           | Rose Royce Donna Summer Shirley Bassey           | Rose Royce Donna Summer Shirley Bassey           | Rose Royce Donna Summer Shirley Bassey           | Rose Royce Donna Summer Shirley Bassey           | Rose Royce Donna Summer Shirley Bassey           | Rose Royce Donna Summer Shirley Bassey           | Rose Royce Donna Summer Shirley Bassey           | Rose Royce Donna Summer Shirley Bassey           | Rose Royce Donna Summer Shirley Bassey           | Rose Royce Donna Summer Shirley Bassey           | Rose Royce Donna Summer Shirley Bassey           | Rose Royce Donna Summer Shirley Bassey           | Rose Royce Donna Summer Shirley Bassey           | Rose Royce Donna Summer Shirley Bassey           | Rose Royce Donna Summer Shirley Bassey           | Rose Royce Donna Summer Shirley Bassey           | Rose Royce Donna Summer Shirley Bassey           | Rose Royce Donna Summer Shirley Bassey           | Rose Royce Donna Summer Shirley Bassey           | Rose Royce Donna Summer Shirley Bassey           | Rose Royce Donna Summer Shirley Bassey           | Rose Royce Donna Summer Shirley Bassey           | Rose Royce Donna Summer Shirley Bassey           | Rose Royce Donna Summer Shirley Bassey           | Rose Royce Donna Summer Shirley Bassey           | Rose Royce Donna Summer Shirley Bassey           | Rose Royce Donna Summer Shirley Bassey           | Rose Royce Donna Summer Shirley Bassey           | Rose Royce Donna Summer Shirley Bassey           | Rose Royce Donna Summer Shirley Bassey           | Rose Royce Donna Summer Shirley Bassey           | Rose Royce Donna Summer Shirley Bassey           | Rose Royce Donna Summer Shirley Bassey           | Rose Royce Donna Summer Shirley Bassey           | Rose Royce Donna Summer Shirley Bassey           | Rose Royce Donna Summer Shirley Bassey           | Rose Royce Donna Summer Shirley Bassey           | Rose Royce Donna Summer Shirley Bassey           | Rose Royce Donna Summer Shirley Bassey           | Rose Royce Donna Summer Shirley Bassey           | Rose Royce Donna Summer Shirley Bassey           | Rose Royce Donna Summer Shirley Bassey           | Rose Royce Donna Summer Shirley Bassey           | Rose Royce Donna Summer Shirley Bassey           | Rose Royce Donna Summer Shirley Bassey           | Rose Royce Donna Summer Shirley Bassey           | Rose Royce Donna Summer Shirley Bassey           | Rose Royce Donna Summer Shirley Bassey           | Rose Royce Donna Summer Shirley Bassey           | Rose Royce Donna Summer Shirley Bassey           | Rose Royce Donna Summer Shirley Bassey           | Rose Royce Donna Summer Shirley Bassey           | Rose Royce Donna Summer Shirley Bassey           | Rose Royce Donna Summer Shirley Bassey           | Rose Royce Donna Summer Shirley Bassey           | Rose Royce Donna Summer Shirley Bassey           | Rose Royce Donna Summer Shirley Bassey           | Rose Royce Donna Summer Shirley Bassey           | Rose Royce Donna Summer Shirley Bassey           | Rose Royce Donna Summer Shirley Bassey           | Rose Royce Donna Summer Shirley Bassey           | Rose Royce Donna Summer Shirley Bassey           | Rose Royce Donna Summer Shirley Bassey           | Rose Royce Donna Summer Shirley Bassey           | Rose Royce Donna Summer Shirley Bassey           | Rose Royce Donna Summer Shirley Bassey           | Rose Royce Donna Summer Shirley Bassey           | Rose Royce Donna Summer Shirley Bassey           | Rose Royce Donna Summer Shirley Bassey           | Rose Royce Donna Summer Shirley Bassey           | Rose Royce Donna Summer Shirley Bassey           | Rose Royce Donna Summer Shirley Bassey           | Rose Royce Donna Summer Shirley Bassey           | Rose Royce Donna Summer Shirley Bassey           | Rose Royce Donna Summer Shirley Bassey           | Rose Royce Donna Summer Shirley Bassey           | Rose Royce Donna Summer Shirley Bassey           | Rose Royce Donna Summer Shirley Bassey           | Rose Royce Donna Summer Shirley Bassey           | Rose Royce Donna Summer Shirley Bassey           | Rose Royce Donna Summer Shirley Bassey           | Rose Royce Donna Summer Shirley Bassey           | Rose Royce Donna Summer Shirley Bassey           | Rose Royce Donna Summer Shirley Bassey           | Rose Royce Donna Summer Shirley Bassey           | Rose Royce Donna Summer Shirley Bassey           | Rose Royce Donna Summer Shirley Bassey           | Rose Royce Donna Summer Shirley Bassey           | Rose Royce Donna Summer Shirley Bassey           | Rose Royce Donna Summer Shirley Bassey           | Rose Royce Donna Summer Shirley Bassey           | Rose Royce Donna Summer Shirley Bassey           | Rose Royce Donna Summer Shirley Bassey           | Rose Royce Donna Summer Shirley Bassey           | 1 4 7        | 1 4 7        | 1 4 7        | 1 4 7        | 1 4 7        | 1 4 7        | 1 4 7        | 1 4 7        | 1 4 7        | 1 4 7        | 1 4 7        | 1 4 7        | 1 4 7        | 1 4 7        | 1 4 7        | 1 4 7        | 1 4 7        | 1 4 7        | 1 4 7        | 1 4 7        | 1 4 7        | 1 4 7        | 1 4 7        | 1 4 7        | 1 4 7        | 1 4 7        | 1 4 7        | 1 4 7        | 1 4 7        | 1 4 7        | 1 4 7        | 1 4 7        | 1 4 7        | 1 4 7        | 1 4 7        | 1 4 7        | 1 4 7        | 1 4 7        | 1 4 7        | 1 4 7        | 1 4 7        | 1 4 7        | 1 4 7        | 1 4 7        | 1 4 7        | 1 4 7        | 1 4 7        | 1 4 7        | 1 4 7        | 1 4 7        | 1 4 7        | 1 4 7        | 1 4 7        | 1 4 7        | 1 4 7        | 1 4 7        | 1 4 7        | 1 4 7        | 1 4 7        | 1 4 7        | 1 4 7        | 1 4 7        | 1 4 7        | 1 4 7        | 1 4 7        | 1 4 7        | 1 4 7        | 1 4 7        | 1 4 7        | 1 4 7        | 1 4 7        | 1 4 7        | 1 4 7        | 1 4 7        | 1 4 7        | 1 4 7        | 1 4 7        | 1 4 7        | 1 4 7        | 1 4 7        | 1 4 7        | 1 4 7        | 1 4 7        | 1 4 7        | 1 4 7        | 1 4 7        | 1 4 7        | 1 4 7        | 1 4 7        | 1 4 7        | 1 4 7        | 1 4 7        | 1 4 7        | 1 4 7        | 1 4 7        | 1 4 7        | 1 4 7        | 1 4 7        | 1 4 7        | 1 4 7        | Sikker                        | Sikker                        | Sikker                        | Sikker                        | Sikker                        | Sikker                        | Sikker                        | Sikker                        | Sikker                        | Sikker                        | Sikker                        | Sikker                        | Sikker                        | Sikker                        | Sikker                        | Sikker                        | Sikker                        | Sikker                        | Sikker                        | Sikker                        | Sikker                        | Sikker                        | Sikker                        | Sikker                        | Sikker                        | Sikker                        | Sikker                        | Sikker                        | Sikker                        | Sikker                        | Sikker                        | Sikker                        | Sikker                        | Sikker                        | Sikker                        | Sikker                        | Sikker                        | Sikker                        | Sikker                        | Sikker                        | Sikker                        | Sikker                        | Sikker                        | Sikker                        | Sikker                        | Sikker                        | Sikker                        | Sikker                        | Sikker                        | Sikker                        | Sikker                        | Sikker                        | Sikker                        | Sikker                        | Sikker                        | Sikker                        | Sikker                        | Sikker                        | Sikker                        | Sikker                        | Sikker                        | Sikker                        | Sikker                        | Sikker                        | Sikker                        | Sikker                        | Sikker                        | Sikker                        | Sikker                        | Sikker                        | Sikker                        | Sikker                        | Sikker                        | Sikker                        | Sikker                        | Sikker                        | Sikker                        | Sikker                        | Sikker                        | Sikker                        | Sikker                        | Sikker                        | Sikker                        | Sikker                        | Sikker                        | Sikker                        | Sikker                        | Sikker                        | Sikker                        | Sikker                        | Sikker                        | Sikker                        | Sikker                        | Sikker                        | Sikker                        | Sikker                        | Sikker                        | Sikker                        | Sikker                        | Sikker                        |
| Finale              | Finale              | Finale              | Finale              | Finale              | Finale              | Finale              | Finale              | Finale              | Finale              | Finale              | Finale              | Finale              | Finale              | Finale              | Finale              | Finale              | Finale              | Finale              | Finale              | Finale              | Finale              | Finale              | Finale              | Finale              | Finale              | Finale              | Finale              | Finale              | Finale              | Finale              | Finale              | Finale              | Finale              | Finale              | Finale              | Finale              | Finale              | Finale              | Finale              | Finale              | Finale              | Finale              | Finale              | Finale              | Finale              | Finale              | Finale              | Finale              | Finale              | Finale              | Finale              | Finale              | Finale              | Finale              | Finale              | Finale              | Finale              | Finale              | Finale              | Finale              | Finale              | Finale              | Finale              | Finale              | Finale              | Finale              | Finale              | Finale              | Finale              | Finale              | Finale              | Finale              | Finale              | Finale              | Finale              | Finale              | Finale              | Finale              | Finale              | Finale              | Finale              | Finale              | Finale              | Finale              | Finale              | Finale              | Finale              | Finale              | Finale              | Finale              | Finale              | Finale              | Finale              | Finale              | Finale              | Finale              | Finale              | Finale              | Finale              | Ny Sang Tidligere Sang Kronings Sang                            | Ny Sang Tidligere Sang Kronings Sang                            | Ny Sang Tidligere Sang Kronings Sang                            | Ny Sang Tidligere Sang Kronings Sang                            | Ny Sang Tidligere Sang Kronings Sang                            | Ny Sang Tidligere Sang Kronings Sang                            | Ny Sang Tidligere Sang Kronings Sang                            | Ny Sang Tidligere Sang Kronings Sang                            | Ny Sang Tidligere Sang Kronings Sang                            | Ny Sang Tidligere Sang Kronings Sang                            | Ny Sang Tidligere Sang Kronings Sang                            | Ny Sang Tidligere Sang Kronings Sang                            | Ny Sang Tidligere Sang Kronings Sang                            | Ny Sang Tidligere Sang Kronings Sang                            | Ny Sang Tidligere Sang Kronings Sang                            | Ny Sang Tidligere Sang Kronings Sang                            | Ny Sang Tidligere Sang Kronings Sang                            | Ny Sang Tidligere Sang Kronings Sang                            | Ny Sang Tidligere Sang Kronings Sang                            | Ny Sang Tidligere Sang Kronings Sang                            | Ny Sang Tidligere Sang Kronings Sang                            | Ny Sang Tidligere Sang Kronings Sang                            | Ny Sang Tidligere Sang Kronings Sang                            | Ny Sang Tidligere Sang Kronings Sang                            | Ny Sang Tidligere Sang Kronings Sang                            | Ny Sang Tidligere Sang Kronings Sang                            | Ny Sang Tidligere Sang Kronings Sang                            | Ny Sang Tidligere Sang Kronings Sang                            | Ny Sang Tidligere Sang Kronings Sang                            | Ny Sang Tidligere Sang Kronings Sang                            | Ny Sang Tidligere Sang Kronings Sang                            | Ny Sang Tidligere Sang Kronings Sang                            | Ny Sang Tidligere Sang Kronings Sang                            | Ny Sang Tidligere Sang Kronings Sang                            | Ny Sang Tidligere Sang Kronings Sang                            | Ny Sang Tidligere Sang Kronings Sang                            | Ny Sang Tidligere Sang Kronings Sang                            | Ny Sang Tidligere Sang Kronings Sang                            | Ny Sang Tidligere Sang Kronings Sang                            | Ny Sang Tidligere Sang Kronings Sang                            | Ny Sang Tidligere Sang Kronings Sang                            | Ny Sang Tidligere Sang Kronings Sang                            | Ny Sang Tidligere Sang Kronings Sang                            | Ny Sang Tidligere Sang Kronings Sang                            | Ny Sang Tidligere Sang Kronings Sang                            | Ny Sang Tidligere Sang Kronings Sang                            | Ny Sang Tidligere Sang Kronings Sang                            | Ny Sang Tidligere Sang Kronings Sang                            | Ny Sang Tidligere Sang Kronings Sang                            | Ny Sang Tidligere Sang Kronings Sang                            | Ny Sang Tidligere Sang Kronings Sang                            | Ny Sang Tidligere Sang Kronings Sang                            | Ny Sang Tidligere Sang Kronings Sang                            | Ny Sang Tidligere Sang Kronings Sang                            | Ny Sang Tidligere Sang Kronings Sang                            | Ny Sang Tidligere Sang Kronings Sang                            | Ny Sang Tidligere Sang Kronings Sang                            | Ny Sang Tidligere Sang Kronings Sang                            | Ny Sang Tidligere Sang Kronings Sang                            | Ny Sang Tidligere Sang Kronings Sang                            | Ny Sang Tidligere Sang Kronings Sang                            | Ny Sang Tidligere Sang Kronings Sang                            | Ny Sang Tidligere Sang Kronings Sang                            | Ny Sang Tidligere Sang Kronings Sang                            | Ny Sang Tidligere Sang Kronings Sang                            | Ny Sang Tidligere Sang Kronings Sang                            | Ny Sang Tidligere Sang Kronings Sang                            | Ny Sang Tidligere Sang Kronings Sang                            | Ny Sang Tidligere Sang Kronings Sang                            | Ny Sang Tidligere Sang Kronings Sang                            | Ny Sang Tidligere Sang Kronings Sang                            | Ny Sang Tidligere Sang Kronings Sang                            | Ny Sang Tidligere Sang Kronings Sang                            | Ny Sang Tidligere Sang Kronings Sang                            | Ny Sang Tidligere Sang Kronings Sang                            | Ny Sang Tidligere Sang Kronings Sang                            | Ny Sang Tidligere Sang Kronings Sang                            | Ny Sang Tidligere Sang Kronings Sang                            | Ny Sang Tidligere Sang Kronings Sang                            | Ny Sang Tidligere Sang Kronings Sang                            | Ny Sang Tidligere Sang Kronings Sang                            | Ny Sang Tidligere Sang Kronings Sang                            | Ny Sang Tidligere Sang Kronings Sang                            | Ny Sang Tidligere Sang Kronings Sang                            | Ny Sang Tidligere Sang Kronings Sang                            | Ny Sang Tidligere Sang Kronings Sang                            | Ny Sang Tidligere Sang Kronings Sang                            | Ny Sang Tidligere Sang Kronings Sang                            | Ny Sang Tidligere Sang Kronings Sang                            | Ny Sang Tidligere Sang Kronings Sang                            | Ny Sang Tidligere Sang Kronings Sang                            | Ny Sang Tidligere Sang Kronings Sang                            | Ny Sang Tidligere Sang Kronings Sang                            | Ny Sang Tidligere Sang Kronings Sang                            | Ny Sang Tidligere Sang Kronings Sang                            | Ny Sang Tidligere Sang Kronings Sang                            | Ny Sang Tidligere Sang Kronings Sang                            | Ny Sang Tidligere Sang Kronings Sang                            | Ny Sang Tidligere Sang Kronings Sang                            | Ny Sang Tidligere Sang Kronings Sang                            | " Fighter" "A Broken Wing" "This Is My Now"                               | " Fighter" "A Broken Wing" "This Is My Now"                               | " Fighter" "A Broken Wing" "This Is My Now"                               | " Fighter" "A Broken Wing" "This Is My Now"                               | " Fighter" "A Broken Wing" "This Is My Now"                               | " Fighter" "A Broken Wing" "This Is My Now"                               | " Fighter" "A Broken Wing" "This Is My Now"                               | " Fighter" "A Broken Wing" "This Is My Now"                               | " Fighter" "A Broken Wing" "This Is My Now"                               | " Fighter" "A Broken Wing" "This Is My Now"                               | " Fighter" "A Broken Wing" "This Is My Now"                               | " Fighter" "A Broken Wing" "This Is My Now"                               | " Fighter" "A Broken Wing" "This Is My Now"                               | " Fighter" "A Broken Wing" "This Is My Now"                               | " Fighter" "A Broken Wing" "This Is My Now"                               | " Fighter" "A Broken Wing" "This Is My Now"                               | " Fighter" "A Broken Wing" "This Is My Now"                               | " Fighter" "A Broken Wing" "This Is My Now"                               | " Fighter" "A Broken Wing" "This Is My Now"                               | " Fighter" "A Broken Wing" "This Is My Now"                               | " Fighter" "A Broken Wing" "This Is My Now"                               | " Fighter" "A Broken Wing" "This Is My Now"                               | " Fighter" "A Broken Wing" "This Is My Now"                               | " Fighter" "A Broken Wing" "This Is My Now"                               | " Fighter" "A Broken Wing" "This Is My Now"                               | " Fighter" "A Broken Wing" "This Is My Now"                               | " Fighter" "A Broken Wing" "This Is My Now"                               | " Fighter" "A Broken Wing" "This Is My Now"                               | " Fighter" "A Broken Wing" "This Is My Now"                               | " Fighter" "A Broken Wing" "This Is My Now"                               | " Fighter" "A Broken Wing" "This Is My Now"                               | " Fighter" "A Broken Wing" "This Is My Now"                               | " Fighter" "A Broken Wing" "This Is My Now"                               | " Fighter" "A Broken Wing" "This Is My Now"                               | " Fighter" "A Broken Wing" "This Is My Now"                               | " Fighter" "A Broken Wing" "This Is My Now"                               | " Fighter" "A Broken Wing" "This Is My Now"                               | " Fighter" "A Broken Wing" "This Is My Now"                               | " Fighter" "A Broken Wing" "This Is My Now"                               | " Fighter" "A Broken Wing" "This Is My Now"                               | " Fighter" "A Broken Wing" "This Is My Now"                               | " Fighter" "A Broken Wing" "This Is My Now"                               | " Fighter" "A Broken Wing" "This Is My Now"                               | " Fighter" "A Broken Wing" "This Is My Now"                               | " Fighter" "A Broken Wing" "This Is My Now"                               | " Fighter" "A Broken Wing" "This Is My Now"                               | " Fighter" "A Broken Wing" "This Is My Now"                               | " Fighter" "A Broken Wing" "This Is My Now"                               | " Fighter" "A Broken Wing" "This Is My Now"                               | " Fighter" "A Broken Wing" "This Is My Now"                               | " Fighter" "A Broken Wing" "This Is My Now"                               | " Fighter" "A Broken Wing" "This Is My Now"                               | " Fighter" "A Broken Wing" "This Is My Now"                               | " Fighter" "A Broken Wing" "This Is My Now"                               | " Fighter" "A Broken Wing" "This Is My Now"                               | " Fighter" "A Broken Wing" "This Is My Now"                               | " Fighter" "A Broken Wing" "This Is My Now"                               | " Fighter" "A Broken Wing" "This Is My Now"                               | " Fighter" "A Broken Wing" "This Is My Now"                               | " Fighter" "A Broken Wing" "This Is My Now"                               | " Fighter" "A Broken Wing" "This Is My Now"                               | " Fighter" "A Broken Wing" "This Is My Now"                               | " Fighter" "A Broken Wing" "This Is My Now"                               | " Fighter" "A Broken Wing" "This Is My Now"                               | " Fighter" "A Broken Wing" "This Is My Now"                               | " Fighter" "A Broken Wing" "This Is My Now"                               | " Fighter" "A Broken Wing" "This Is My Now"                               | " Fighter" "A Broken Wing" "This Is My Now"                               | " Fighter" "A Broken Wing" "This Is My Now"                               | " Fighter" "A Broken Wing" "This Is My Now"                               | " Fighter" "A Broken Wing" "This Is My Now"                               | " Fighter" "A Broken Wing" "This Is My Now"                               | " Fighter" "A Broken Wing" "This Is My Now"                               | " Fighter" "A Broken Wing" "This Is My Now"                               | " Fighter" "A Broken Wing" "This Is My Now"                               | " Fighter" "A Broken Wing" "This Is My Now"                               | " Fighter" "A Broken Wing" "This Is My Now"                               | " Fighter" "A Broken Wing" "This Is My Now"                               | " Fighter" "A Broken Wing" "This Is My Now"                               | " Fighter" "A Broken Wing" "This Is My Now"                               | " Fighter" "A Broken Wing" "This Is My Now"                               | " Fighter" "A Broken Wing" "This Is My Now"                               | " Fighter" "A Broken Wing" "This Is My Now"                               | " Fighter" "A Broken Wing" "This Is My Now"                               | " Fighter" "A Broken Wing" "This Is My Now"                               | " Fighter" "A Broken Wing" "This Is My Now"                               | " Fighter" "A Broken Wing" "This Is My Now"                               | " Fighter" "A Broken Wing" "This Is My Now"                               | " Fighter" "A Broken Wing" "This Is My Now"                               | " Fighter" "A Broken Wing" "This Is My Now"                               | " Fighter" "A Broken Wing" "This Is My Now"                               | " Fighter" "A Broken Wing" "This Is My Now"                               | " Fighter" "A Broken Wing" "This Is My Now"                               | " Fighter" "A Broken Wing" "This Is My Now"                               | " Fighter" "A Broken Wing" "This Is My Now"                               | " Fighter" "A Broken Wing" "This Is My Now"                               | " Fighter" "A Broken Wing" "This Is My Now"                               | " Fighter" "A Broken Wing" "This Is My Now"                               | " Fighter" "A Broken Wing" "This Is My Now"                               | " Fighter" "A Broken Wing" "This Is My Now"                               | Christina Aguilera Martina McBride Jordin Sparks | Christina Aguilera Martina McBride Jordin Sparks | Christina Aguilera Martina McBride Jordin Sparks | Christina Aguilera Martina McBride Jordin Sparks | Christina Aguilera Martina McBride Jordin Sparks | Christina Aguilera Martina McBride Jordin Sparks | Christina Aguilera Martina McBride Jordin Sparks | Christina Aguilera Martina McBride Jordin Sparks | Christina Aguilera Martina McBride Jordin Sparks | Christina Aguilera Martina McBride Jordin Sparks | Christina Aguilera Martina McBride Jordin Sparks | Christina Aguilera Martina McBride Jordin Sparks | Christina Aguilera Martina McBride Jordin Sparks | Christina Aguilera Martina McBride Jordin Sparks | Christina Aguilera Martina McBride Jordin Sparks | Christina Aguilera Martina McBride Jordin Sparks | Christina Aguilera Martina McBride Jordin Sparks | Christina Aguilera Martina McBride Jordin Sparks | Christina Aguilera Martina McBride Jordin Sparks | Christina Aguilera Martina McBride Jordin Sparks | Christina Aguilera Martina McBride Jordin Sparks | Christina Aguilera Martina McBride Jordin Sparks | Christina Aguilera Martina McBride Jordin Sparks | Christina Aguilera Martina McBride Jordin Sparks | Christina Aguilera Martina McBride Jordin Sparks | Christina Aguilera Martina McBride Jordin Sparks | Christina Aguilera Martina McBride Jordin Sparks | Christina Aguilera Martina McBride Jordin Sparks | Christina Aguilera Martina McBride Jordin Sparks | Christina Aguilera Martina McBride Jordin Sparks | Christina Aguilera Martina McBride Jordin Sparks | Christina Aguilera Martina McBride Jordin Sparks | Christina Aguilera Martina McBride Jordin Sparks | Christina Aguilera Martina McBride Jordin Sparks | Christina Aguilera Martina McBride Jordin Sparks | Christina Aguilera Martina McBride Jordin Sparks | Christina Aguilera Martina McBride Jordin Sparks | Christina Aguilera Martina McBride Jordin Sparks | Christina Aguilera Martina McBride Jordin Sparks | Christina Aguilera Martina McBride Jordin Sparks | Christina Aguilera Martina McBride Jordin Sparks | Christina Aguilera Martina McBride Jordin Sparks | Christina Aguilera Martina McBride Jordin Sparks | Christina Aguilera Martina McBride Jordin Sparks | Christina Aguilera Martina McBride Jordin Sparks | Christina Aguilera Martina McBride Jordin Sparks | Christina Aguilera Martina McBride Jordin Sparks | Christina Aguilera Martina McBride Jordin Sparks | Christina Aguilera Martina McBride Jordin Sparks | Christina Aguilera Martina McBride Jordin Sparks | Christina Aguilera Martina McBride Jordin Sparks | Christina Aguilera Martina McBride Jordin Sparks | Christina Aguilera Martina McBride Jordin Sparks | Christina Aguilera Martina McBride Jordin Sparks | Christina Aguilera Martina McBride Jordin Sparks | Christina Aguilera Martina McBride Jordin Sparks | Christina Aguilera Martina McBride Jordin Sparks | Christina Aguilera Martina McBride Jordin Sparks | Christina Aguilera Martina McBride Jordin Sparks | Christina Aguilera Martina McBride Jordin Sparks | Christina Aguilera Martina McBride Jordin Sparks | Christina Aguilera Martina McBride Jordin Sparks | Christina Aguilera Martina McBride Jordin Sparks | Christina Aguilera Martina McBride Jordin Sparks | Christina Aguilera Martina McBride Jordin Sparks | Christina Aguilera Martina McBride Jordin Sparks | Christina Aguilera Martina McBride Jordin Sparks | Christina Aguilera Martina McBride Jordin Sparks | Christina Aguilera Martina McBride Jordin Sparks | Christina Aguilera Martina McBride Jordin Sparks | Christina Aguilera Martina McBride Jordin Sparks | Christina Aguilera Martina McBride Jordin Sparks | Christina Aguilera Martina McBride Jordin Sparks | Christina Aguilera Martina McBride Jordin Sparks | Christina Aguilera Martina McBride Jordin Sparks | Christina Aguilera Martina McBride Jordin Sparks | Christina Aguilera Martina McBride Jordin Sparks | Christina Aguilera Martina McBride Jordin Sparks | Christina Aguilera Martina McBride Jordin Sparks | Christina Aguilera Martina McBride Jordin Sparks | Christina Aguilera Martina McBride Jordin Sparks | Christina Aguilera Martina McBride Jordin Sparks | Christina Aguilera Martina McBride Jordin Sparks | Christina Aguilera Martina McBride Jordin Sparks | Christina Aguilera Martina McBride Jordin Sparks | Christina Aguilera Martina McBride Jordin Sparks | Christina Aguilera Martina McBride Jordin Sparks | Christina Aguilera Martina McBride Jordin Sparks | Christina Aguilera Martina McBride Jordin Sparks | Christina Aguilera Martina McBride Jordin Sparks | Christina Aguilera Martina McBride Jordin Sparks | Christina Aguilera Martina McBride Jordin Sparks | Christina Aguilera Martina McBride Jordin Sparks | Christina Aguilera Martina McBride Jordin Sparks | Christina Aguilera Martina McBride Jordin Sparks | Christina Aguilera Martina McBride Jordin Sparks | Christina Aguilera Martina McBride Jordin Sparks | Christina Aguilera Martina McBride Jordin Sparks | Christina Aguilera Martina McBride Jordin Sparks | Christina Aguilera Martina McBride Jordin Sparks | 2 4 6        | 2 4 6        | 2 4 6        | 2 4 6        | 2 4 6        | 2 4 6        | 2 4 6        | 2 4 6        | 2 4 6        | 2 4 6        | 2 4 6        | 2 4 6        | 2 4 6        | 2 4 6        | 2 4 6        | 2 4 6        | 2 4 6        | 2 4 6        | 2 4 6        | 2 4 6        | 2 4 6        | 2 4 6        | 2 4 6        | 2 4 6        | 2 4 6        | 2 4 6        | 2 4 6        | 2 4 6        | 2 4 6        | 2 4 6        | 2 4 6        | 2 4 6        | 2 4 6        | 2 4 6        | 2 4 6        | 2 4 6        | 2 4 6        | 2 4 6        | 2 4 6        | 2 4 6        | 2 4 6        | 2 4 6        | 2 4 6        | 2 4 6        | 2 4 6        | 2 4 6        | 2 4 6        | 2 4 6        | 2 4 6        | 2 4 6        | 2 4 6        | 2 4 6        | 2 4 6        | 2 4 6        | 2 4 6        | 2 4 6        | 2 4 6        | 2 4 6        | 2 4 6        | 2 4 6        | 2 4 6        | 2 4 6        | 2 4 6        | 2 4 6        | 2 4 6        | 2 4 6        | 2 4 6        | 2 4 6        | 2 4 6        | 2 4 6        | 2 4 6        | 2 4 6        | 2 4 6        | 2 4 6        | 2 4 6        | 2 4 6        | 2 4 6        | 2 4 6        | 2 4 6        | 2 4 6        | 2 4 6        | 2 4 6        | 2 4 6        | 2 4 6        | 2 4 6        | 2 4 6        | 2 4 6        | 2 4 6        | 2 4 6        | 2 4 6        | 2 4 6        | 2 4 6        | 2 4 6        | 2 4 6        | 2 4 6        | 2 4 6        | 2 4 6        | 2 4 6        | 2 4 6        | 2 4 6        | Winner                        | Winner                        | Winner                        | Winner                        | Winner                        | Winner                        | Winner                        | Winner                        | Winner                        | Winner                        | Winner                        | Winner                        | Winner                        | Winner                        | Winner                        | Winner                        | Winner                        | Winner                        | Winner                        | Winner                        | Winner                        | Winner                        | Winner                        | Winner                        | Winner                        | Winner                        | Winner                        | Winner                        | Winner                        | Winner                        | Winner                        | Winner                        | Winner                        | Winner                        | Winner                        | Winner                        | Winner                        | Winner                        | Winner                        | Winner                        | Winner                        | Winner                        | Winner                        | Winner                        | Winner                        | Winner                        | Winner                        | Winner                        | Winner                        | Winner                        | Winner                        | Winner                        | Winner                        | Winner                        | Winner                        | Winner                        | Winner                        | Winner                        | Winner                        | Winner                        | Winner                        | Winner                        | Winner                        | Winner                        | Winner                        | Winner                        | Winner                        | Winner                        | Winner                        | Winner                        | Winner                        | Winner                        | Winner                        | Winner                        | Winner                        | Winner                        | Winner                        | Winner                        | Winner                        | Winner                        | Winner                        | Winner                        | Winner                        | Winner                        | Winner                        | Winner                        | Winner                        | Winner                        | Winner                        | Winner                        | Winner                        | Winner                        | Winner                        | Winner                        | Winner                        | Winner                        | Winner                        | Winner                        | Winner                        | Winner                        |

### Semi-finale/Finale noter
Jordin var aldrig i fare for elimination. Jordin er den fjerde deltager, som har vundet uden at havde været blandt de to eller tre dårligste, sammen med Kelly Clarkson, Carrie Underwood, Taylor Hicks, og senest David Cook. (Sæson 2 vinderen Ruben Studdard var blandt de to dårligste en gang, sæson 3 vinderen Fantasia Barrino endte der to gange og sæson 8 vinderen Kris Allen var en gang blandt de tre dårligste). I en alder af 17 år, blev Jordin den yngste sanger, som vandt Idol konkurencen.

## EfterIdol
Jordins sange fra American Idol har været til salg på iTunes Store og den officielle American Idol hjemmeside som Jordin Sparks (EP) (kaldt en ”bundle” på den officielle Idol hjemmeside) kort tid efter finalen, sammen med andre sange der ikke kom med på EPen, som blev solgt som individuelle singler. Ifølge SoundScan tal udgivet i USA Today, solgte Blake Lewis flere digitale singler end Jordin, men hendes mini album solgte mere end Lewis’. 
Efter Idol finalen, var Jordin med i flere tv shows. Hun optrådte med finale sangen This Is My Now på The Morning Show with Mike and Juliet, The Today Show, Live with Regis and Kelly, The Early Show og The View. Jordin var også med i Total Request Live, The Morning Show with Mike and Juliet sammen med nummer to fra Idol Blake Lewis, og i Larry King Live sammen med deltagerne fra top ti og 106 & Park. D. 4 juli, 2007, optrådte Jordin med “God Bless America” og “America the Beautiful” ved Macy’s Fourth of July Fireworks Spectacular sammen med Lewis og Melinda Doolittle. 
Sammen med tv- og radiooptrædener, har Jordin også været på coveret af Entertainment Weekly, Your Prom og World og var med I bladene VIBE, TV Guide, Glamour og andre udgivelser.
Jordin to del i American Idol LIVE! Tour 2007 fra 6. juli til 23. september 2007 sammen med andre deltagere fra top ti. Hun afslørede i et AOL interview at koncerten vil være mere gruppe samarbejder og duetter, og at hun der udover medbringer sin akustiske guitar.
I 2007 blev Jordin spurgt af en slægtning, der arbejder for ”SOS Børnebyerne – USA” i Florida om at designe en denim jakke med en guirlande af Swarovskikrystaller for at støtte forældreløse. Hun optrådte på New Year's Eve Live på Fox sammen med Blake Lewis. I 2008 blev Jordin spurgt om hun ville synge ved Eagles-Cardinals NFC Championship football kampen.
Jordin Sparks filmede også en public service announcement for Do Something 101, Do Something’s kampagne for at give børn skole remedier. 
Jordin var også brudepige for top 9 American Idol finalisten Gina Glocksen, nu Gina Ruzicka.

## Post-Idolkarrierer
Den 17. august, 2007 blev det annonceret, at Jordin havde skrevet kontrakt med 19 Recordings/Jive Records/Zomba Lable Group, og blev derved den første Idol vinder, der sluttede sig til gruppen af pladeselskaberne. David Archuleta (nummer 2 fra sæson 7), Kris Allen (vinderen fra sæson 8) og Allison Iraheta (fjerder paldsen fra sæson 8) sluttede sig også til pladeselskabs gruppen, og gjorder dem derved til de eneste fire Idol deltagere som har skrevet kontrakt med dem. Alle tidligere Idol vindere op runner-ups har skrevet kontrakt med RCA Label Group’s J (Fantasia, Ruben Studdard), Arista (Taylor Hicks) eller RCA (Kelly Clarkson, Chris Daughtry, Clay Aiken, Katharine McPhee og nummer 2erne David Cook og Adam Lambert) pladeselskaber, med undtagelse af Carrie Underwood, der skrev kontrakt med Arista Nashville. Jordin har sagt at hun optog nogle sange sammen med Heath Thurman på trommer til albummet, men størstedelen af optagelserne ville blive foretaget i Los Angeles efter touren var ovre. Hun sagde at albummet ville være ”Top 40, radio venligt, opløftende musik” som forhåbentligt miksede ”pop rock lyden fra Kelly Clarkson med R&B kanten fra Beyonce”. (“Top 40, radio-friendly, uplifting stuff” hopefully mixing "the pop rock sound of inaugural Idol Kelly Clarkson with the R&B edge of Beyonce") Hendes debutalbum blev udgivet 20. og 27. november 2007.
Nogle kritikere mente, at albummets allestedsnærværende og alders-passende American Idol-materiale har hjulpet Jordin med at finde en sikker fremtid.
Sammen med pladeselskabets meddelelse, blev det afsløret at den første single ville være ”Tattoo”, som blev udgivet til de amerikanske radiostationer 27. august 2007.  Sangen blev albummets første top ti single. Senere, 11. marts 2008, blev ”Tattoo” udgivet på 'Now That's What I Call Music Vol. 27' som det sjette nummer på albummet, sammen 19 andre toppende hits fra starten af 2008.
Efter udgivelsen af ”Tattoo”, havde Jordins officielle hjemmeside en afstemning, hvor fans blev bedt om at stemme på hvilken sang hendes næste single skulle være, valgene var ”No Air”, ”Freeze”, ”One Step at a Time” eller ”Shy Boy”. Den 3. februar 2008 blev det annonceret, at ”No Air” havde vundet afstemningen, og blev tilføjet til radiostationerne. Sangen blev et hit før den officielt blev udgivet som single, and toppede som #3 på Billboard Hot 100, hvor den blev i fire på hinanden følgende uger. Den 3. juni 2008 blev ”No Air” udgivet på 'Now That’s What I Call Music Vol. 28' som det niende nummer på albummet, sammen med 19 andre hits fra 2008. Hun optrådte med ”No Air” sammen med Chris Brown 10. april 2008 i resultat showet, som en del af Idols Gives Back. Jordin er den eneste Idol, som ikke er fra Australien, der har toppet ARIA Singles Chart, med sangen ”No Air”.
I februar 2008 sang Jordin National Hymnen ved Super Bowl XLII (sangen blev derefter tilgængelig på iTunes den næste dag). Hun optrådte også for Diana Ross ved den 30. Kennedy Center Honors. Hun optrådte også med ”Tattoo” ved NBA Rookie kampen under NBA All-Star Weekend. Jordin optrådte også ved en Monday Night Football kamp mellem Arizona Cardinals og San Francisco 49ers i november 2008. I 2009 sang hun ved divisions runden af NFL Playoffs mellem Philadelphia Eagles og sin fars forrige hold, New York Giants. Senere sang hun I Arizona til NFC Championship kampen mellem Arizona Cardinals og Philadelphia Eagles.
Jordin åbnede for Alicia Keys på den amerikanske del af hendes As I Am tour. Inden touren var hun med ved GMA Dove Awards som en del af en hyldest til Michael W. Smith, samtidig med at det blev annonceret at Jordin ville slå sig sammen med kosmetik firmaet, Avon, for at blive en talskvinde for den teen-fokuserede linje ”Mark”. Inden touren overhovedet startede tvang en potentiel karrierer–truende hals skade tvang Jordin til at aflyse et par ugers shows. Det blev fortalt at hun led af en akut stemmebånds skade (hemorrhage), og blev beordret til streng hvile af stemmen indtil det var blevet bedre. Hvis det ikke blev bedre, kunne det have resulteret i mikrooperation med laser. Hendes første koncert var oprindeligt sat til at skulle åbne for Alicia Keys 19. april 20008. Hun var tilbage på touren med Alicia Keys 30. april. Hun forblev på touren indtil det sidste show den 18. april.
Mens hun var på tour med Alicia Keys kiggede Jordin forbi flere talk shows. Hun var også med i The Tyra Banks Show tidligt 2008, hvor Banks sagde at hun ville havde Jordin med som hovedrollen til et tv projekt hun arbejdede på. I slutningen af 2008 på radio showet Johnjay & Rich, nævnede Jordin at hun havde modtaget en email fra Tyra, som hun forventede var nyheder om showet, men bare var et hej. Hun tilføjede at Tyra sagde at hun ville kontakte Jordin når showet kom op. Jordin siger at hun ville elske at begynde at spille skuespil.
I et interview med Perez Hilton, blev det nævnt at Jordin vil tage på en tour sammen med Jesse McCartney i august 2008 mens hun for nylig blev medlem af internetsiden DoSomething.org og Staples Inc. for at løse problemet med forsyningerne til det nationale back-to-school. 
One Step at a Time var den tredje single fra albummet, og blev officielt udgivet i USA 10. juni 2008. Jordin spillede One Step at a Time ved Macy’s Fourth of July Fireworks Spectacular den anden gang i træk. Sangen toppede i Top 20 på Hot 100 og top 5 på Pop 100 hitlisterne. Hun har været på Good Morning America og Canadian Idol for at promovere ”One Step at a Time”. Med succesen fra One Step at a Time blev Jordin den eneste American Idol deltager, der nogensinde har haft deres første fire singler blandt top 20 på Billboard Hot 100.
Jordin blev 12. august 2008 udnævnt af Præsident George W. Bush til at være medlem af the President’s Council on Service and Civic Participation for en to års periode sammen med andre kendte så som Corinne Bailey Rae og Michael W. Smith, som hun tidligere har arbejdet sammen med.
Jordin var med i 2008 MTV Video Music Awards 7. september 2008 hvor hun var nomineret til 2 VMAer for Bedste Kvindelige Video og Bedste Nye Kunstner. Hun er den anden American Idol vinder, som har fået 2 eller flere nomineringer efter udgivelsen af et album. Den første var Kelly Clarkson med tre nomineringer. Britney Spears med Piece Of Me fik faktisk prisen for Bedste Kvindelige Video, mens Tokio Hotel tog prisen for Bedste Nye Kunstner med "Ready, Set, Go!". Ved den selvsamme VMA, skabte Jordin kontroverser ved at svare på en joke værten Russel Brand lavede under sin åbnings monolog, hvor han holdt en sølv ring op, og påstod at han havde lettet en af Jonas Brothers deres mødom, hvorefter han sagde han ville ”tage dem mere alvorligt hvis de bar den (ringen) rund om deres kønsdele.”  Jordin tog til genmæle, ved at svare i starten af sin introduktion af rapperen T.I: ”Jeg har kun en ting at sige om løfte ringe. Det er ikke noget dårligt at gå med en løfte ring, fordi det er ikke alle – dreng eller pige – der ønsker at være en tøjte (slut).”  Som svar på kontroversen omkring Jordins ”tøjte” bemærkning, fortalte hun Entertainment Weekly at hun ikke fortryder bemærkningen, og kommenterer at ”jeg ønsker jeg havde formuleret mig anderledes – at en, som ikke bære en løfte ring ikke nødvendigvis er en tøjte – men jeg kan ikke tage det tilbage nu.”  Mens hun præsenterede en pris ved American Music Awards, startede hun med at sige ”Jeg vil holde mig til manuskriptet denne gang” i reference til VMA episoden.
Hun vandt en American Music Award for Favorite Artist in the Adult Contemporary Category. Dette var hendes første nominering til en American Music Award.  Jordin har slået sig sammen med Wet Seal for at kreerer sin egen tøjkollektion.  
Jordin sluttede sig til Alicia Keys for anden gang i den australske del af hendes As I Am Tour, som startede 6. december 2008 i Auckland, New Zealand ved Vector Arena og sluttede 20. december 2008.

### 2009 – nu:Battlefield
Timbaland sagde I et interview at Jordin ville være en af dem han samarbejdede med på hans nye album Shock Value 2. I en opdatering på sin YouTube profil, sagde hun, at hendes fans kan se frem til mere upbeat dance sange på hendes andet album. Hun bekræftede at kunne se hende ved en mulig NFL playoff anthem i januar, Velgørenheds arrangement i februar i Shrine Auditorium og VH1 Save the Music hvor hun vil optræde sammen med John Mayer i marts. Derudover vil den officielle Jordin Sparks fan klub åbne, som vil blive kaldt ”SparksTown”. Jordin vendte tilbage til University of Phoenix Stadium for igen at synge national hymnen inden NFC Championship kampen mellem Arizona Cardinals og Philadelphia Eagles d. 18 januar, 2009.
Jordin sluttede sig til flere A-liste sangere om at optræde til Barack Obamas tiltrædelses bal, der blev afholdt af Barack Obama 20. januar, 2009.  Jordin var med til den Grammy uddelingen, hvor hun var nomineret til sin første Grammy for "No Air" I kategorien “Bedste Pop Samarbejde med Vokaler”. Jordin sang national hymnen til NBA ALL Stars kampen 15. februar, 2009 (som blev spillet i Phoenix, Arizona – det samme sted hvor hun sang hymnen ved Super Bowl XLII) og an MLB Spring Training kamp mellem Los Angeles Dodgers og Chicago White Sox 1. marts 2009.  D. 1 oktober, 2009 udgiver Jordin en bog via Thomas Nelson Publishers, med titlen "One Step at a Time".  Jordin har hyret sin egen personlige trænere, Joey London  og begyndte at arbejde med koreograf Laurie Ann Gibson til hendes kommende tour.
Jordins andet album forventes at have en højere profil og bedre produktion end hendes første på grund af selve albummet og de fire singler.  Jordin sagde at hun planlægger at samarbejde med Jesse McCartney og Ryan Tedder på sit næste album i et interview på radio showet "Johnjay & Rich" morgenen efter hun var med i 2008 udgaven af American Music Awards. Hun sagde at albummet ville være mere R&B og dance influeret, og ville lyde mere som ”Beyoncé møder Rihanna.” I en opdatering på sin MySpace, siger Jordin at hun var ”i studiet og skriver fantastiske sange!” Hun fortalte også HollyscoopTV at hun havde talt med Leona Lewis og at parret overvejede at indspille en duet med temaet 'female empowerment'.
En pressemeddelelse bekendtgøre at Jordin arbejder med Miami produceren ”J-Vibe”. Jordin optrådte med sangen 'Faith' skrevet af hende selv til præsidentens tiltrædelses bal. Det er uklar om denne sang er skrevet til hendes andet album og om den kommer med på det. I et nyligt radiointerview på The MJ Morning Show i Tampa Bay, Florida, afslørede Jordin nyheder om det meget forventede album. Hun fortalte, at pladeselskabets plan er at udgive albummet i slutningen af foråret/tidligt på sommeren. Da interviewet blev lavet, havde Jordin indspillet 9 af sangene. Hun sagde, at hun ville indspille ca. 25 sange, som hun så derefter kunne vælge 14 sange ud fra, som ville være dem, der endte på det endelige album. Den 18. maj, 2009 havde Jordin indspillet 30 sange til albummet. Jordin afslørede også at hun arbejde sammen med nogle af de samme tekstforfattere som det sidste album ud over nogle nye forfattere og producere så som Stargate, T-Pain, Dr. Luke, Max Martin, Claude Kelly, Lucas Secon og Toby Gad.  Det blev også bekraftet at Jesse McCartney har indspillet sammenn med Jordin. Jordin besøgte radio showet "Johnjay & Rich", og hun gav en forsmag på fire nye sange (”Let It Rain”, ”Walking On Snow”, ”Faith”, ”Paper Cut”) som er mulige sange der kunne være med på hendes andet album.
Den første single fra albummet var ”Battlefield”, som er skrevet og produceret af den Grammy nominerede sanger/sangskriver/producer Ryan Tedder. Jordin optrådte med sangen i Top 3 resultat showet af American Idol sæson 8, d. 12. maj.  Philip Andelman er allerede blevet booket til at optage musik videoen i Los Angeles. Philip har bl.a. optaget videoer for Beyoncé, Kelly Rowland og Jay-Z.  Jordin optog videoen 13. maj 2009 og blev færdig med optagelserne 14. maj. I maj 2009 tog Jordin til Europa med sin bror, PJ, for at promovere singlen.
Albummet Battlefield blev udgivet 21. juli 2009.
Den 31. juli åbnede hun for Jonas Brothers ved brødrenes koncerter i Monterrey, Nuevo Leon, Mexico sammen med The Wonder Girls.
Den 9. august præsenterede hun alene ved "2009 Teen Choice Awards" in Los Angeles, California.
Den 14. august 2009 blev det annonceret, at Jordin sluttede sig til Britney Spears-touren, som en special guest i den anden nordamerikanske del af touren. Jordin optrådte i den amerikanske del af touren.

## Diskografi
| Studie albums - 2007: Jordin Sparks - 2009: Battlefield | EPer - 2003: For Now - 2007: Jordin Sparks (EP) |

## Tours
- 2007: American Idols LIVE! Tour 2007
- 2008: As I Am Tour (Supporting Act)
- 2008: Jesse & Jordin LIVE Tour
- 2009: Jonas Brothers World Tour 2009 (Med på den amerikanske del af touren)
- 2009: The Circus Starring: Britney Spears (Med på den amerikanske del af touren)